# Gaeta
Gaeta è un comune italiano di 19 078 abitanti della provincia di Latina nel Lazio.

## Geografia fisica

### Territorio
Sorge sul golfo omonimo sul Mar Tirreno che si estende dal promontorio del Circeo a Capo Miseno. Fra le zone di Sant’Erasmo e Serapo sorge il Monte Orlando.

### Clima
- Classificazione climatica di Gaeta:
  - Zona climatica C;
  - Gradi giorno 938.

## Origini del nome

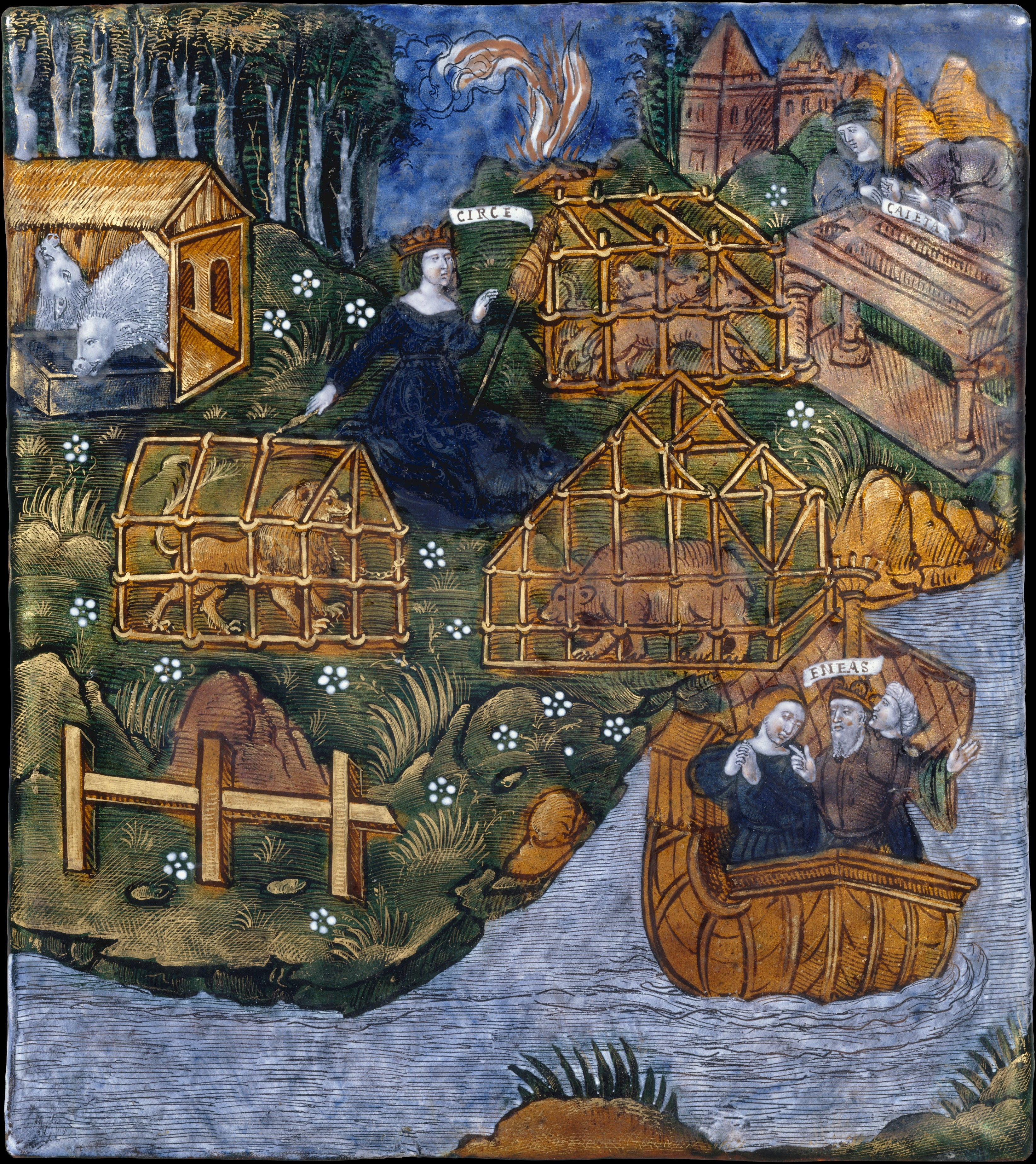
Enea costruisce la tomba per la sua nutrice Caieta e fugge dalle terre di Circe, smalto su rame del Maestro della leggenda di Enea (1530-1535 circa)

Le origini del nome di Gaeta (in latino: Caiēta, in greco Kaièta, Καϊέτα) sono tuttora avvolte nella leggenda:
- Strabone non parla della città ma solo del golfo detto "Καιάτα" (Kaiata), nome che deriverebbe dal termine "καϊέτα" (caieta), usato dai Laconi per indicare le cose cave, con chiaro riferimento all'ampia insenatura del golfo stesso; lo stesso autore riporta però che altri fanno derivare il nome da quello della nutrice di Enea.[5]
- Diodoro Siculo collegò il territorio gaetano al mito degli Argonauti facendo derivare il nome della città da Aietes, mitico padre di Medea (nipote di Circe), la maga innamorata di Giasone.[6]
- Virgilio nell'Eneide[7] trovò la sua origine nel nome della nutrice di Enea, Caieta, sepolta dall'eroe troiano in quel sito durante il suo viaggio verso le coste laziali. Dante Alighieri, quasi a significare la storicità dell'Eneide, confermò l'avvenimento.[8]
- Altre fonti prendono il nome di Gaeta da Eete, figlio del dio sole Elio, il cui soprannome è "L'Aquila"; egli sarebbe il fratello della nota Maga Circe. Questo appellativo le sarebbe stato dato per l'insolita struttura geografica della città che ricorda appunto la testa di questo famoso rapace.[6]

## Storia

### Storia antica
I primi consistenti insediamenti nel territorio di Gaeta risalgono al XII-XIII secolo a.C. Successivamente, tutta l'area costiera del golfo fu parte integrante della regione popolata dagli antichi Aurunci, stanziati fra i fiumi Liri e Volturno e la zona del vulcano di Roccamonfina. Solo nel 345 a.C. il territorio di Gaeta finì sotto l'influenza di Roma.

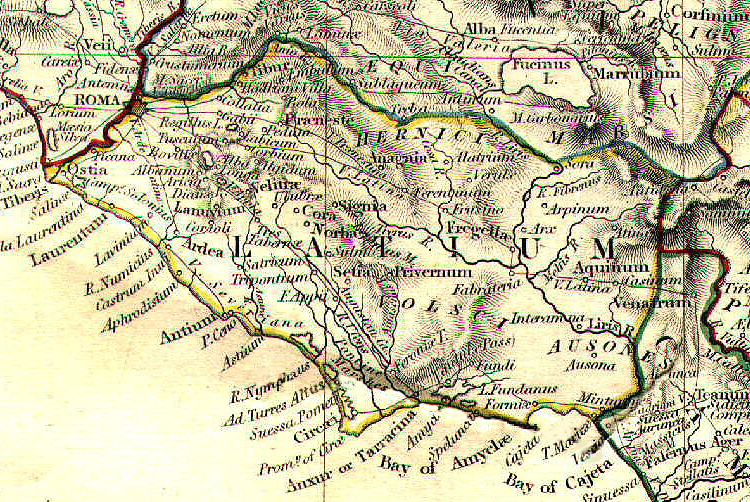
Il Latium secondo lHistorical Atlas

Durante il periodo romano Gaeta divenne un luogo di villeggiatura molto rinomato, frequentato da imperatori, ricchi patrizi, consoli e famosi senatori dell'epoca. A favorire la loro venuta fu anche la costruzione di una nuova strada romana, la Via Flacca, più breve rispetto all'Appia. Il territorio gaetano, al confine tra Lazio e Campania, era situato in epoca preimperiale all'interno di quell'area geografica denominata Latium adjectum (Latium Novum). Tale nome era riferito ai territori "aggiunti" al Latium vetus (Latium antiquum) in seguito alle prime conquiste di Roma verso Sud, con la conseguente scomparsa di altri popoli preromani (Volsci, Equi, Ernici e Ausoni-Aurunci). Ormai già con Augusto e la sua riforma amministrativa, i territori di Gaeta ricadevano nella regione unica formata dal Latium vetus e dal Latium adjectum che i romani chiamavano con il nome Latium. Il Latium terminava perlopiù lungo l'attuale confine con la Campania delineato dal fiume Liri-Garigliano, risultando amministrativamente unito alla stessa Campania attraverso la "Regio I Latium et Campania", una delle undici regioni dell'Italia augustea. Del periodo romano restano visibili molte vestigia, alcune delle quali sulla sommità di Monte Orlando, come il Mausoleo di Lucio Munazio Planco, console romano, prefetto dell'Urbe, generale sia di Caio Giulio Cesare (attraversò con lui il fiume Rubicone, fu al suo fianco nelle campagne galliche) che di Marco Antonio e Ottaviano detto Augusto.

### Medioevo

Localizzazione e antichi stemmi delle repubbliche marinare

Con la caduta dell'Impero romano d'Occidente iniziò un periodo buio di transizione, caratterizzato da continui saccheggi prima da parte delle popolazioni barbariche e in seguito dai Saraceni. Proprio per la sua caratteristica posizione su una penisola naturale, facilmente difendibile, Gaeta si trasformò gradualmente in un castrum: la città fu fortificata con cinte murarie e sulla zona alta dell'antico borgo medioevale sorse il castello a difesa dell'abitato; allo stesso tempo le popolazioni delle zone limitrofe si trasferirono all'interno delle mura per trovare ospitalità, rifugio e protezione. Le prime notizie del castello risalgono al VI secolo nella guerra contro i Goti, nel X secolo se ne fa cenno all'interno delle carte del Codex diplomaticus Cajetanus, ma notizie certe della sua esistenza si hanno solo nel XII secolo. La prima importante documentazione sull'esistenza di una flotta gaetana risale all'anno 812, allorquando il patrizio bizantino Gregorio, governatore della Sicilia, incalzato dalla minaccia araba, fu costretto a chiedere aiuto al duca di Napoli e agli altri ducati campani. Alle sollecitazioni di Gregorio risposero Gaeta e Amalfi che, con le loro navi (unite a quelle di Costantinopoli), sconfissero la flotta araba al largo di Lampedusa. Già nel IX secolo Gaeta si rese autonoma dall'autorità imperiale bizantina e nell'anno 839 la carica di Ipato venne assunta da Costantino I, figlio del conte Anatolio (che alcuni credettero capostipite della famiglia Caetani) e di fatto primo signore di Gaeta riconosciuto. Il ducato di Gaeta conquistò gradualmente la sua indipendenza e restò in vita per oltre due secoli, nel corso dei quali Gaeta ebbe una propria solidità militare, un'autonomia politica, un'autonomia giurisdizionale, dei propri istituti giuridici civici, una propria valuta (il "follaro") e un considerevole sviluppo economico attraverso i traffici commerciali marittimi.

La Campania con il territorio del ducato di Gaeta intorno all'anno 1000

Nel periodo che va dall'839 al 1140 Gaeta può essere considerata a pieno titolo anche una repubblica marinara. I gaetani difesero le loro libertà e l'indipendenza del ducato attuando una saggia e talvolta spregiudicata azione politica e militare. Risultarono in tal senso rilevanti le alleanze stipulate con i principali Stati autonomi del meridione d'Italia per combattere le continue scorrerie saracene, ma anche i patti stipulati con gli stessi musulmani per la difesa del ducato dalle mire espansionistiche del papato. Particolarmente significativa l'alleanza che portò alla costituzione della Lega campana di cui si fece principale promotore papa Leone IV per la difesa di Roma. Nell'estate dell'849 la Lega campana fu protagonista della battaglia di Ostia, immortalata con un celebre affresco da Raffaello nelle stanze vaticane (Raffaello, Battaglia di Ostia). Una flotta costituita dalle navi delle repubbliche di: Amalfi, Gaeta, Napoli e Sorrento, sotto la guida del console Cesario di Napoli, sbaragliò i saraceni che si apprestavano a sbarcare presso Ostia con l'intento di operare l'invasione e la distruzione di Roma. Successivamente, nel 915, il duca di Gaeta Giovanni I contribuì alla costituzione della Lega Cristiana che sconfisse i saraceni nella battaglia del Garigliano, altro importante episodio bellico, la cui conclusione fu determinante per eliminare in modo definitivo la presenza araba nel Centro Italia. Il ducato di Gaeta restò pienamente indipendente fino all'inizio del XII secolo, quando il duca Riccardo III fu deposto dal Principe di Capua, dopo la conquista della città del 1140, ad opera di Ruggero II di Sicilia della dinastia degli Altavilla. Quest'ultimo fu comunque assai benevolo nei confronti di Gaeta lasciandole numerosi privilegi, a partire da una moneta propria e da una significativa autonomia politica, tanto da permetterle di preservare, al pari di Amalfi, l'antico e glorioso carattere di repubblica marinara. Con Ruggero II nacque quello che per i successivi sette secoli sarà, tranne il periodo del vicereame spagnolo (1504-1707) e della dominazione austriaca (1707-1734), un regno unitario, indipendente e sovrano, l'unico in tutta Europa a conservare integralmente per così lungo tempo i suoi limiti territoriali, con Gaeta a fungere in più occasioni da capitale "de facto" e strategica città di confine con lo Stato della Chiesa. Durante il governo della dinastia di origine sveva, Gaeta vide particolarmente rafforzata la sua funzione di "chiave di accesso" al regno. Federico II di Svevia venne in diverse occasioni a Gaeta e, durante le lotte tra guelfi e ghibellini, creò delle fortificazioni per difendere meglio i confini: nel 1223 fece costruire quelle per il castello di Gaeta (che quindi era già esistente all'epoca).

L'Italia nel 1494, alla vigilia della campagna militare di Carlo VIII. La cartina mostra i vari Stati in cui era divisa la penisola.

Durante il governo delle dinastie di origine angioina e angioina-durazzesca (1266-1442) la città continuò a ricoprire un ruolo rilevante nello scenario politico e militare del regno. Dal 1378 fu per qualche anno la residenza dell'antipapa Clemente VII, alleato della Regina Giovanna I. Dal 1387 vi si stabilì, temporaneamente in esilio, l'erede al trono Ladislao dei d'Angiò-Durazzo, che celebrò in città, il 21 settembre 1389, le sue nozze con Costanza di Chiaramonte, figlia del conte di Modica e Vicario del Regno di Sicilia, Manfredi III Chiaramonte. Salito successivamente al trono, re Ladislao fu particolarmente riconoscente nei confronti di Gaeta concedendole ulteriori e importanti privilegi tesi a rafforzare la sua autonomia. Anche la futura regina Giovanna II, sorella di Ladislao, soggiornò per molto tempo a Gaeta, dove scelse di farsi incoronare nel 1419. Dal 1435 Alfonso V d'Aragona fece di Gaeta la base per la conquista del trono di Napoli a discapito di Renato, ultimo sovrano della dinastia Angioina a regnare nel Meridione d'Italia, sconfitto definitivamente nel 1442. Fu con l'arrivo della dinastia Aragonese che alcuni influenti personaggi locali, passati in disgrazia, vennero costretti ad abbandonare Gaeta, tra cui Giovanni Caboto, che si rifugiò a Venezia nel 1461, prendendone la cittadinanza 15 anni dopo. Durante questo periodo la città fu munita di un nuovo castello, il cosiddetto "Alfonsino", adibito a reggia, mentre il vecchio (chiamato "Angioino") fu ampliato e unito al nuovo. Per tutta la seconda metà del secolo XV la città fu governata dalla dinastia aragonese; fra le varie importanti personalità succedutesi al governo della piazzaforte spicca nel 1501 il barone Diomede de Gemmis di Castel Foce, cognato del futuro governatore di Milano Andrea Caiano e membro di un casato derivante da un'antica famiglia patrizia romana trapiantata nel regno di Napoli. I sovrani aragonesi, al pari dei predecessori, capirono quanto fosse strategicamente rilevante il possesso di Gaeta per la difesa del regno, per cui vollero ulteriormente fortificarla con l'aggiunta di due nuove cinte murarie (non più esistenti). Gaeta subì ben quattordici assedi che coincisero con importanti e spesso cruciali avvenimenti storici, a partire dalla sconfitta del ducato di Gaeta (con annessione al Regno di Sicilia) fino all'ultimo assedio, decisivo per i destini del regno delle Due Sicilie, quello tenuto nel 1860-61 dalle truppe del generale Enrico Cialdini (che sarà poi nominato duca di Gaeta) e dopo il quale si ebbe la proclamazione del Regno d'Italia.

### Storia moderna

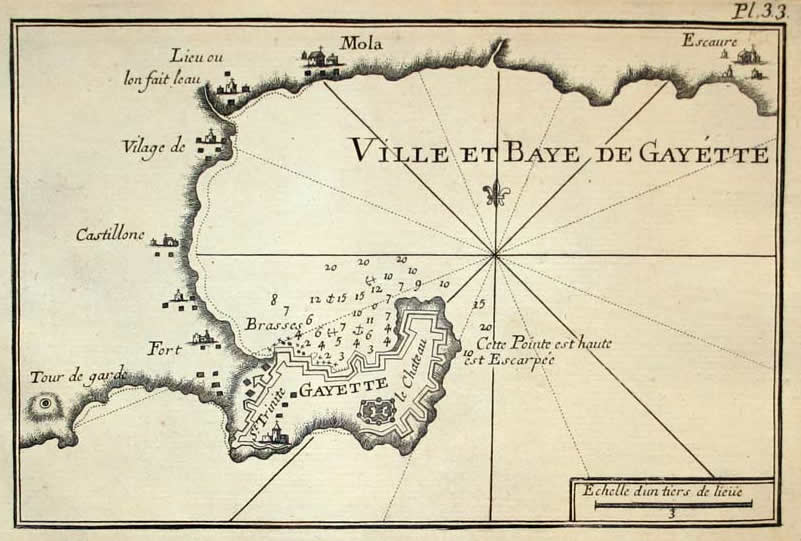
Mappa del 1764 con la poderosa cinta muraria bastionata della fortezza di Gaeta (Joseph Roux)

Con la dominazione spagnola, iniziata nel 1504, lo Stato unitario del Sud Italia, nato nel 1140 in seguito alle conquiste di re Ruggero II, perse per la prima volta la sua indipendenza divenendo un vicereame, ciò nonostante il ruolo di piazzaforte di Gaeta fu ancor più accentuato e la città fu dotata su ordine di Carlo V di nuovissime fortificazioni bastionate, alle pendici del Monte Orlando, aggiornate contro le ultime e più potenti armi da fuoco. Nel 1571 si radunò nel porto di Gaeta la flotta pontificia che, al comando dell'ammiraglio Marcantonio Colonna, salpò il 24 giugno 1571 per unirsi al resto della flotta cristiana, comandata da don Giovanni d'Austria, per combattere i saraceni. Il comandante della flotta pontificia aveva ricevuto il 20 giugno 1571 dal papa Pio V lo Stendardo di Lepanto, realizzato in seta, che doveva essere issato sulla nave ammiraglia pontificia. L'ammiraglio Colonna, nella cattedrale di Gaeta, davanti alle reliquie di sant'Erasmo di Antiochia, protettore dei marinai e veneratissimo patrono della città, fece voto che se avesse vinto avrebbe donato lo Stendardo di Lepanto alla stessa cattedrale e lo avrebbe posto ai piedi del santo. La battaglia navale tra la flotta della Lega Santa e la flotta dell'Impero ottomano ebbe luogo il 7 ottobre 1571 a Lepanto e fu vinta dalle forze cristiane. Al suo ritorno in Gaeta Marcantonio Colonna mantenne fede al giuramento fatto e oggi lo stendardo è esposto nel museo diocesano.

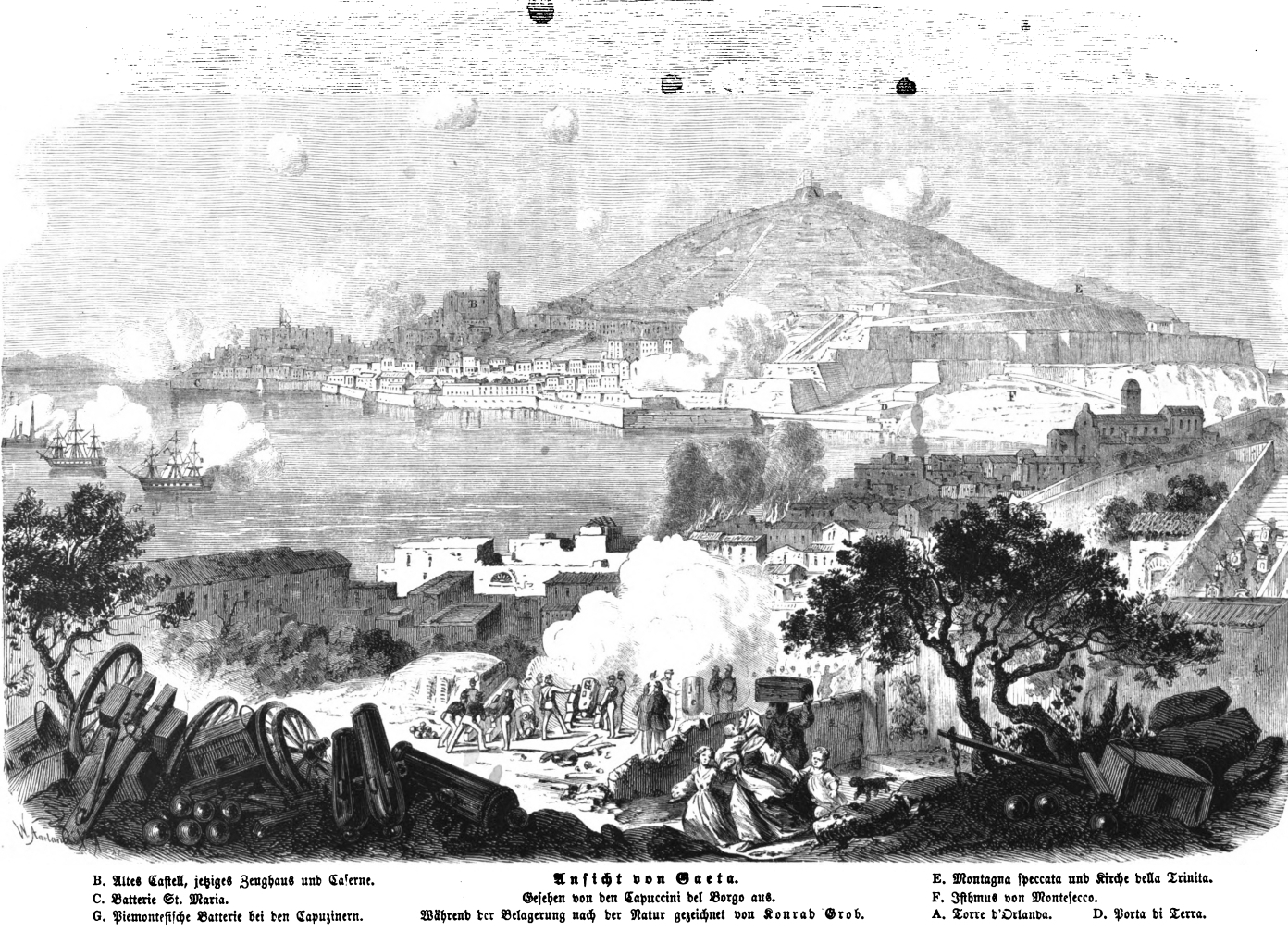
Incisione raffigurante l'assedio del 1860-1861

Nel 1734, Gaeta fu conquistata da Carlo di Borbone, poi Carlo III di Borbone quando divenne Re di Spagna, fondatore del ramo napoletano della dinastia dei Borbone. Con Carlo III di Borbone, il Regno di Napoli riconquistò dopo 230 anni la sua indipendenza tornando ad essere lo Stato più esteso e importante della penisola. Nel 1815, durante la guerra austro-napoletana, fu assediata delle forze anglo-austriache. Le forze napoletane dovettero arrendersi. Il 25 novembre 1848 il papa Pio IX si rifugiò a Gaeta, ospite di re Ferdinando II di Borbone, in seguito alla proclamazione della Repubblica Romana ad opera di Giuseppe Mazzini e vi rimase fino al 4 settembre 1849, periodo durante il quale Gaeta fu sede istituzionale e capitale de facto dello Stato della Chiesa, rappresentando il massimo centro di riferimento politico-religioso di tutto il mondo della cristianità e fu proprio durante questo soggiorno che papa Pio IX, secondo la tradizione illuminato dallo Spirito Santo durante le sue preghiere presso la Cappella d'Oro, decise di scrivere l'enciclica Ubi Primum con cui interrogava l'Episcopato cattolico sulla opportunità di proclamare il Dogma dell'Immacolata Concezione, cosa che avvenne al suo ritorno a Roma. Il 13 febbraio 1861 Francesco II di Borbone si arrese a Gaeta, ultimo baluardo del suo regno capitolando dopo 102 giorni di resistenza ai bombardamenti e all'assedio delle truppe sabaude del generale Enrico Cialdini (assedio di Gaeta 1860-1861): cessò così di esistere il Regno delle Due Sicilie.

La provincia campana di Terra di Lavoro con i confini dei suoi cinque distretti (dal 1860 circondari) e i relativi capoluoghi (in rosso)

Il Borgo di Gaeta, frazione di Gaeta fuori le mura, con regio decreto del 15 marzo 1897, diventò comune autonomo sotto la spinta decisiva di una sua ristretta ma influente cerchia di esponenti liberali. Nel 1917 iniziava una nuova rivoluzione urbana con l’abbattimento di parte dei bastioni che cingevano la zona di Sant'Erasmo. Cadevano, in particolare, le mura della batteria Vittorio Emanuele, consentendo il riempimento di un tratto di mare e la creazione di un grande largo, l’odierna Piazza Caboto, alle spalle della Gran Guardia, edificio destinato attualmente a Circolo Ufficiali, progettato nel 1786 da Pietro Paolo Ferrari. Fu realizzato anche un giardino pubblico, che nel 1926 accolse il monumento ai Caduti con la statua bronzea della Vittoria alata, opera di Aurelio Mistruzzi. La villa e la piazza vennero poi dedicate al generale Vincenzo Traniello. Prese il nome di "Comune di Elena" in onore dell'allora principessa Elena, futura regina d'Italia. Trenta anni dopo, esattamente con Regio Decreto del 17 febbraio 1927, i Comuni di Gaeta e di Elena vennero nuovamente uniti sotto il nome Gaeta. Il Borgo si identificò quindi come rione Porto Salvo, mentre la parte della città fortificata come rione Sant'Erasmo. Sempre nel corso del 1927, precisamente il 6 febbraio, Gaeta perse l’antica e famosa qualifica di piazzaforte per diventare un'importante base della Marina Militare italiana, più in particolare il suo porto andò a costituire la principale base navale del Mar Tirreno insieme al porto de La Spezia. La città di Gaeta era parte importante dell'antica provincia di Terra di Lavoro del Regno di Napoli (avente per capoluogo Capua sino al 1818 e poi Caserta) e poi Regno delle Due Sicilie, rappresentandone uno dei cinque capoluoghi di distretto fino al 1860. All'interno del Regno d'Italia la provincia fu mantenuta con lo stesso nome e il medesimo capoluogo e fu suddivisa, in base alla legge Rattazzi, in circondari. Gaeta fu capoluogo di circondario fino al 1927 (insieme a Caserta, Sora, Nola e Piedimonte d'Alife).
Nel 1920 fu inaugurato l’acquedotto di Elena, ancora comune autonomo; la riunificazione tra Elena e Gaeta vi fu solo nel 1926 e, con la soppressione della provincia di Caserta avvenuta nel 1927, fu assegnata al Lazio, sotto la provincia di Roma e, dal 1934 sotto quella della neo-istituita provincia di Littoria. Quando il regime fascista nel 1927 riorganizzò gli ambiti amministrativi territoriali italiani, volendo quel regime abolire i circondari e sopprimere la provincia di Terra di Lavoro, incorporò Gaeta nella provincia di Roma, dopodiché, nel 1934, nella neo-istituita provincia di Littoria, oggi provincia di Latina. Tra il 1943  e il 1944 la citta subì pesanti bombardamenti dagli Alleati e numerosi furono i caduti durante la seconda guerra mondiale. Nel 1971, fu istituito il Centro Storico Culturale, divenuto punto di riferimento nel panorama della cultura cittadina, con una fornita biblioteca dedicata in particolar modo alla memoria della patria. Con decreto del Presidente della Repubblica del 4 ottobre 2024, è stato conferito a Gaeta il titolo di città.

### Simboli
Lo stemma comunale nella forma aulica si presenta come uno scudo a cartoccio inquartato di rosso e d'argento, timbrato da una corona ducale. Secondo la tradizione lo stemma deriverebbe da quello attribuito a papa Gelasio II nato a Gaeta intorno al 1064. Il gonfalone è un drappo inquartato di rosso e di bianco.

## Monumenti e luoghi d'interesse
- Monumento ai caduti civili e militari della II GM – piazza Mons. Di Liegro[15]
- Targa dei rifugiati istriani e dalmati – int.ex caserma Cosenz

### Edifici religiosi

#### Cattedrale dei Santi Erasmo e Marciano e di Santa Maria Assunta

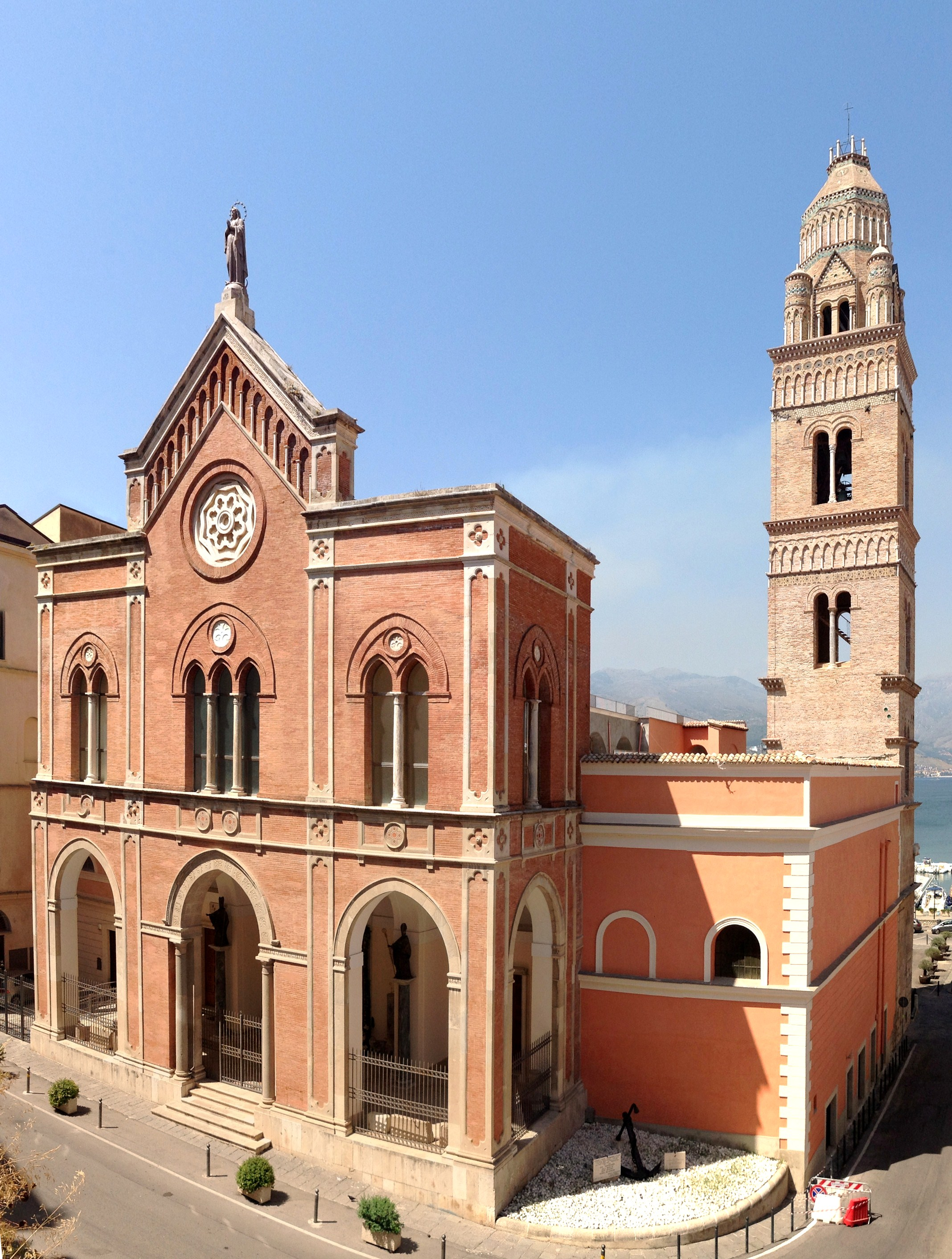
Esterno della cattedrale dei Santi Erasmo e Marciano e di Santa Maria Assunta e campanile

La cattedrale dei Santi Erasmo e Marciano e di Santa Maria Assunta venne edificata nell'XI secolo su una preesistente chiesa dedicata a Santa Maria del Parco del VII secolo e fu consacrata da papa Pasquale II nel 1106. Dopo il disastroso terremoto del 1231, fu ricostruita in stile gotico con una struttura a sette navate, per poi esser restaurata in stile neoclassico da Pietro Paolo Ferrara alla fine del XVIII secolo; in tale occasione, lo spazio interno venne ridotto a tre navate con cappelle laterali, tramite la realizzazione di sovrastrutture. La facciata neogotica del 1903 si affaccia sull'angusta via del Duomo; in mattoncini con decorazioni in pietra chiara, presenta sulla sommità la statua in ghisa dell'Immacolata. Dal pronao, dove si trovano le statue dei due santi patroni Erasmo e Marciano, si accede, tramite il portale, alla navata centrale, coperta con il volta a botte cassettonata e illuminata da finestre a lunetta. Lungo le due navate laterali si aprono quattro cappelle per lato contenenti altari barocchi in marmi policromi, due dei quali provengono dalla chiesa di Santa Caterina d'Alessandria, attualmente chiusa al culto. Il Succorpo di Sant'Erasmo si trova sotto l'abside, che è stata costruita alla fine del XVI secolo e rifatta a partire dal 1619 da Jacopo e Dionisio Lazzari. Il succorpo è a navata unica, ideato come custodia delle reliquie di diversi santi e riccamente decorato con pitture e marmi. In fondo all'abside rettangolare, si trova l'altare barocco in marmi policromi, anch'esso del Lazzari, sormontato dalla pala di Giovanni Filippo Criscuolo raffigurante Madonna col Bambino con San Michele Arcangelo attorniato da una corte di sei angeli (metà del XVI secolo), posta dove originariamente trovava luogo lo Stendardo di Lepanto. Nel presbiterio, è custodito il pregevole candelabro del cero pasquale, del XIII secolo, con Storie della vita di Cristo e di Sant'Erasmo. Il campanile del duomo di Gaeta si trova alle spalle della chiesa, dove si trovava l'entrata della prima chiesa. Risale al XII secolo ed è opera di Nicola (o Niccolò) dell'Angelo, che operò anche nella concattedrale di Sutri e nella basilica di San Paolo fuori le mura a Roma. La possente mole, in stile romanico con influssi arabo-normanni, è costituita da tre piani con bifore, sormontati dal cupolino ottagonale. All'interno della strombatura posta alla base della torre, ci sono dei sarcofagi di epoca romana e due bassorilievi marmorei raffiguranti la storia di Giona e il pistrice. Il campanile della cattedrale di Gaeta, insieme a quello di Amalfi con cui ha notevoli analogie, rappresenta un eccellente esempio di arte medievale dell'Italia centro meridionale.

#### Santuario della Santissima Annunziata

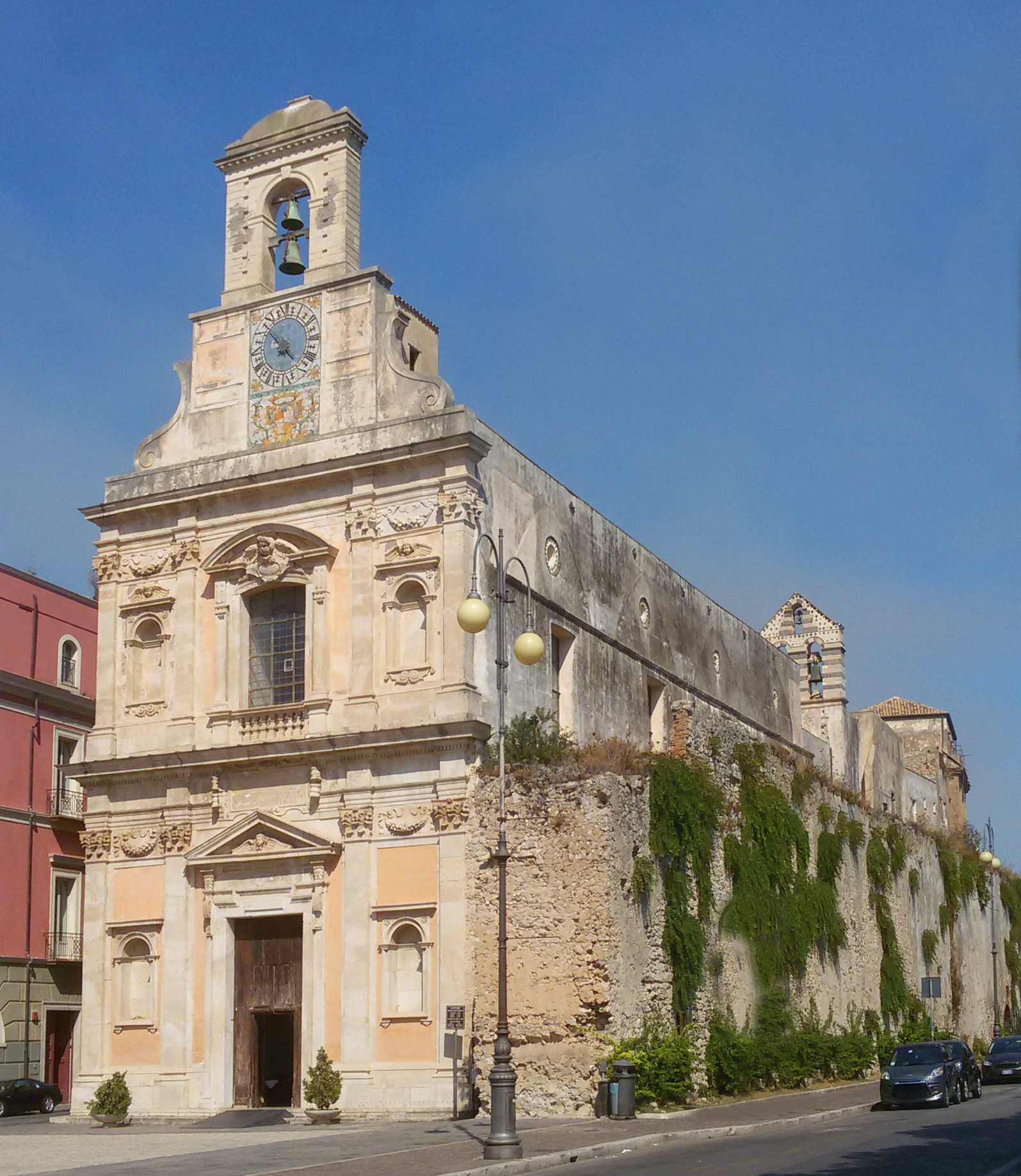
Esterno del santuario della Santissima Annunziata

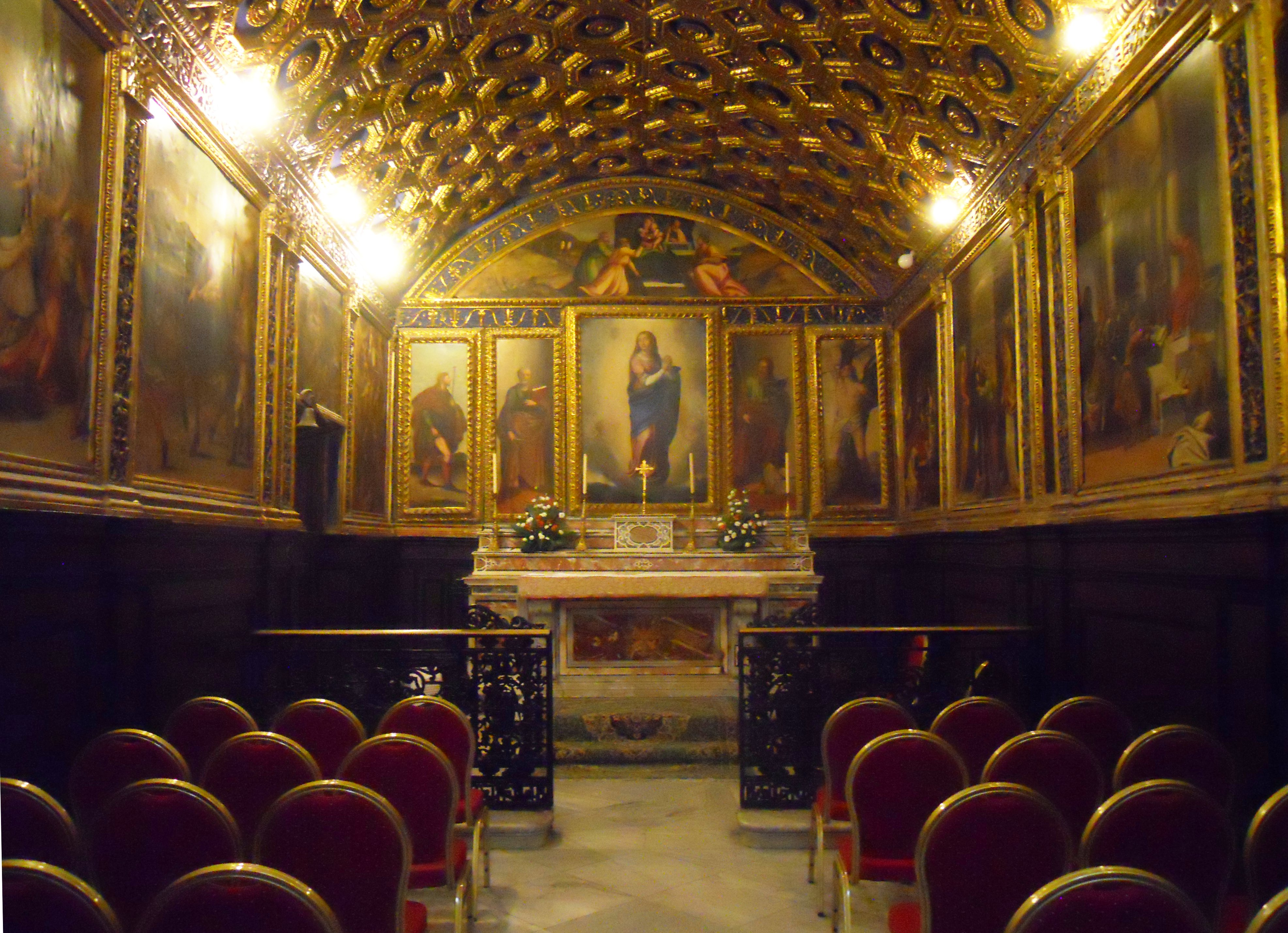
Interno della Cappella dell'Immacolata Concezione

Il santuario della Santissima Annunziata venne costruito tra il 2 maggio 1321 e il 1352 (anno in cui venne consacrato) alle porte dell'antica città di Gaeta, lungo l'unica via d'accesso al centro storico, come luogo di culto annesso all'omonimo stabilimento ospedaliero. Nel XVII secolo, venne radicalmente restaurato in stile barocco su progetto di tre esponenti della famiglia Lazzari: Andrea curò la realizzazione della nuova facciata, Jacopo della cappella del Santissimo Sacramento e Dionisio dell'apparato decorativo interno. La facciata, opera di Andrea Lazzari, è sormontata dal campaniletto a vela con orologio in maioliche. Un secondo campanile, gotico, è situato nei pressi dell'abside, sul lato destro, mentre lungo la fiancata sinistra si apre l'antico portale laterale gotico, con lunetta affrescata raffigurante l'Annunciazione. L'interno del santuario è a navata unica ed è dominato dalla tinta celeste delle pareti, con elementi decorativi in stucco in colore bianco. Lungo la navata, che è coperta dalle volte a crociera gotiche originarie, vi sono due altari marmorei, ciascuno dei quali è sormontato da una pala di Luca Giordano: a sinistra l'Adorazione dei Pastori mentre a destra Gesù crocifisso. L'aula termina con l'abside rettangolare, all'interno della quale si trova il pregevole coro ligneo di Colangelo Vinaccia; la parete di fondo è interamente occupata dal polittico di Andrea Sabatini da Salerno, risalente al 1521. L'altare maggiore e la balaustra del presbiterio in marmi policromi, nonché le cantorie in finto marmo, la cassa dell'antico organo a canne, posto sulla cantoria di sinistra e il Crocifisso, sono opera di Dionisio Lazzari. L'organo a canne venne costruito da Giuseppe de Martino alla fine del XVII secolo e venne probabilmente suonato anche da Alessandro Scarlatti. Alle spalle del santuario, con portale su via Annunziata, vi è la Cappella dell'Immacolata Concezione o "Cappella d'Oro", detta così perché ha la volta a botte costituita da cassettoni di legno intagliati e dorati con 19 tele raffiguranti scene della vita di Gesù e della Madonna sulle pareti, opere di Criscuolo, lo stesso che ha fatto i santi del polittico fondale insieme a Scipione Pulzone che si è occupato dell'Immacolata, che si trova al centro di esso. Dal 25 marzo 2009, la chiesa della Santissima Annunziata è stata elevata a santuario gemellato con il santuario di Nostra Signora di Lourdes, perché il Dogma cattolico dell'Immacolata Concezione, proclamato da papa Pio IX l'8 dicembre 1854 con la bolla Ineffabilis Deus, era stato meditato dal papa nella sua permanenza forzata in Gaeta durante le ore passate in meditazione a pregare davanti al quadro della Madonna presente all'interno della Cappella dell'Immacolata Concezione o "Cappella d'Oro". Anche papa Giovanni Paolo II il 25 giugno 1989 in occasione della visita alla città di Gaeta volle pregare nella Cappella d'Oro. Ad oggi, insieme alla Chiesa di Santa Maria della Sorresca, rientra nei beni dell'IPAB "Stabilimento della SS. Annunziata ed annessi". All'interno dell'IPAB è ospitato l'archivio storico che conserva importanti documenti che fotografano l'attività assistenziale svolta dalla SS. Annunziata nei 700 anni della sua esistenza, come pure documenti diplomatici, atti amministrativi e testamenti, tra cui gli Statuta Privilegia et Consuetudinis Civitatis Caietae (XVI secolo).

#### Tempio di San Francesco

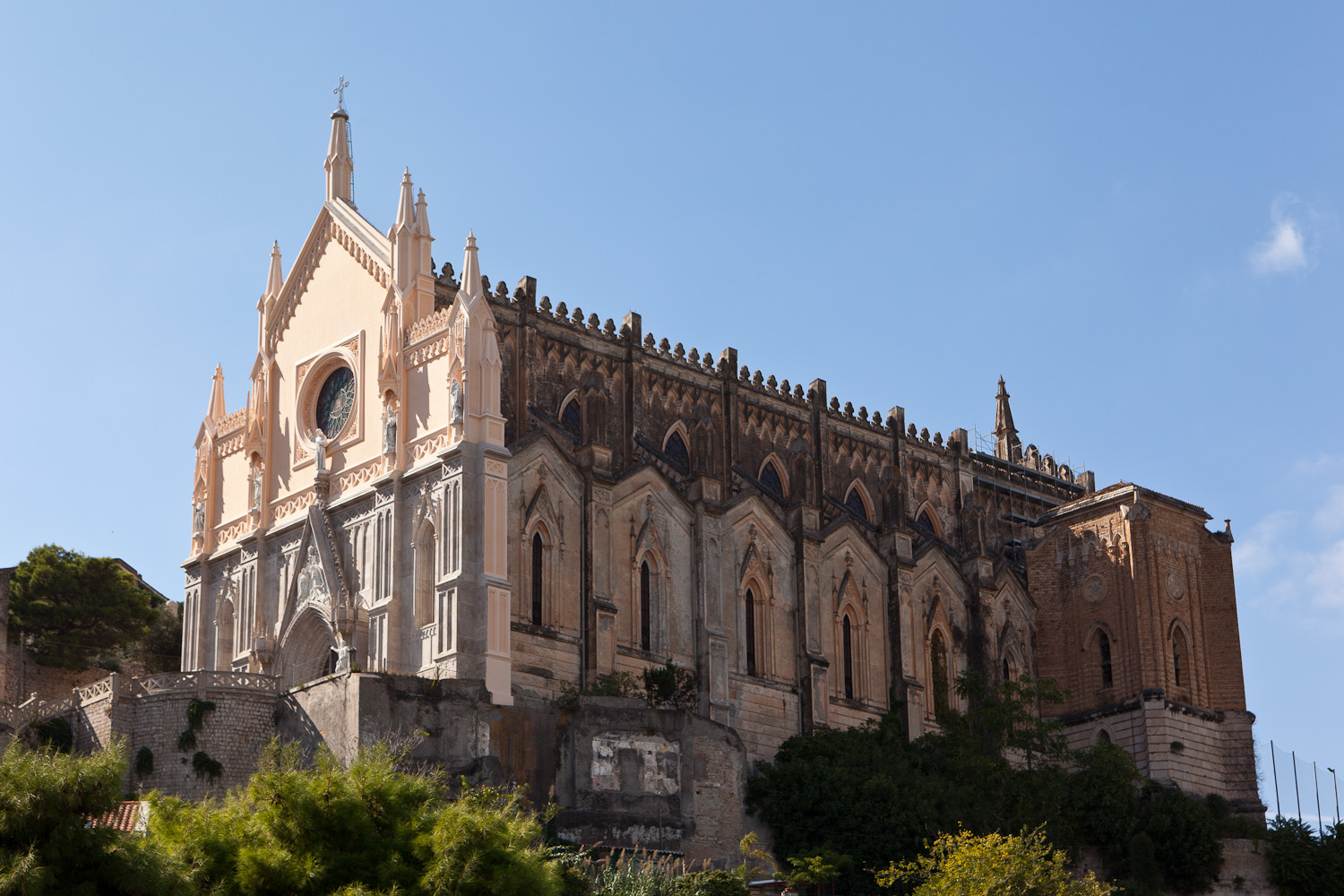
Veduta esterna del tempio di San Francesco

Il tempio di San Francesco ha sostituito un edificio di culto precedente, fondato dallo stesso san Francesco d'Assisi nel 1222 e presso il quale dimorava durante la sua permanenza a Gaeta. Questa venne ricostruita in stile neogotico per volere di Carlo II d'Angiò, con struttura di carattere monumentale, nel XIV secolo e, nel XIX secolo, Ferdinando II delle Due Sicilie affidò a Giacomo Guarinelli un radicale restauro dell'edificio, durante il quale vennero sovrapposte alla struttura trecentesca decorazioni neogotiche. Il sagrato è preceduto da una grande scalinata, al centro della quale si trova la statua della Religione con in mano la croce, opera di Luigi Persico. La slanciata facciata neogotica ha un bel portale strombato ed un grande rosone; è decorato dalle sculture marmoree raffiguranti i due sovrani che vollero la costruzione e la ricostruzione della chiesa e del santo dedicatario. L'interno a tre navate, dominato dal colore giallo dei muri, è illuminato da grandi finestre con vetrate policrome. Nell'abside poligonale, dominata dalla statua del Redentore, si trova l'altar maggiore in stile neogotico, realizzato in stucco dipinto a finto marmo; in fondo a ciascuna delle due navate laterali, vi è un altare in marmi policromi.

#### Chiesa di Santa Maria di Porto Salvo

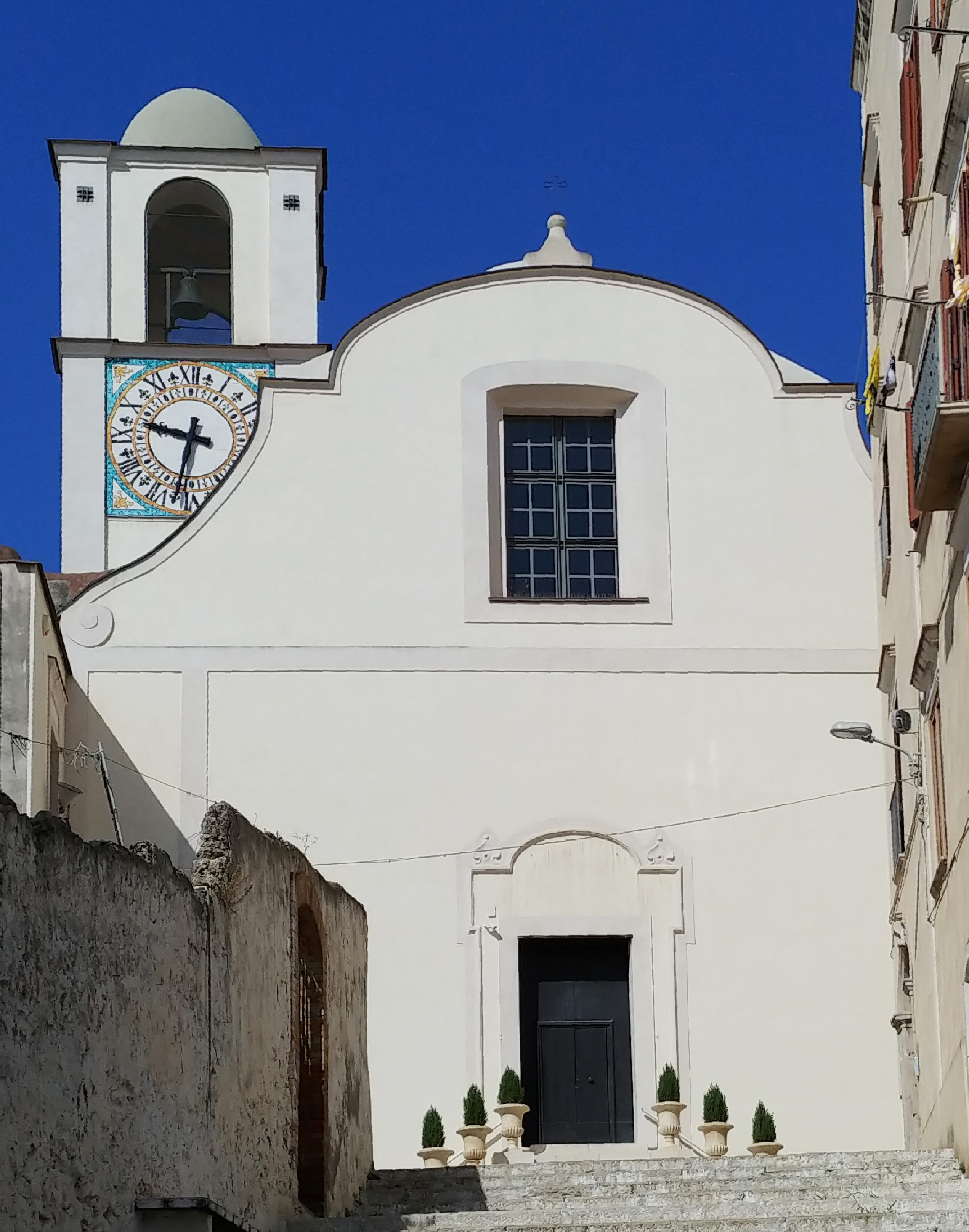
La chiesa di Santa Maria di Porto Salvo

La chiesa di Santa Maria di Porto Salvo è situata nell'omonimo quartiere, originariamente abitato prevalentemente da pescatori. È anche detta degli Scalzi poiché era anticamente tenuta dai frati agostiniani scalzi. La chiesa venne costruita su progetto di Dionisio Lazzari nel XVII secolo ed è in stile barocco. Il suo interno, dominato dal colore celeste delle pareti, è a navata unica con cappelle laterali; alle spalle del pregevole altare maggiore in marmi policromi, all'interno di una nicchia con elaborata cornice marmorea, vi è la venerata statua processionale della Madonna di Porto Salvo; annesso alla chiesa è l'oratorio detto della Congrega dei Pescatori, con pavimento in maioliche policrome, altare marmoreo e decorazione in stucco sulle pareti e sulla volta. Sulla chiesa insiste la parrocchia dei Santi Cosma e Damiano, che prende il nome dalla vicina chiesa, gravemente danneggiata dai bombardamenti della seconda guerra mondiale e successivamente restaurata senza però ricostruire le campate distrutte.

#### Chiesa di San Giacomo Apostolo

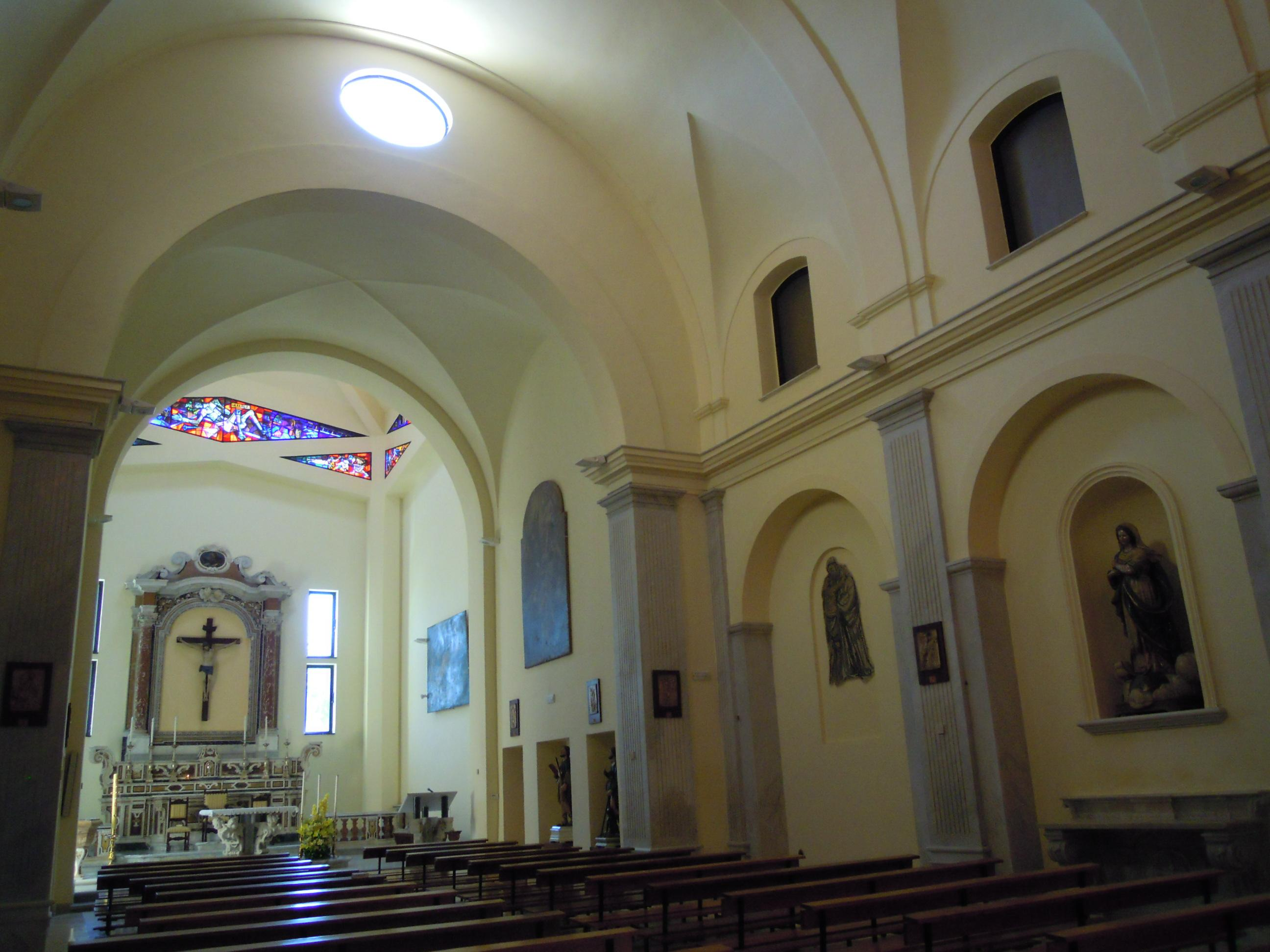
Interno della chiesa di San Giacomo Apostolo

La chiesa di San Giacomo Apostolo è situata lungo via dell'Indipendenza nel quartiere di Porto Salvo. Venne costruita tra il 1517 e il 1605 in stile barocco, con unica navata con cappelle laterali e, successivamente, rimaneggiata. I lavori più importanti furono quelli del 1965, quando vennero demolite la facciata e la parete di fondo dell'abside e in stile moderno si provvedette a ricostruire il prospetto e a realizzare una nuova abside a pianta quadrangolare, quest'ultima collegata alla navata tramite quella antica. All'interno della chiesa, è custodito l'antico altare maggiore barocco proveniente dalla scomparsa chiesa di San Montano e ivi trasferito nel XIX secolo; la sua pala, fino al 1993 al centro dell'ancona e attualmente sulla parete di destra dell'antica abside, raffigura una Sacra Conversazione ed è opera di Santillo Sannini (1695).

#### Santuario della Santissima Trinità

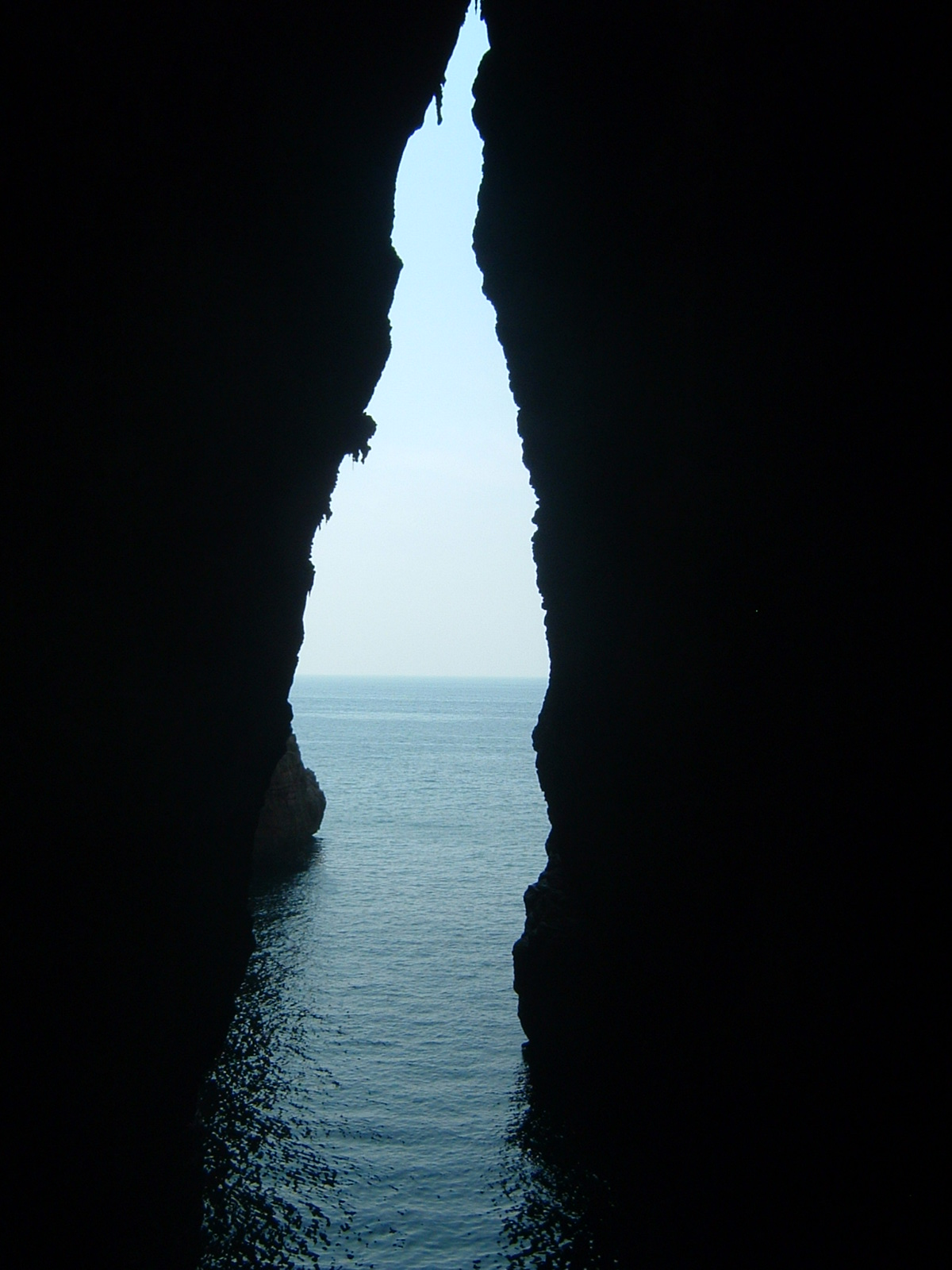
La grotta del Turco vista dall'interno

Il santuario della Santissima Trinità, detto anche della Montagna Spaccata, è situato sulla fiancata occidentale del Monte Orlando prospiciente il quartiere di Serapo. Edificato nell'XI secolo, sorge su una fenditura nella roccia che giunge fin nella grotta del Turco, creatasi, secondo la leggenda, al tempo della morte di Gesù Cristo, quando si squarciò il velo del tempio di Gerusalemme. Nel 1434 dall'alto dei due costoni di roccia si staccò un macigno che andò ad incastrarsi più in basso tra le pareti della fenditura, al di sopra dell'ingresso sul mare della grotta. Su di esso, nel XVI secolo, venne realizzata una cappella, raggiungibile tramite una scalinata che porta nelle viscere della montagna; lungo di essa, che percorre la stretta spaccatura di roccia, è possibile notare sulla parete di destra un distico latino con a fianco la cosiddetta mano del Turco, la forma di una mano (le cinque dita nella roccia) che, secondo la leggenda, si sarebbe formata nel momento in cui un marinaio turco "miscredente", che non credeva, cioè, alla storia che gli era stata raccontata sulla causa della spaccatura nella roccia, si era appoggiato alla roccia che miracolosamente divenne morbida sotto la sua pressione formando l'impronta della mano.

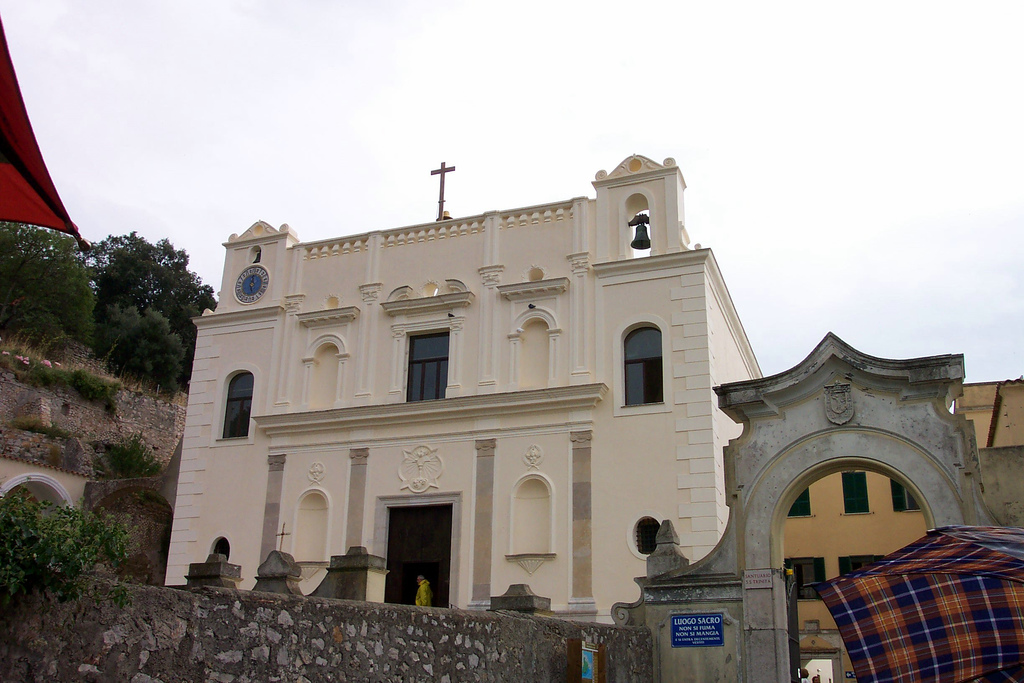
Il Santuario della Santissima Trinità

La chiesa, in stile barocco, si articola in un'unica navata con volta a botte lunettata e diverse cappelle laterali; l'abside quadrangolare ospita l'altare maggiore novecentesco, sormontato dalla tela di Raimondo Bruno Sant'Erasmo e la Madonna affidano Gaeta alla protezione della Santissima Trinità (1850 circa). Qui pregarono numerosi pontefici, tra cui papa Pio IX, sovrani, vescovi e santi, tra cui Bernardino da Siena, Ignazio di Loyola, Leonardo da Porto Maurizio, San Paolo della Croce, Gaspare del Bufalo e San Filippo Neri. La leggenda vuole che San Filippo Neri avesse vissuto all'interno della Montagna Spaccata dove esiste un giaciglio in pietra nota ancora oggi come "L'eremo di San Filippo Neri". Il santuario è sede dei missionari del P.I.M.E.. È stato edificato nel corso dell'XI secolo dai monaci benedettini. La sua attuale fisionomia è frutto di restauri operati nel XIX secolo dai padri alcantarini.

#### Chiesa della Santissima Addolorata
La chiesa della Santissima Addolorata sorge lungo via Annunziata sul lato posteriore allo stabilimento della Santissima Annunziata. Essa è la cappella dell'annesso convento delle Suore crocifisse adoratrici dell'Eucaristia, già delle Mantellate serve di Maria che, nel XIX secolo, vi avevano stabilito un collegio per ragazze nobili. La chiesa, costruita nel XIV secolo e originariamente dedicata a San Gregorio Magno, venne radicalmente restaurata tra il 1853 e il 1855 in stile neogotico da Ferdinando Travaglini, che anche progettò la facciata neoclassica, con ripida rampa di scale che collega la strada alla navata, posta quest'ultima ad un livello superiore. L'interno è costituito da un'unica navata con due campate con volta a crociera decorata con stucchi raffiguranti le Litanie lauretane; nella seconda campata si aprono a sinistra la cappella dedicata a san Filippo Benizi, con statua lignea policroma del santo, a destra una finestra con grata, dalla quale la famiglia reale seguiva le celebrazioni. Nella parete di fondo dell'abside si apre una triplice nicchia con arco a sesto acuto, all'interno della quale vi è un gruppo scultoreo con al centro la statua della Madonna Addolorata (XIX secolo).

#### Chiesa di Santa Maria della Sorresca

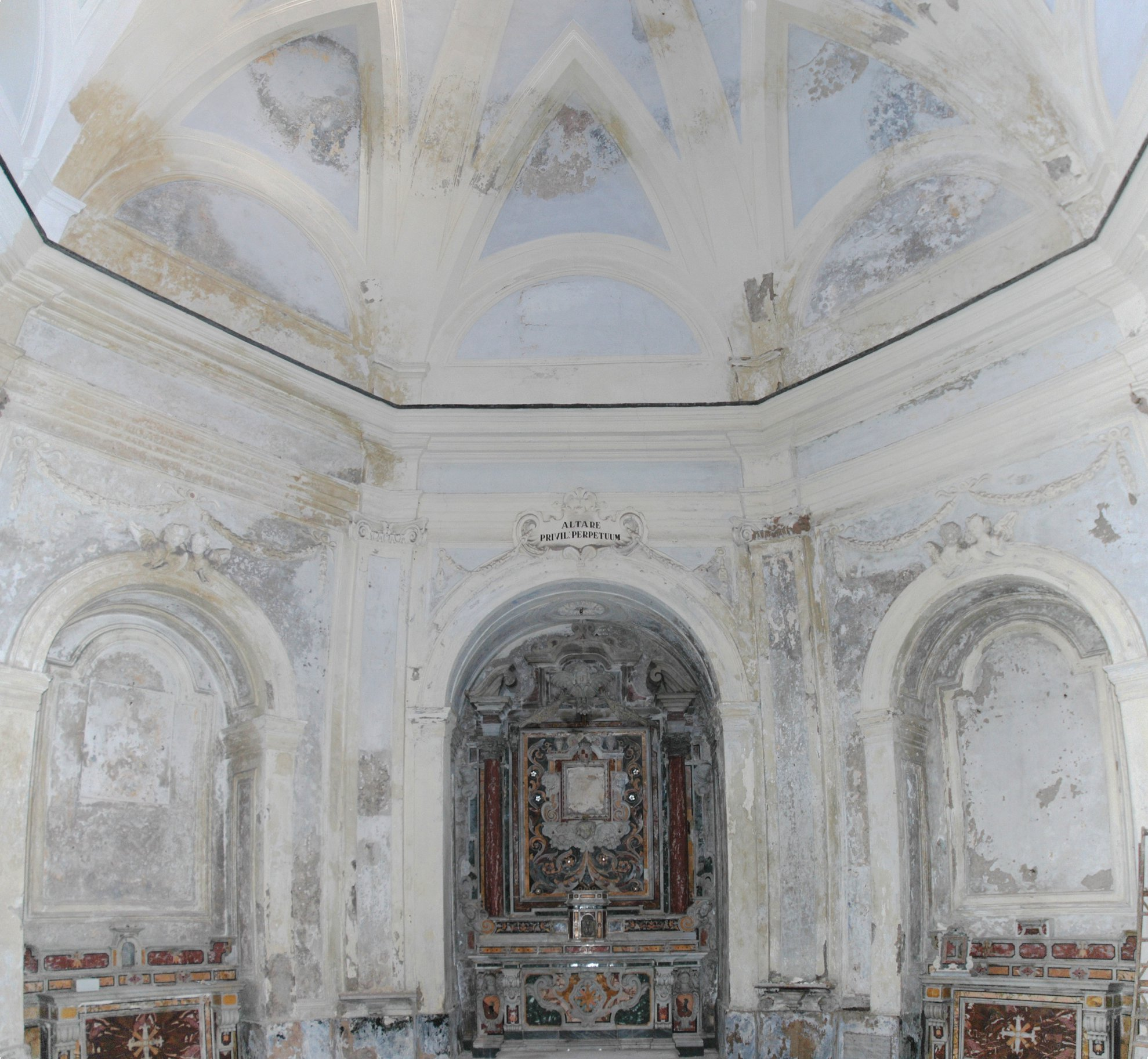
Interno della chiesa di Santa Maria della Sorresca

La chiesa di Santa Maria della Sorresca prende il nome dall'evento miracoloso in virtù del quale venne costruito l'edificio religioso: il 16 aprile 1513, infatti, un'immagine raffigurante la Madonna col Bambino posta nei pressi dei depositi di sorra (derivato della lavorazione del tonno) della famiglia Albito, operò un miracolo. La chiesa venne costruita in forme barocche, forse su progetto di Andrea Lazzari, tra il 1617 e il 1635; venne arricchita con la realizzazione della cantoria, dell'altare maggiore e del confessionale, opere di Dionisio Lazzari e, alla fine del secolo successivo, di due altari laterali progettati da Pietro Paolo Ferrara. La chiesa, chiusa al culto nel 1966, da allora, pur non essendo mai stata sconsacrata, è sede di saltuarie manifestazioni culturali. L'organo della chiesa di Santa Maria della Sorresca a Gaeta è di valore storico ed artistico. L'esterno è caratterizzato dalla facciata, realizzata nel 1855 (originariamente la chiesa era sprovvista di un ingresso monumentale) probabilmente su progetto di Ferdinando Travaglini, con ripida scalinata d'accesso. L'interno, in stile barocco, è ottagonale, coperto con cupola.

#### Chiesa di San Giovanni a Mare

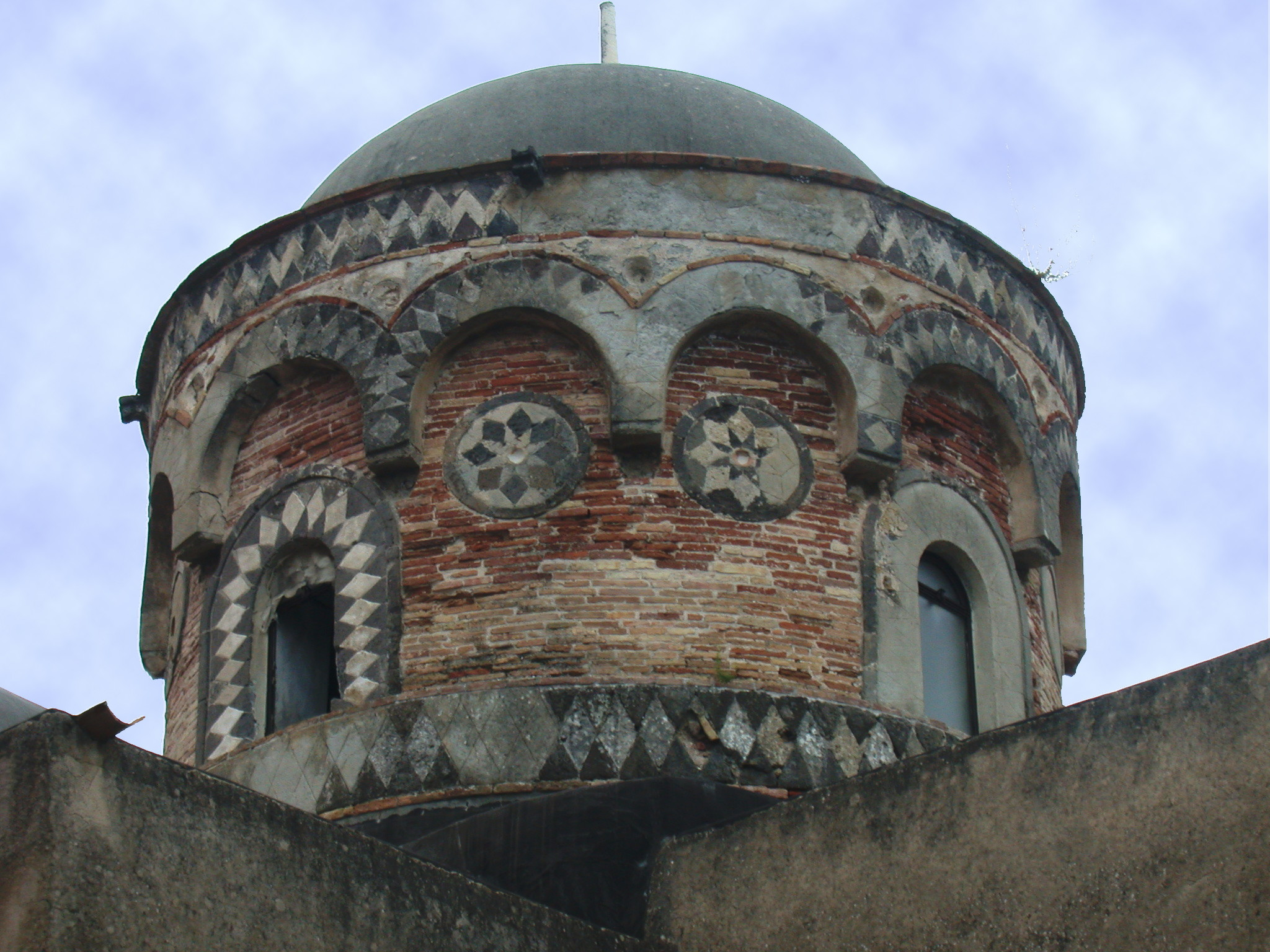
La cupola della chiesa di San Giovanni a Mare

La chiesa di San Giovanni a Mare è situata nei pressi della cattedrale, prospiciente il mare. L'edificio venne edificato nel X secolo dal duca di Gaeta Giovanni IV e ricostruito in seguito al terremoto del 1213; arricchito con decorazioni barocche, queste sono state demolite nella prima metà del XX secolo. L'edificio presenta come caratteristiche la cupola in stile arabo e il pavimento leggermente inclinato per permettere il defluire delle acque del mare nei periodi di alta marea essendo stata eretta nelle vicinanze del mare, all'esterno della cinta muraria, parzialmente demolita agli inizi degli anni sessanta. L'interno è a tre navate e a croce latina; sono visibili alcuni lacerti superstiti dell'apparato decorativo a fresco dei secoli XIII e XIV, che ornava le pareti, le volte e le absidi. L'altare maggiore è stato composto nel 1928 riutilizzando come paliotto la lastra di un sarcofago romano.

#### Chiesa di San Domenico
La chiesa di San Domenico, che è officiata solo in occasione della ricorrenza del santo (8 agosto), venne costruita nel XIV secolo insieme all'annesso convento dell'Ordine dei frati predicatori che venne soppresso nel 1809. Gli arredi barocchi, nel XIX secolo, vennero spostati in altre chiese dell'arcidiocesi e l'edificio venne privato di tutte le decorazioni barocche con i restauri nei primi anni del XX secolo. Si presenta a due navate, una maggiore ed una minore, a destra. Priva di decorazioni, al centro dell'abside vi è il semplice altare maggiore in pietra. Annesso al luogo di culto è l'ampio edificio dell'ex convento, con chiostro quadrangolare, dominato dalla torre campanaria del XII secolo, unico elemento superstite della precedente chiesa di Santa Maria della Maina.
Chiesa di Santa Caterina d'Alessandria

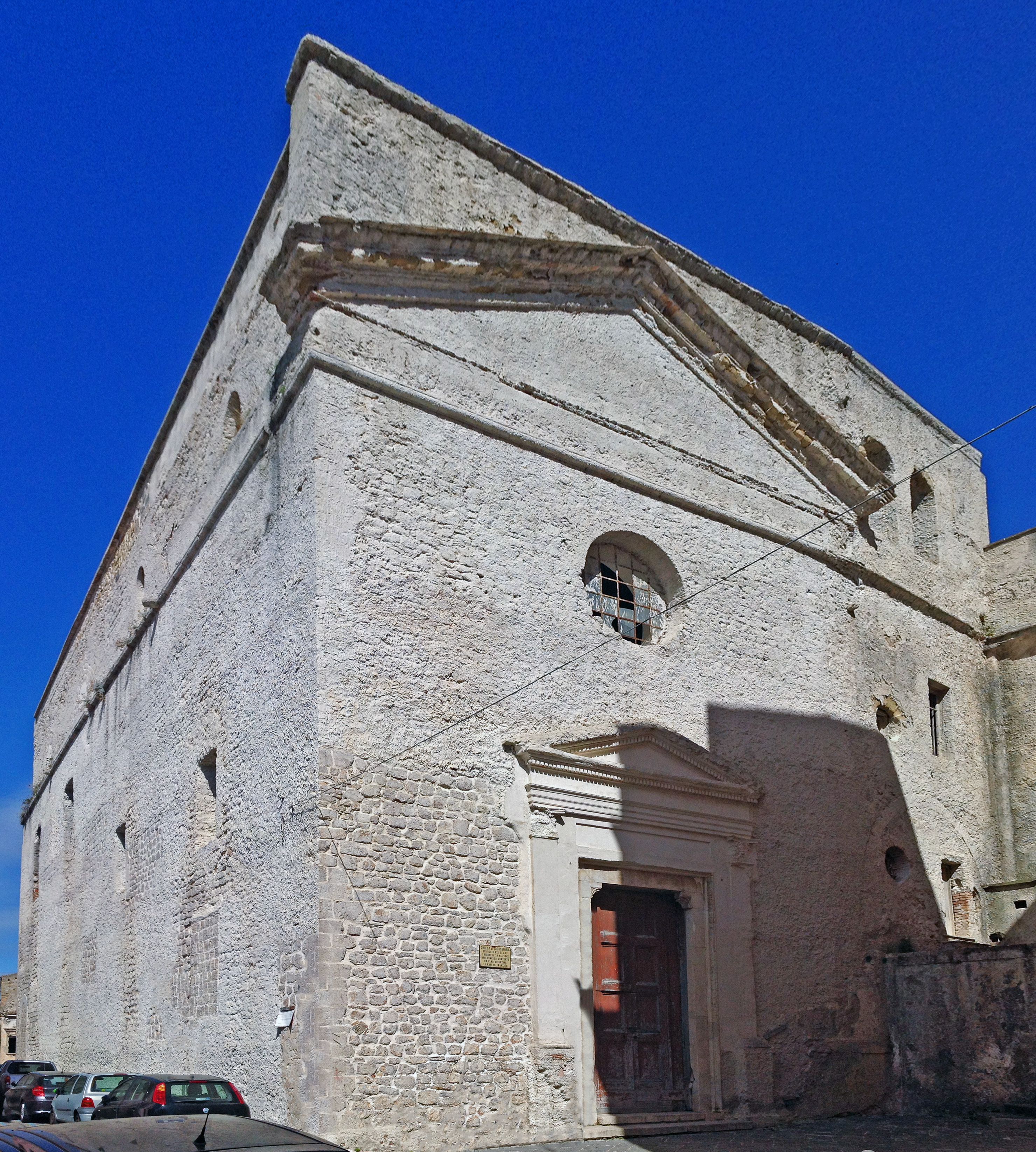
Esterno della chiesa di Santa Caterina d'Alessandria

Situata nei pressi della chiesa di San Domenico, venne costruita nel XIV secolo come chiesa annessa al monastero delle monache benedettine; venne restaurata internamente agli inizi del XVIII secolo in stile barocco da Domenico Antonio Vaccaro, mentre l'aspetto neoclassico dell'esterno risale ai lavori del 1852, condotti da Ferdinando Travaglini. L'edificio, esternamente con facciata a capanna nella quale si aprono l'unico portale e il rosone circolare, è a navata con volte a crociera, caratterizzata dalla presenza di un'ampia cantoria sopra l'ingresso; le modanature barocche in stucco delle pareti e della volta, sottolineano la sottostante struttura gotica, rimasta inalterata. A ridosso della parete di fondo, l'altare maggiore in marmi policromi.
Chiesa del Santissimo Rosario

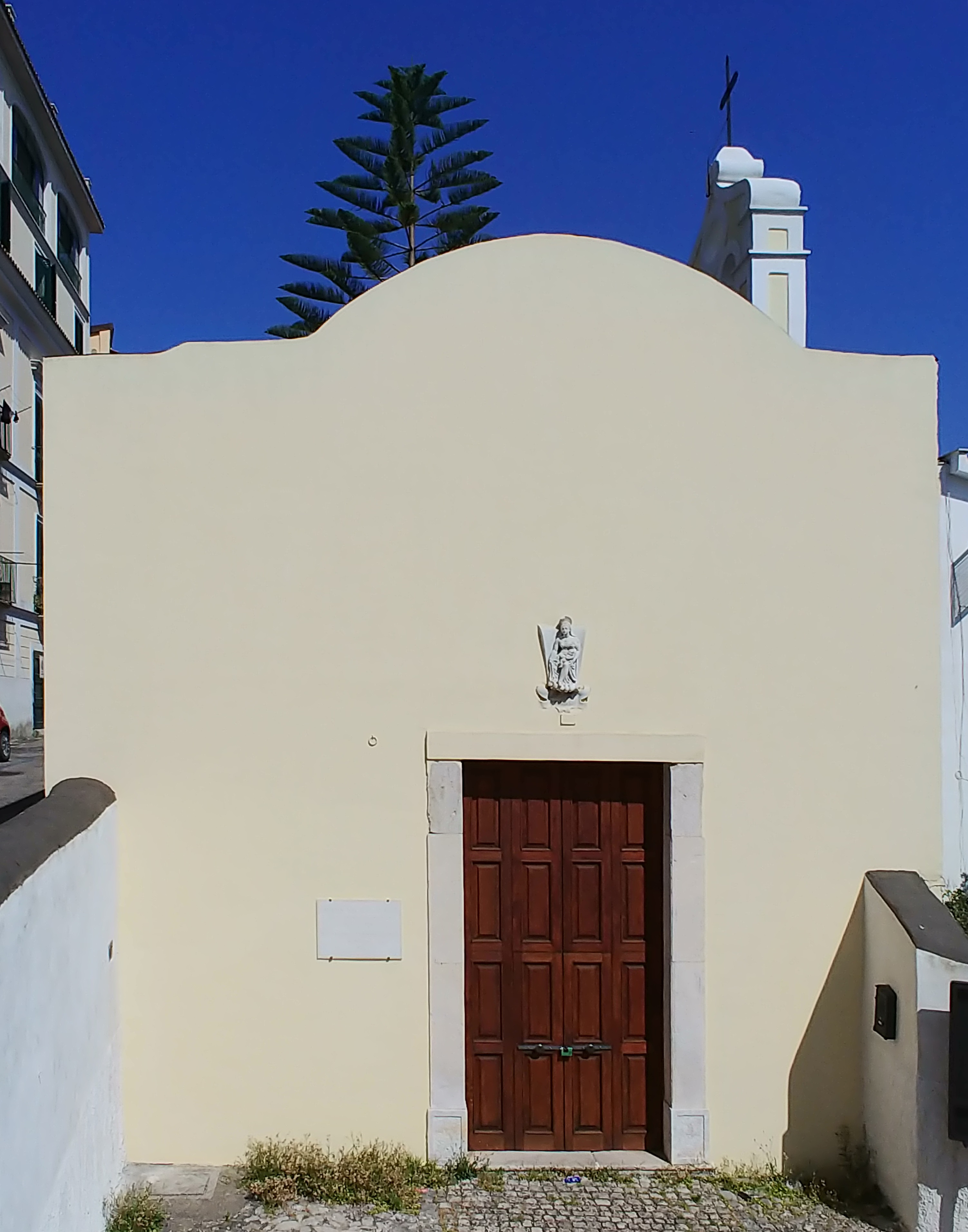
Facciata della chiesa del Santissimo Rosario

Già dedicata a san Tommaso Apostolo, sorge lungo via Aragonese e trae l'attuale denominazione dall'omonima confraternita laicale, fondata nel 1571 presso la chiesa di San Domenico e ivi trasferita nel 1809 insieme ad alcuni arredi marmorei barocchi, quali elementi dell'attuale altare maggiore e della balaustra che cinge il presbiterio. L'edificio è costituito da una navata gotica, coperta con volte a crociera estradossate, che si articola in due campate: la prima ospita, nell'ampia cantoria, il coro dei confratelli, mentre ai lati della seconda si aprono due cappelle ottocentesche. La statua processionale della Madonna col Bambino risale al XVIII secolo, mentre la pala dell'altare maggiore è un dipinto di Sebastiano Conca raffigurante la Madonna del Rosario con i santi Domenico e Caterina da Siena (1737).
Chiesa di Santa Maria del Suffragio
È la cappella maggiore del cimitero comunale, situato nel quartiere di Serapo, alle pendici della collina della Catena. Costruita tra il 1850 e il 1854, è in un sobrio stile neoclassico, influenzato dall'architettura tardobarocca. L'edificio è inserito nel complesso di strutture che costituiscono l'ingresso monumentale del camposanto, tra cui il sacrario dei garibaldini, cripta situata al di sotto del sagrato. L'interno, dominato dall'alternanza dei colori bianco e celeste delle pareti, è a navata unica, terminante con un'abside quadrangolare coperta con volta a padiglione. Originariamente sull'altare maggiore in marmi policromi vi era una tela di pittore ignoto raffigurante la Madonna col Bambino, attualmente presso la pinacoteca comunale d’arte contemporanea “Giovanni da Gaeta”.
Chiesa dei Santi Carlo e Anna
Situata nel quartiere della Piaja, lungo la strada per Formia, venne costruita nel XVII secolo e pesantemente rimaneggiata a partire dalla metà del XX secolo, così da perdere qualsiasi riferimento (ad eccezione della struttura) alle sue caratteristiche originarie barocche. La chiesa, esternamente caratterizzata dal campaniletto a vela, internamente presenta un'unica navata coperta con volta a botte lunettata, con cappelle poco profonde senza altari, terminante con un'abside rettangolare.
Chiesa di San Paolo Apostolo

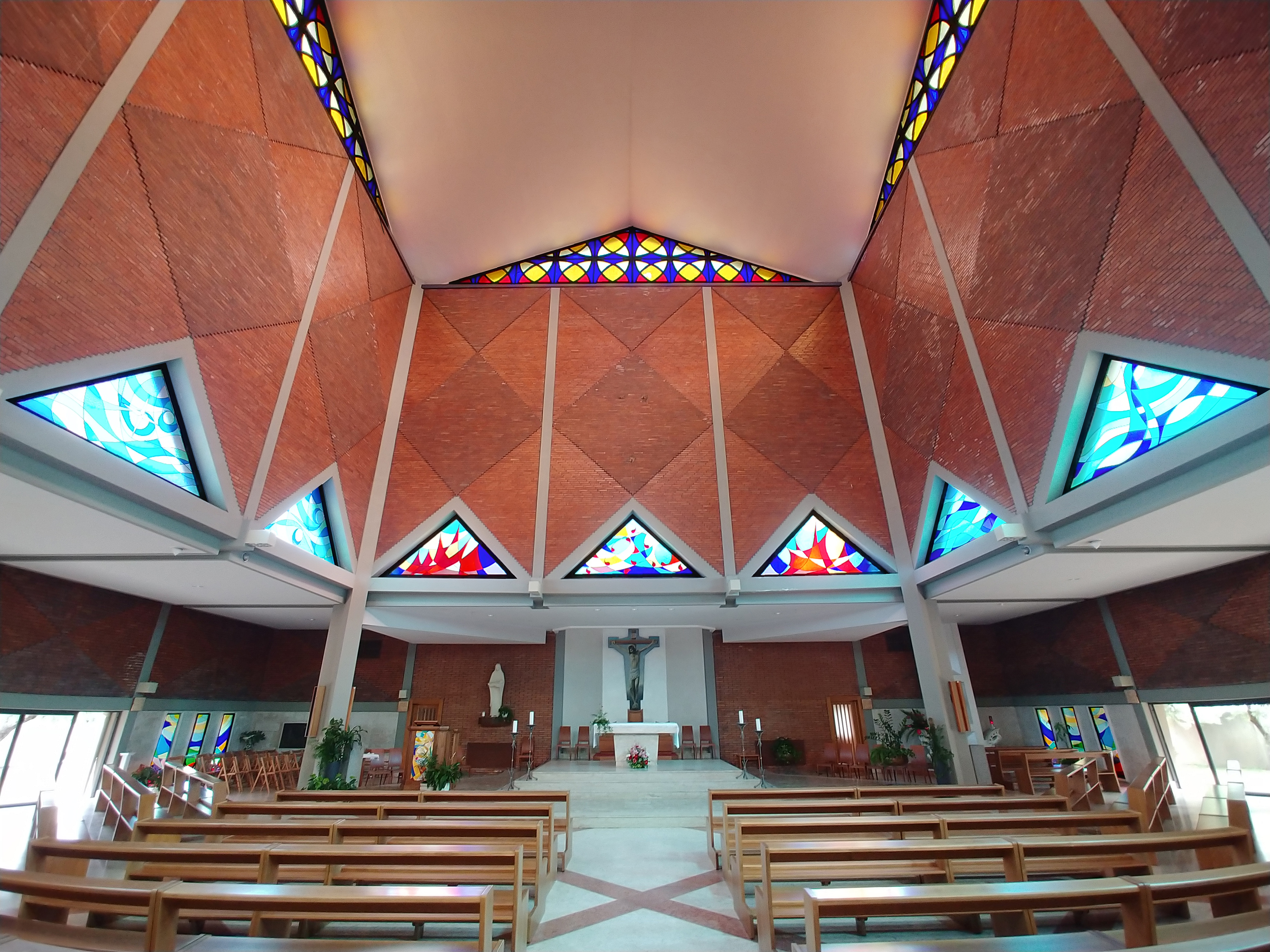
Interno della chiesa di San Paolo Apostolo

Situata sulla piana di Montesecco, tra Serapo e il centro, venne costruita nel 1964 per volere dell'arcivescovo Lorenzo Gargiulo, che trova sepoltura nella chiesa. La chiesa è in stile moderno e venne progettato da Antonio Petrilli e Pasquale Marabotto. La chiesa, a pianta quadrata, presenta un alto ambiente centrale circondato da un basso deambulatorio. Alla destra dell'altare vi sono i resti dell'altare maggiore della demolita chiesa di San Biagio (rimane solo il tabernacolo, dopo che sono stati demoliti i due angeli che costituivano la base dell'altare laterale). In alto sono rappresentate vetrate con i quattro elementi della natura aria, acqua, terra e fuoco. È stata restaurata fra il 1960 e il 1966.
Chiesa della Madonna della Catena
È situata nei pressi del tratto urbano della via Flacca, sulla sommità che domina Serapo sul lato opposto rispetto a Monte Orlando, nel luogo dove la tradizione religiosa vuole che sia comparsa la Madonna col Bambino, con in mano una catena, simbolo del peccato da spezzare. La chiesa, costruita nel XVII secolo e ampliata nel XIX secolo e nel XX, è l'unica della città ad avere la pianta a croce greca; l'altare maggiore barocco proviene dalla chiesa di San Giovanni a Mare.
Chiesa di Santo Stefano Protomartire

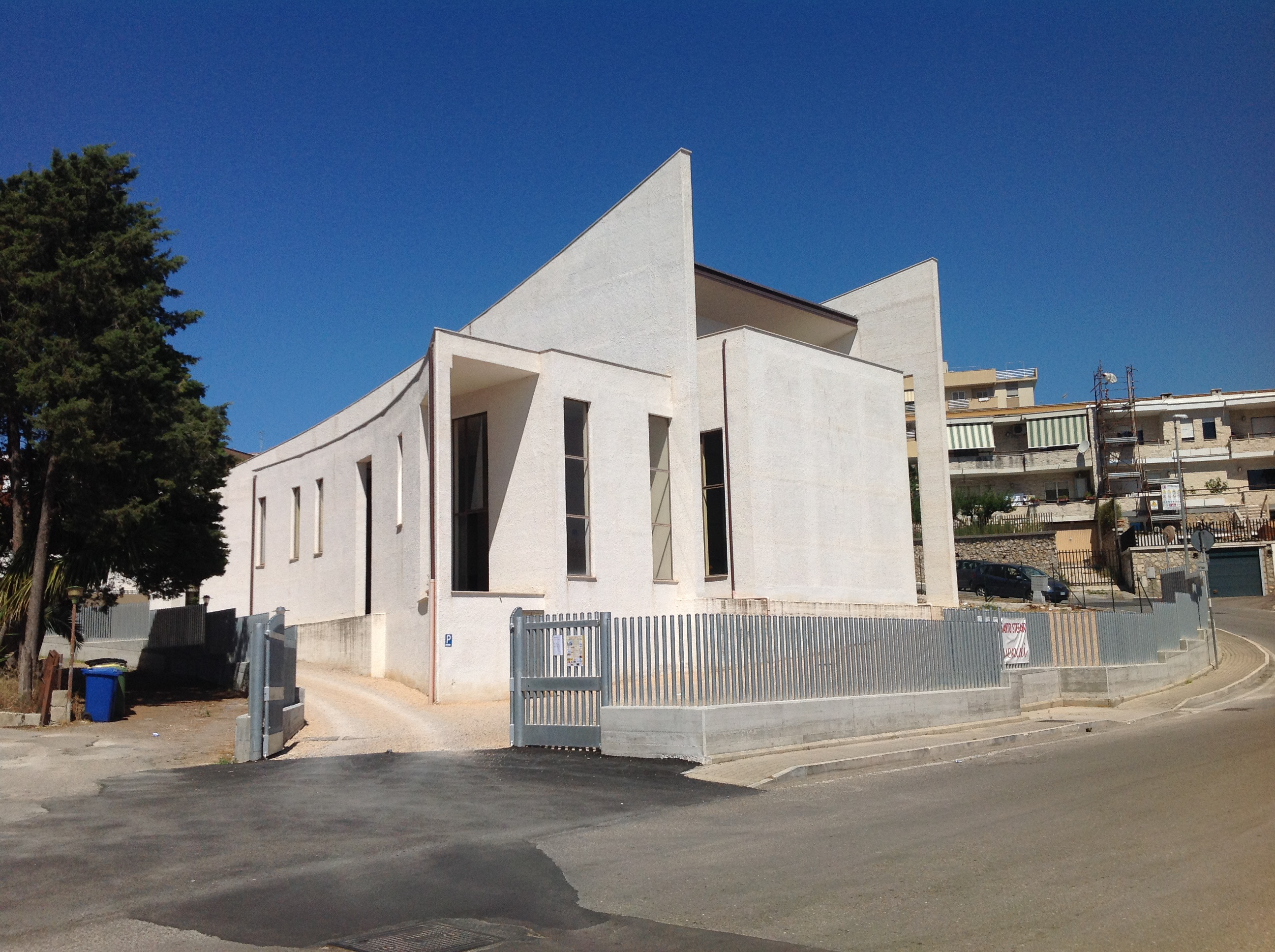
Facciata posteriore della chiesa di Santo Stefano Protomartire

La chiesa di Santo Stefano Protomartire si trova in via dei Frassini e fu costruita insieme all'attiguo complesso parrocchiale. È stata costruita tra il 2009 e il 2014 su progetto di Linda De Luca ed inaugurata il 26 dicembre di quest'ultimo anno. Sede dell'omonima parrocchia eretta nel 1986 (che inizialmente si riuniva in locali provvisori), è costituita da un'aula rettangolare suddivisa in tre navate asimmetriche da pilastri cilindrici, delle quali la maggiore terminante con l'abside quadrangolare (che ospita il presbiterio, costituito da arredi mobili provvisori) e quella di destra con la cappella del Santissimo Sacramento. Il soffitto della navata centrale è in legno ed è a unico spiovente digradante verso l'ingresso.
Santuario di San Nilo Abate
Il santuario, situato nella zona di Serapo sull'omonima via, venne edificato a partire dal 1965 nel sito di un edificio di culto precedente sorto nella prima metà del XX secolo a beneficio degli abitanti del nascente quartiere nei luoghi in cui sostò san Nilo da Rossano alla fine del X secolo su progetto dell'ingegnere Riccardo Morandi secondo un'idea dell'allora parroco don Giuseppe Viola che volle rivisitare in chiave moderna le peculiarità delle antiche chiese gaetane del XIV secolo. Consacrato nel 1999 ed elevato a santuario nel 2014, è in stile moderno con una semplice struttura a tre navate.

#### Cappelle mariane rurali

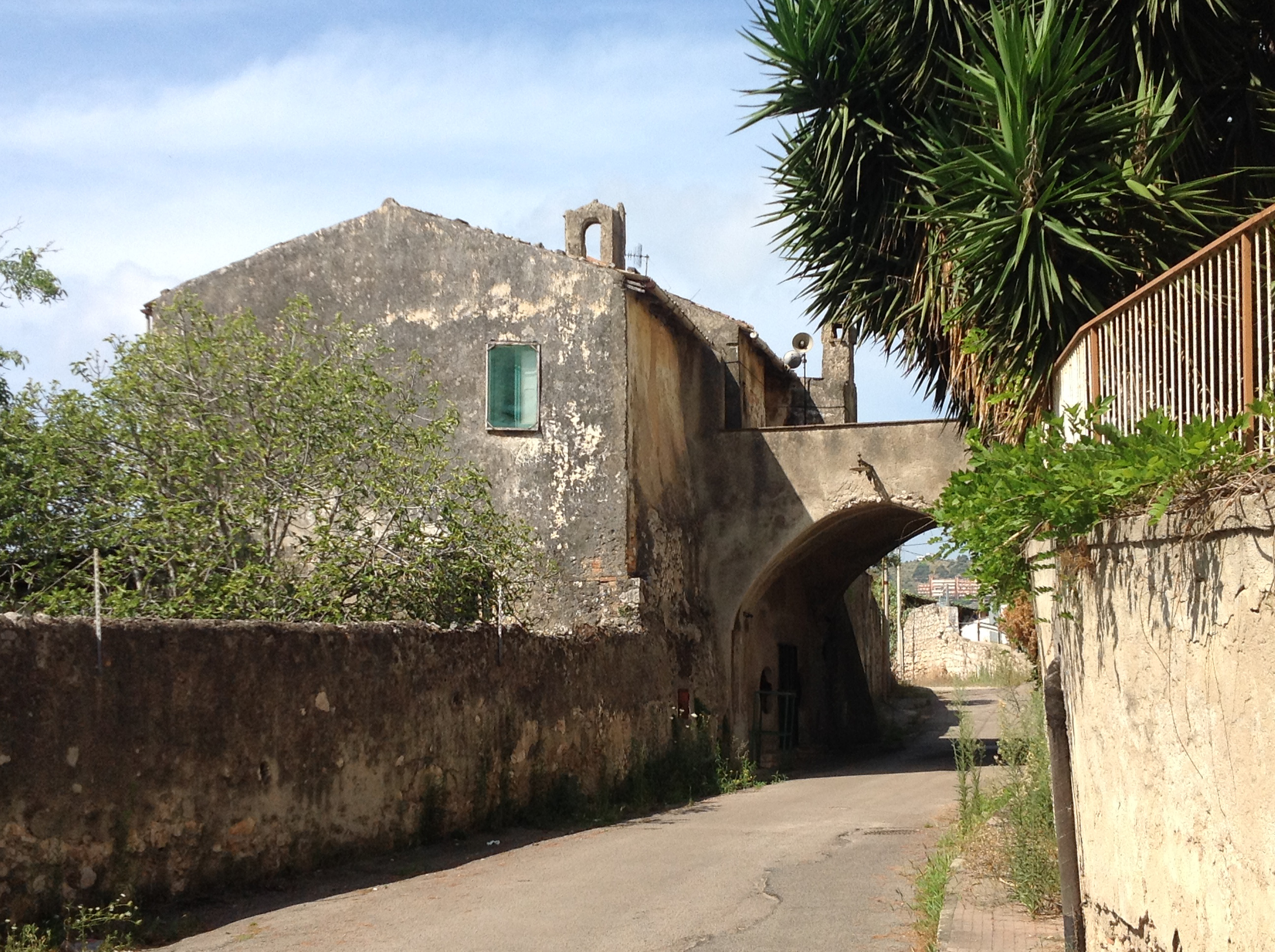
Esterno della cappella della Madonna di Conca

Le cappelle mariane rurali di Gaeta si trovano sparse sul territorio. Dedicate alla Madonna, popolarmente chiamate "Madonnelle", sono inserite all'interno di un complesso architettonico costituito dal luogo di culto (di modeste dimensioni), da un arcone in muratura che passa al di sopra della strada antistante e, in alcuni casi, anche dall'annessa canonica. Sono quattro:
- la cappella della Madonna del Colle, in via del Colle;
- la cappella della Madonna di Casalarga, in via Sant'Agostino;
- la cappella della Madonna di Conca, in via Conca;
- la cappella della Madonna di Longato, in via Sant'Agostino.

La loro esistenza è legata alla devozione da parte dei contadini nei confronti della Vergine Maria, invocata come protettrice del lavoro nei campi e dei raccolti, che affonda le sue radici nella religione romana e nel culto della dea Cerere. Queste cappelle acquisirono un importante ruolo di centro religioso in occasione dell'assedio di Gaeta del 1860-1861 e della seconda guerra mondiale, quando la popolazione sfollata si trasferì nelle campagne. Al di fuori dell'antico centro abitato vi erano anche altre cappelle attualmente scomparse, come Santa Maria delle Grazie all'Arcella, Santa Maria di Casaregola (citata in un documento del 1180), l'Assunta al Pizzone, la Madonnella di Serapo e Santa Maria della Treglia.

#### Chiese sconsacrate
Ex chiesa di Santa Lucia

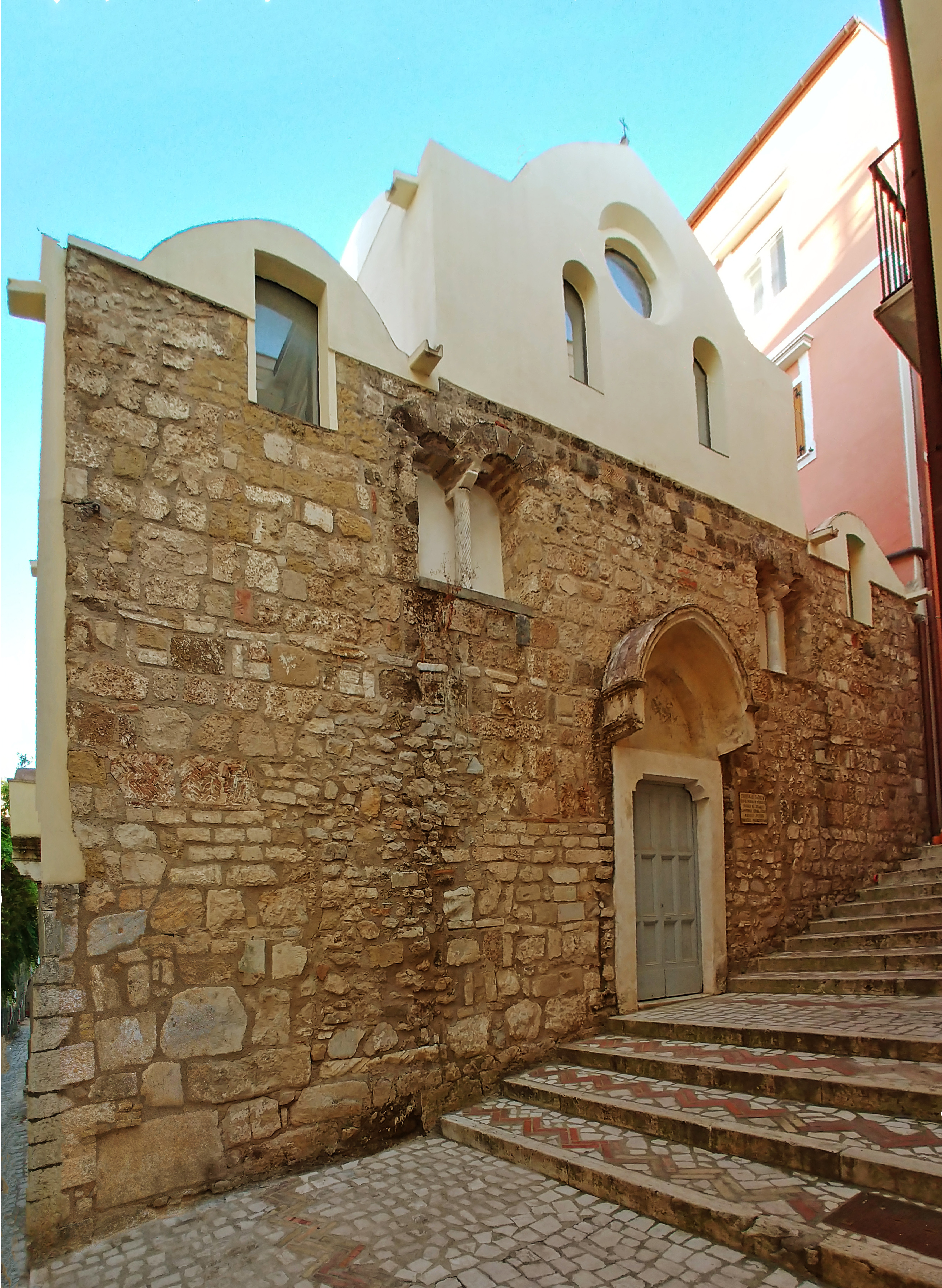
La facciata dell'ex chiesa di Santa Lucia

La chiesa di Santa Maria in Pensulis, la più antica della città tuttora esistente, venne costruita nell'XI secolo ruotando di 90° l'orientamento di un edificio precedente di dimensioni più piccole, del quale inglobò la parete destra (convertita in facciata) e quella di fondo; nel XIII secolo furono edificate le volte a crociera gotiche. Durante la permanenza a Gaeta di Ladislao di Durazzo, re di Napoli e di sua moglie Costanza Chiaramonte, che soggiornarono insieme alla corte nella città dal 1387 al 1399, la chiesa svolse la funzione di cappella palatina. La titolazione a Lucia di Siracusa si affiancò all'originaria a partire dal XV secolo per poi sostituirsi ad essa dal XVIII in poi. Nel 1646 e nel 1755 la chiesa venne restaurata: in tali occasioni venne decorata con elementi barocchi, demoliti nel 1934-1937, quando venne ricondotta ad un ipotetico stile vicino, ma più scarno, a quello originario. Nel 1966 la chiesa venne chiusa al culto e sconsacrata nel 1972. L'edificio è in stile romanico e presenta una pianta basilicale con tre navate, delle quali la centrale terminante con un'abside semicircolare, senza transetto. Internamente, nelle prime due campate della navata di destra, vi sono i resti della parete di fondo e dell'abside della chiesa altomedievale, ornate con affreschi realizzati a più riprese tra l'VIII-IX secolo e il XV. Esternamente, sul fianco sinistro, lungo via Ladislao, si apre un portale laterale, con protiro.
Ex chiesa di San Salvatore
Si trova in vicolo Caetani fra la cattedrale e il palazzo De Vio. Documentata per la prima volta nel dicembre 1021 fu nel medioevo di proprietà dell'abbazia di Montecassino e poi parrocchia; dal 1671 al 1806 venne retta dagli scolopi, i quali avevano una loro scuola nell'attiguo edificio attualmente adibito a palazzo arcivescovile. La chiesa, sconsacrata nel 1814, venne in gran parte distrutta nel bombardamento della notte da l'8 e il 9 settembre 1943 e i suoi resti sono stati convertiti in spazio espositivo all'aperto. Permangono le sei colonne di spoglio che dividevano l'ambiente in tre navate ed è ancora visibile nella sua interezza la navata laterale destra, con tracce di affreschi medioevali.
Ex chiesa di San Giovanni della Porta

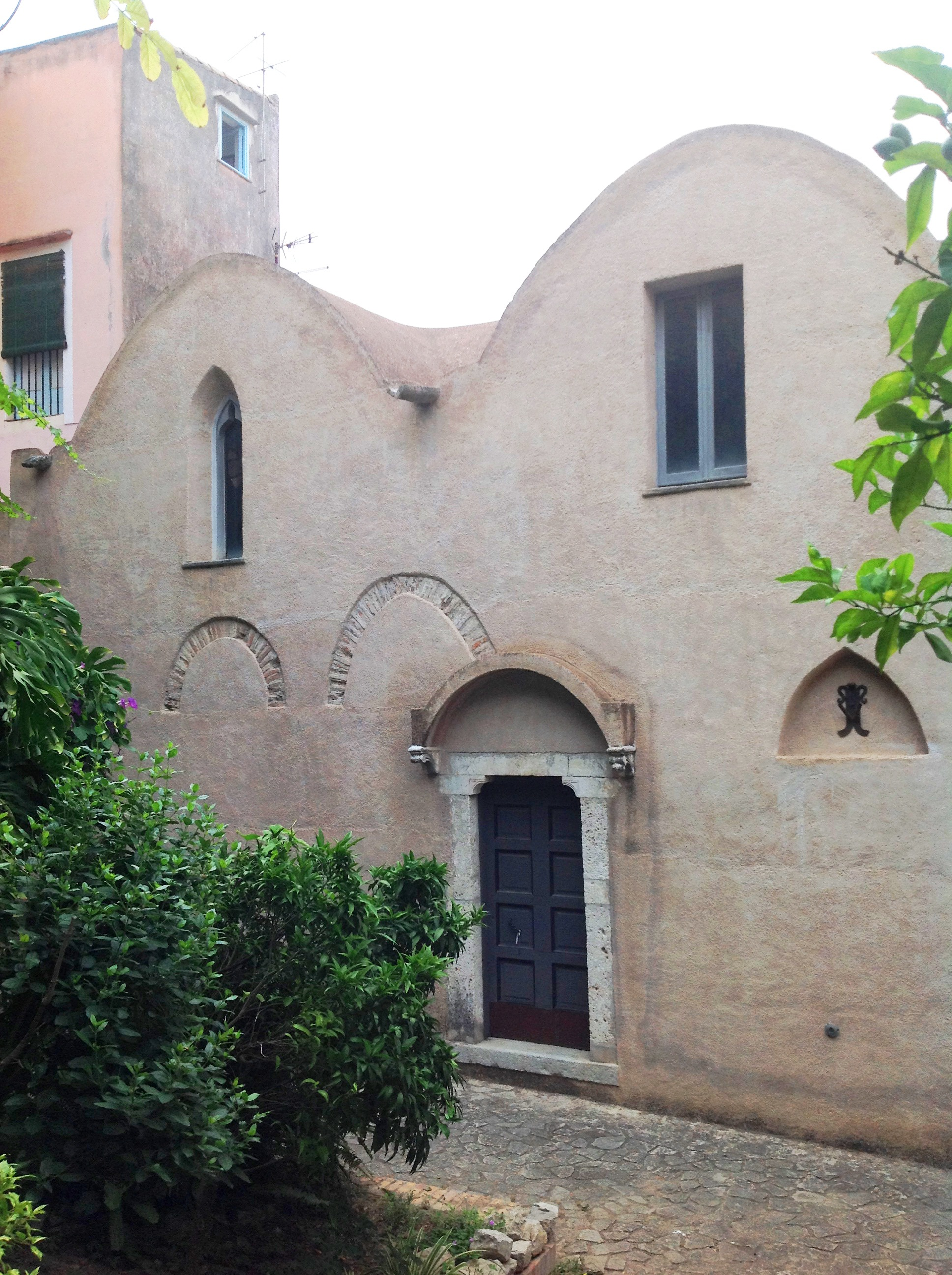
L'esterno dell'ex chiesa di San Giovanni della Porta

Situata nel centro storico, nei pressi del castello Angioino-Aragonese, venne fondata nel X secolo e ha acquisito la sua attuale conformazione nel corso dell'ampliamento medievale dei secoli XIII-XIV. La struttura si compone di un'unica navata gotica articolata in due campate, terminante con un'abside poco profonda; le decorazioni e gli altari in stucco sono in stile barocco, mentre nella prima campata vi è un affresco quattrocentesco attribuito a Giovanni da Gaeta e raffigurante il santo titolare e un santo benedettino. L'avancorpo con cantoria risale alla fine del XIX secolo ed ha inglobato il precedente campanile a vela, non più visibile. La chiesa è priva di una facciata vera e propria e si accede al suo interno tramite due portali che si aprono lungo la fiancata sinistra, che dà su un piccolo slargo. Attualmente l'edificio è la sede locale del Consorzio universitario di economia industriale e manageriale (CUEIM).
Ex chiesa di San Giuda Taddeo
Opera di Giacomo Guarinelli, si trova lungo via Angioina, non lontano dal tempio di San Francesco. Fu costruita tra il 1855 e il 1856 per volere di re Ferdinando II delle Due Sicilie in luogo dell'antica chiesa dedicata a sant'Onofrio (documentata dalla fine del XV secolo); utilizzata dai militari nel corso dell'assedio di Gaeta del 1860, venne sconsacrata lo stesso anno e cadde in abbandono. La struttura è caratterizzata da una fastosa decorazione neogotica sia esterna, sia interna. L'ambiente, al quale è affiancata la sacrestia, è costituito da un'unica navata di tre campate, coperta con la volta a crociera, nel quale si trovavano tre altari marmorei ottocenteschi, rimossi dopo la chiusura al culto; sia nella facciata, sia nella parete di fondo si apre un rosone circolare.
Ex chiesa di Santa Maria del Monte

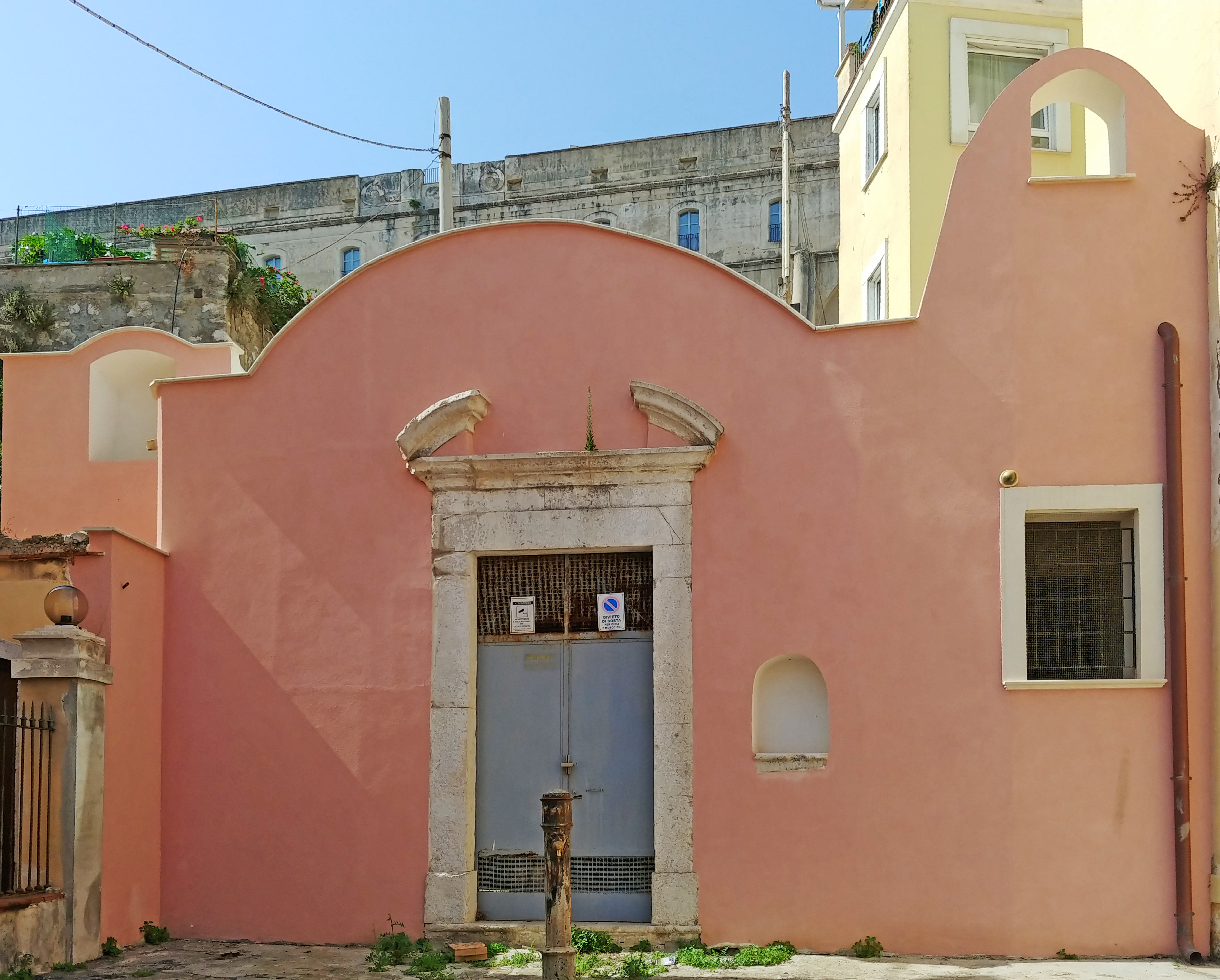
La facciata dell'ex chiesa di Santa Maria del Monte

Sorse nel XIV secolo come romitorio e si trova lungo via Aragonese, ai piedi del castello. La facciata è preceduta da un piccolo slargo che costituiva l'antico sagrato e al centro di essa si apre il portale barocco, con cornice marmorea sormontata da un timpano semicircolare spezzato; sulla destra, il campaniletto a vela ad unico fornice. La copertura è a volte a crociera estradossate. L'interno, privato delle sue decorazioni, è costituito da un'unica navata di due campate, con due cappelle per lato, terminante con un'abside.
Ex chiesa di San Nicola
Si trova alla sommità della salita degli Albito, a monte della chiesa di Santa Maria della Sorresca; già presente nel X secolo, acquisì l'attuale conformazione gotica nel XIV secolo. Attualmente è adibita a giardino privato in seguito al crollo di gran parte della volta nel corso del bombardamento del settembre 1943. All'esterno è caratterizzata dalla torre campanaria, probabilmente del XIII secolo e riconvertita in abitazioni private e dell'edicola mariana posta lungo la parete di destra e ricavata dall'antico portale laterale. L'interno presenta ancora, seppur in cattivo strato di conservazione, le decorazioni barocche del XVII-XVIII secolo in stucco e scagliola, quali cornici e altari.
Ex chiesa dei Santi Martiri Irlandesi e del Beato Oliver Plunkett

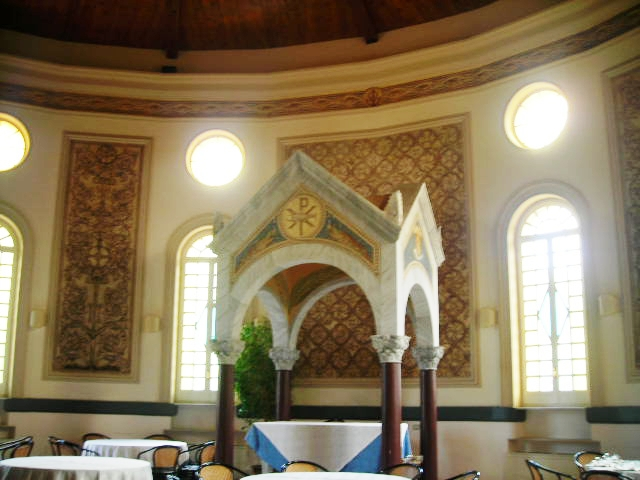
L'interno dell'ex chiesa dei Santi Martiri Irlandesi e del Beato Olivier Plunkett nel grande albergo Villa Irlanda

Venne costruita agli inizi degli anni 1930 come luogo di culto della residenza estiva del Pontificio Collegio Irlandese, nei pressi del confine con il comune di Formia; fu consacrata il 19 ottobre 1932 dall'arcivescovo di Dublino Edward Joseph Byrne. Nella seconda metà del XX secolo, l'intero complesso venne convertito in un grande albergo di nome Villa Irlanda e la chiesa, sconsacrata, adibita al ristorante del grand hotel. L'edificio conserva intatte le sue caratteristiche originarie; esternamente presenta un portico neoclassico a tre arcate in facciata. L'interno è costituito da un'unica aula terminante con un'ampia abside poligonale, le cui pareti sono decorate da affreschi monocromi con motivi allegorici e vegetali; al centro, il ciborio marmoreo, con elementi musivi.
Ex chiesa di Sant'Ambrogio
Si trova alle pendici del versante meridionale del monte Conca, in posizione dominante sulla piana di Arzano. Citata per la prima volta nel 1231, è in stato di abbandono; presenta integra la sua struttura gotica con navata unica di tre campate coperta con volte a crociera estradossate, senza abside. All'interno vi sono tracce di affreschi e una grande macina in pietra, testimone quest'ultima della riutilizzazione a scopi agricoli dell'ex chiesa.
Ex chiesa di Sant'Angelo dei Marzi

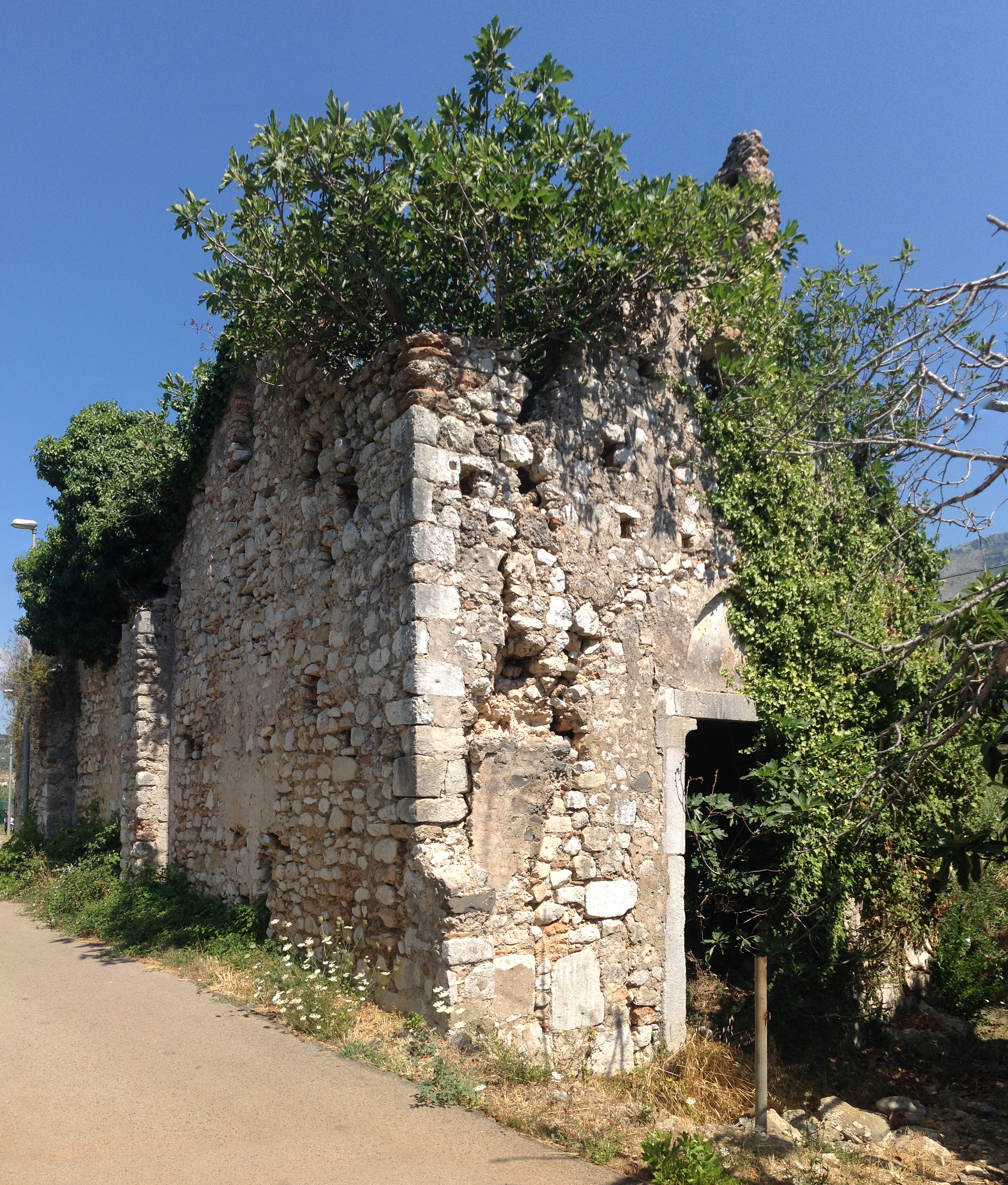
Veduta esterna dell'ex chiesa di Sant'Angelo dei Marzi

Sorge in località Pontone lungo le sponde dell'omonimo torrente nei pressi del confine con il comune di Itri e del viadotto della ferrovia Formia-Gaeta. Documentata fin dal 1185, assunse l'attuale conformazione nel XIV secolo; era probabilmente annessa ad un cenobio, i resti di parte del quale si trovano nei pressi della chiesa. L'edificio, in avanzato stato di degrado ed in parte invaso dalla vegetazione, è costituito da un'unica navata di tre campate, coperta con volte a crociera ogivali estradossate (delle quali ne rimane soltanto una). La facciata, nella quale si apre il portale con stipiti in pietra, era preceduta da un portico. L'ultima campata è separata dalle altre due mediante un tramezzo edificato in seguito al riutilizzo della struttura per scopi agricoli; all'interno di quest'ultima vi sono numerosi lacerti dell'originaria decorazione a fresco, risalenti al primo quarto del XIV secolo e riconducibili all'ambito cavalliniano. Le pitture, in avanzato stato di degrado, presentano all'interno di una partitura geometrica a due ordini sovrapposti (dei quali rimane soltanto quello inferiore) figure monumentali di Santi. Secondo il Codex diplomaticus cajetanus il nome della chiesa è dovuto al fatto che fosse dedicata all'arcangelo Gabriele, la cui ricorrenza fino al Concilio Vaticano II era nel mese di marzo.
Ex convento di Sant'Agata
Sorge sulla sommità del colle omonimo, nel quartiere Piaja. Venne fondato dal vescovo Francesco II Gattola nel 1327 e la sua chiesa consacrata nel 1357; anche prima della soppressione avvenuta nel 1809, fu utilizzato in vari modi per scopi militari, mentre nel 1837-1838 venne provvisoriamente individuato come cimitero. Attualmente l'intero complesso versa in stato di rovina; delle antiche strutture gotiche sono chiaramente individuabili il chiostro con tracce di affreschi cinquecenteschi, la sala capitolare (con le fosse di comunicazione con i sotterranei per le sepolture), la chiesa e le celle, situate al primo piano dell'ala nord-est e caratterizzate dal profilo delle perdute volte estradossate.
Ex Monastero di Santo Spirito di Zannone
È situato nella piana di Arzano, all'interno dell'area dell'ex raffineria. Fu fondato nel 1295 da monaci cistercensi ed è attualmente in stato di abbandono. Il complesso, diroccato e originariamente recintato da mura, è costituito dall'edificio monastico cui è affiancata la chiesa gotica, di grandi dimensioni.

### Architetture civili

#### Palazzo comunale

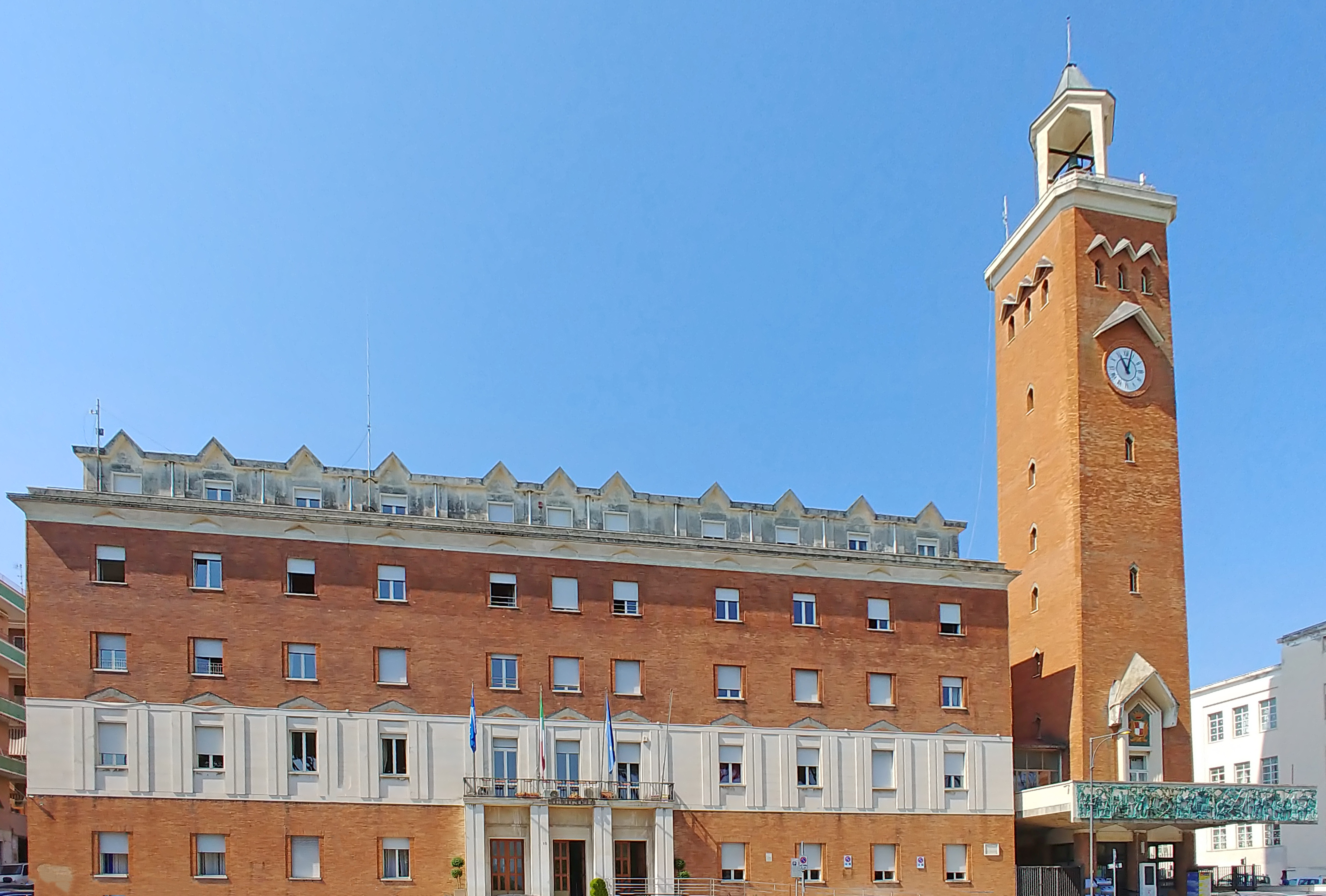
Il palazzo comunale

Il palazzo comunale sorge in piazza XIX maggio, sul versante orientale dell'istmo di Montesecco; la posizione dell'attuale è la medesima dell'edificio precedente, scelta poiché baricentrica fra i due centri abitati di Gaeta e di Elena. Il palazzo, edificato nel 1949-1959 su progetto di Amedeo Gonzales e Vincenzo Moccolupi, venne completato e modificato nel 1957-1958 da Nello Ena e Candeloro Corbo e dotato della torre civica. L'esterno è caratterizzato dal paramento murario esterno in travertino e laterizio. Alla sua destra, si eleva la torre civica a pianta quadrangolare, ispirata a quella del municipio di Stoccolma, sormontata dalla cella campanaria all'interno della quale è installato un concerto di campane che riproduce, all'inizio di ogni ora, l'orologio del Big Ben di Londra. Alla base la torre è circondata da una pensilina aggettante che, sul lato anteriore, presenta un altorilievo in ceramica smaltata raffigurante il Lavoro della città di Gaeta, nel quale sono rappresentati (da sinistra): navigatori di alto corso, la vetreria, i cantieri navali, contadini e vignaioli, pescatori, studenti ed emigrati. La sala consiliare ospita una copia del dipinto di Sebastiano Conca Santi Erasmo e Marciano benedicono la città di Gaeta (1749), attualmente custodito presso la pinacoteca comunale d'arte contemporanea "Giovanni da Gaeta".

#### Palazzo della Cultura
Il palazzo della Cultura è costituito dall'ex caserma Cosenz, in via Annunziata, costruita nella seconda metà del XIX secolo. Esso ospita la biblioteca e la pinacoteca comunale d'arte contemporanea "Giovanni da Gaeta", nella quale sono esposti - tra le altre opere - alcuni frammenti architettonici di epoca romana, nonché affreschi medievali staccati provenienti dall'ex chiesa di Santa Lucia (Vescovo, Madonna col Bambino e santa, Santi Pietro e Giovanni Battista) e dalla chiesa di San Domenico (Sant'Orsola e le Vergini).
La costruzione della caserma Cosenz, integrata nel fronte della via Annunziata, risale agli anni immediatamente successivi all'assedio di Gaeta, difatti essa non appare sulle mappe militari di quell'epoca.
Intitolata al primo capo di Stato Maggiore dell'esercito italiano post-unitario, Enrico Cosenz, nativo di Gaeta, servì come alloggiamento per i raggruppamenti di cavalleria Savoia Cavalleria e Milano Cavalleria sino alla Seconda guerra mondiale, quando ospitò anche la scuola allievi avieri e successivamente reparti del servizio costiero.
Alla fine della guerra la caserma accolse i profughi giuliano-dalmati e gli sfollati senza tetto del centro storico, colpito da gravi distruzioni; a questo scopo vennero eretti numerosi tramezzi divisori che ridistribuivano in ambienti più piccoli le grandi camerate poste al secondo e terzo piano.
In seguito è stata sottoposta ad un radicale restauro e con la nuova denominazione di Palazzo della Cultura vi si svolgono le principali attività culturali civiche.

#### Palazzo De Vio e Museo Diocesano

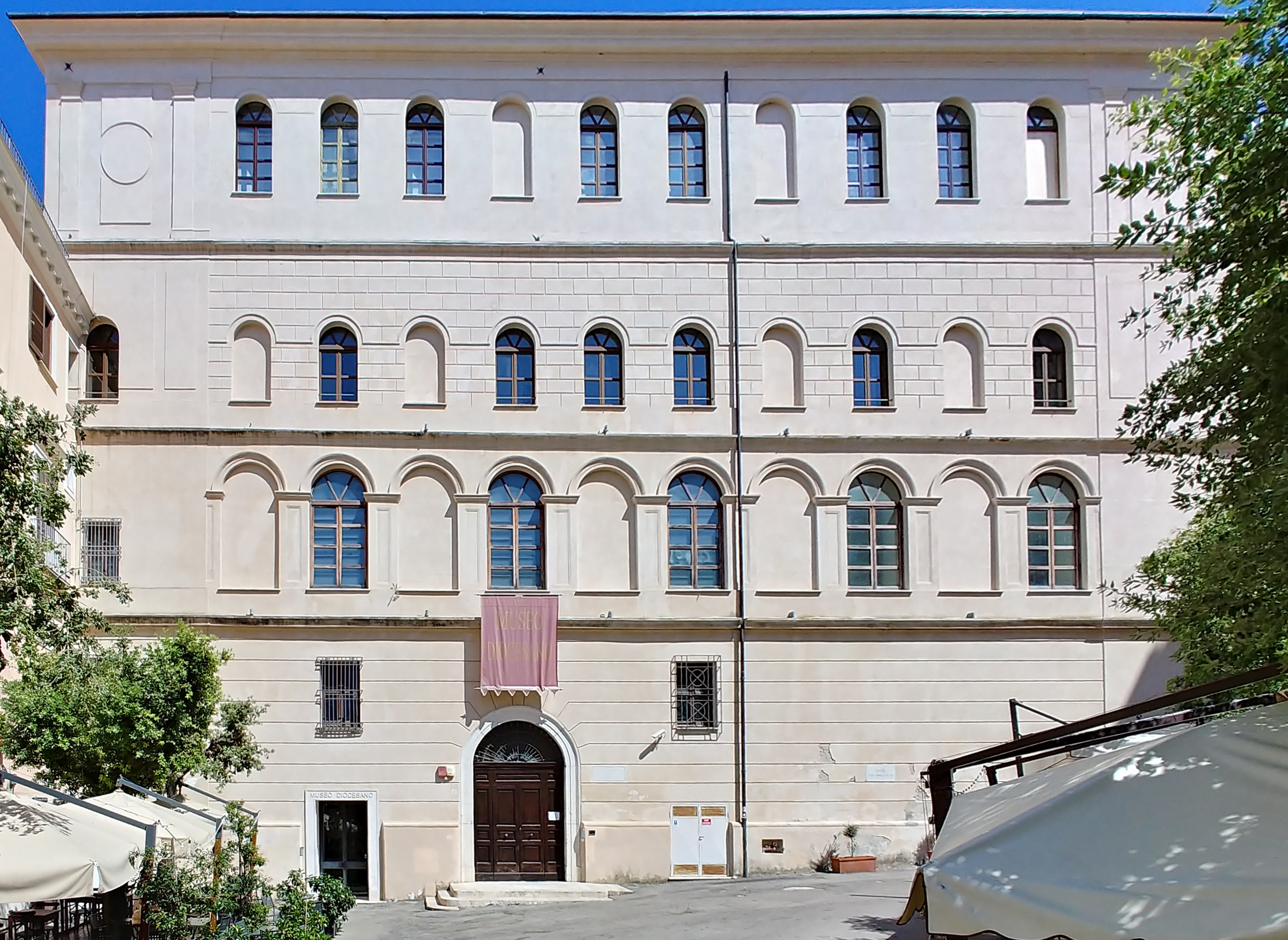
Palazzo De Vio, sede del Museo Diocesano

Sorse come residenza vescovile probabilmente contemporaneamente allo spostamento della cattedrale da Formia a Gaeta (IX secolo) e trae il suo nome dal cardinale Tommaso De Vio che fu vescovo dal 1517 al 1534 e che ristrutturò l'edificio in forme rinascimentali. Nel 1771 divenne sede del seminario e tale rimase fino agli anni 1960; cessò di essere episcopio nel 1806; nel XIX secolo fu oggetto di un importante intervento di restauro e ampliamento verosimilmente su progetto di Federico Travaglini, con l'edificazione dell'odierna facciata principale su via Duomo. La facciata settentrionale, rivolta verso vicolo Caetani e il mare, ingloba l'antica torre Georgia (alla cui base è situata la posterla del X secolo) e presenta numerose finestre di foggia medievale. Attualmente il palazzo ospita il Museo Diocesano e della Religiosità del Parco dei Monti Aurunci, aperto nel 1956 nei locali soprastanti l'atrio della cattedrale e ivi trasferito agli inizi del XXI secolo. La raccolta accoglie dipinti, suppellettili liturgiche e libri corali provenienti da chiese della città e dell'arcidiocesi; fra le opere esposte, una stauroteca bizantina in oro e smalti, tre rotoli di Exultet su pergamena del XI secolo, parte degli affreschi trecenteschi della Cappella d'Oro, il Trittico dell'Incoronazione della Vergine di Giovanni da Gaeta (1456, dall'ex chiesa di San Lucia in Gaeta), lo Stendardo di Lepanto di Girolamo Siciolante da Sermoneta (1570, già nella cattedrale) e un calice e un ostensorio donati da papa Pio IX (1848-9).

#### Stabilimento della Santissima Annunziata

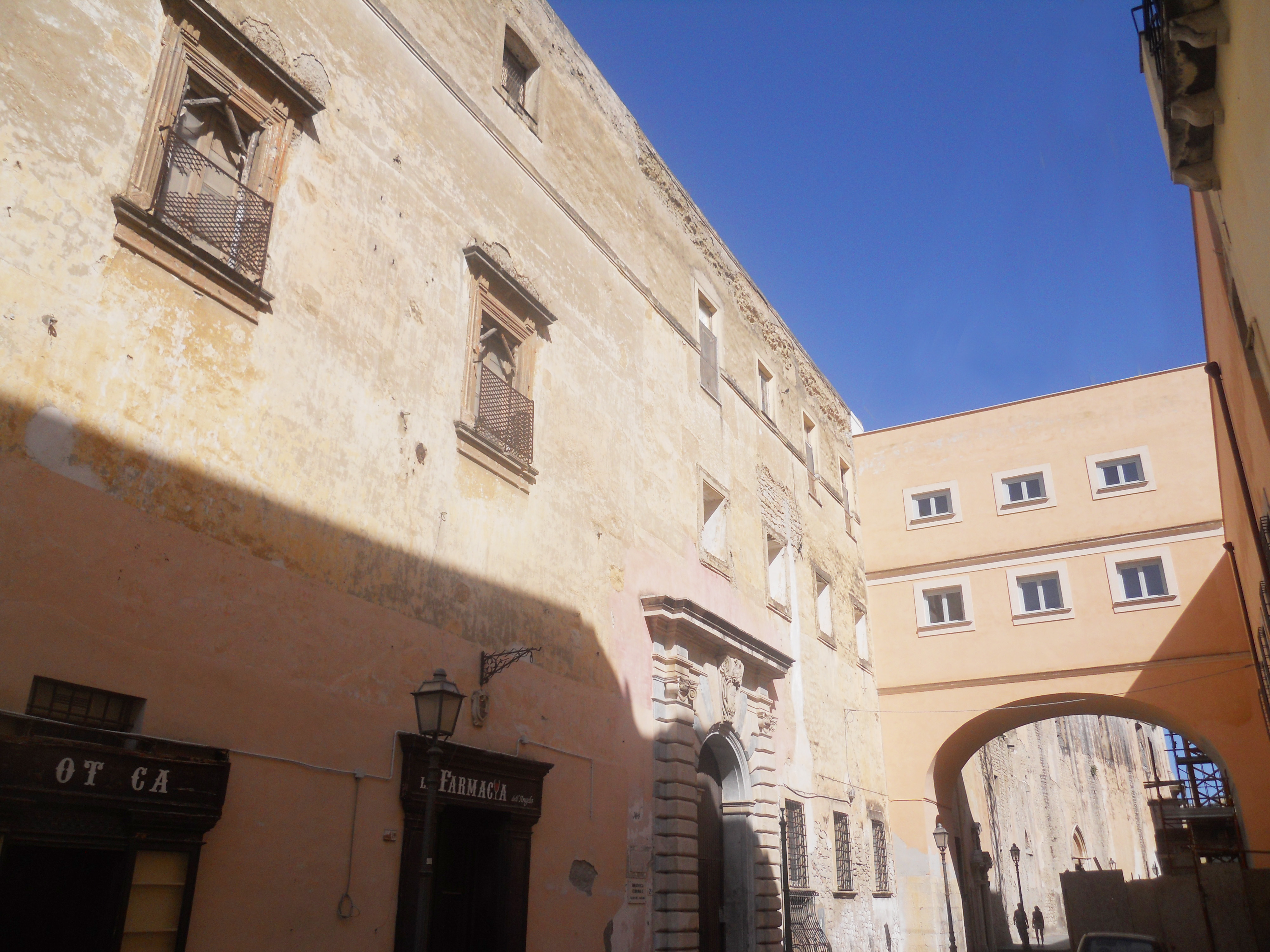
La facciata dello Stabilimento della Santissima Annunziata, con il passaggio ad arco su via Annunziata

Venne fondato nel 1321 insieme all'omonima chiesa annessa come ricovero per i poveri e gli ammalati fuori dall'allora circuito murario della città. L'edificio è caratterizzato dalla lunga facciata su via Annunziata e dal monumentale passaggio ad arco che scavalca quest'ultima e lo collega alla dépendance con giardino. All'interno si trovano due cortili quello catalano con loggiato e quello barocco; su quest'ultimo prospetta la cosiddetta cappella del conservatorio (sconsacrata), con portale marmoreo sormontato da un timpano triangolare di Andrea Lazzari, che custodiva un polittico di Giovanni Filippo Criscuolo (1536); quest'ultima opera, insieme ad altre appartenenti all'istituto come i lacerti di affreschi gotici della cappella d'Oro, alcune tele, delle suppellettili d'argento (fra le quali la Fuga in Egitto del XIV secolo) e paramenti sacri, fa parte dell'esposizione permanente allestita all'interno dello Stabilimento, nei locali dell'antico ospedale. È tuttora visibile la corsia, costituita da un unico ampio ambiente voltato con ballatoio a metà dell'altezza, sul quale si trova un altare ligneo con dipinto di Sebastiano Conca raffigurante la Morte di San Giuseppe (anni 1740).

#### Palazzo Arcivescovile
Sorge alle spalle della cattedrale, lungo via Docibile, prospiciente il molo Santa Maria. Venne costruito tra il 1732 e il 1739 come collegio dagli scolopi che officiavano l'adiacente chiesa di San Salvatore e, dopo la chiusura della scuola nel 1806, divenne episcopio. Nel XIX secolo fu rifatta la facciata verso il mare con la realizzazione dell'attuale loggiato su più ordini. La facciata principale, su piazza Episcopio, è caratterizzata dalla presenza dell'ampio portale marmoreo, ascrivibile a Domenico Antonio Vaccaro. Vi è presente la sede gaetana dell'università telematica Pegaso.

#### Palazzo San Giacomo e Pinacoteca Comunale d'Arte Contemporanea "Antonio Sapone"
Il palazzo sull'attuale via de Lieto, 2/4 fu costruito dalla famiglia Spina presso il castello Angioino nel XVI secolo. Nel 1750 un discendente di questi, Francescantonio Spina, trasferitosi da Gaeta a Castellone (oggi Formia) vendette il palazzo a Giuseppe Diaz che, a sua volta, lo alienò a favore del Governo nel 1792. Questi, lo ampliò per trasformarlo in succursale dell'Ospedale Militare di Gaeta. Oggi ospita la Pinacoteca Comunale d'Arte Contemporanea "Antonio Sapone" che nel tempo ha allestito mostre sia su artisti locali che su artisti internazionali come Alberto Burri, Alberto Magnelli, Hans Hartung, Paul Jenkins, Alvaro Siza e altri.

#### Palazzo reale di Ladislao di Durazzo

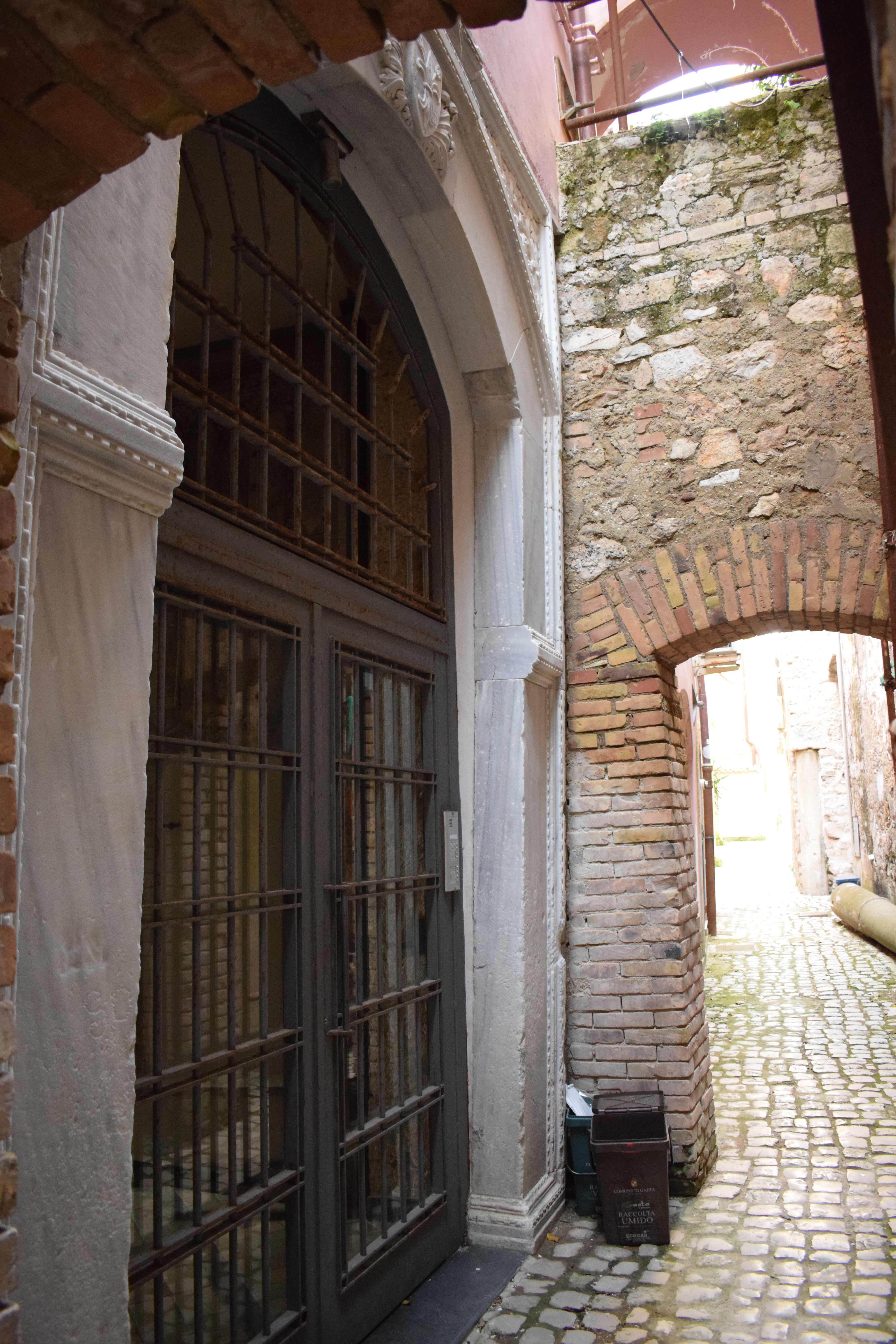
Il portale principale del palazzo reale di Ladislao di Durazzo

Situato sulla via omonima, nei pressi dell'ex chiesa di Santa Lucia, fu utilizzato da Ladislao di Durazzo come palazzo reale durante la sua permanenza a Gaeta. Dell'antico palazzo, che doveva essere di notevoli dimensioni, rimangono alcuni elementi inglobati in tre palazzi costruiti in epoche successive: l'imponente portale in marmo con lo stemma di casa Durazzo e l'atrio con lo scalone centrale, un secondo portale gotico con un monogramma scolpito simboleggiante il Christus, parte dell'originaria cornice i cui filari orizzontali sono realizzati alternativamente con blocchi squadrati di travertino e con pietra scura.

#### Palazzo reale di Carlo III, già Gattola-Di Transo
Sorgeva nel luogo dove ora si trova la scuola dell'infanzia e primaria Giuseppe Mazzini in via Faustina, 7 nel luogo anticamente detto "Vetrera". Originariamente di proprietà del marchese Riccardo Maria Gattola, passò come dote dell'unica sua figlia Maria Giuseppa ai Di Transo nella persona di Don Pietro. Questi ospitò numerose volte nel suo palazzo il re Carlo III di Borbone dal momento che il castello superiore era stato definitivamente adibito a caserma dagli austriaci. Il 13 luglio 1738 ebbe luogo nel palazzo l'imeneo di Carlo III e Amalia di Sassonia. Nel 1835 il palazzo fu acquistato per uso di Palazzo Reale dal Governo mediante il pagamento di 1487 lire in favore del Marchese Di Transo. A partire dal 26 novembre 1848 e per tutta la durata del suo soggiorno gaetano, papa Pio IX alloggiò nel palazzo, ospite di Ferdinando II. Dopo l'Unità d'Italia il palazzo divenne sede del Comando della Fortezza e del Presidio Militare e fu distrutto da mine tedesche nell'ottobre del 1943. Un ponte di ferro, demolito nel 1961, collegava il Palazzo Reale alla Batteria Favorita.

#### Palazzo reale di Ferdinando II
Tuttora esistente, ha l'ingresso principale su via Annunziata, 34 nella contrada detta La Riccia. Fu costruito nel 1852 da re Ferdinando II di Borbone per suo uso, demolendo vecchi palazzi di proprietà di famiglie notabili di Gaeta, tra cui gli Ernandes e i Politi, che vennero risarcite con un canone di 3472 lire. Il complesso, di notevoli dimensioni, è composto da 87 stanze e originariamente comprendeva la Villa Reale retrostante, in seguito donata alla città di Gaeta dallo stesso re e oggi in abbandono. Un ponte in ferro collegava la struttura alla prospiciente Cortina dell'Addolorata, mentre una grata traforata ancora visibile nella contigua chiesa della Santissima Addolorata permetteva alla famiglia reale di seguire le celebrazioni senza uscire dal palazzo. L'edificio è di proprietà del demanio militare ed è attualmente adibito ad alloggi per famiglie di militari.

#### Palazzi nobiliari
- Palazzo Albito Piccolomini
- Palazzo Antoniani
- Palazzo Calcagnini
- Palazzo Conca
- Palazzo Criscuolo
- Palazzo De Vio al Porto
- Palazzo De Vio in Piazza Cavallo
- Palazzo De Boffe
- Palazzo Di Macco
- Palazzo Di Transo
- Palazzo Gaetani di Castelmola
- Palazzo Coppola, già Gattola de Martino
- Palazzo Gattola in Piazza del Pesce
- Palazzo Gattola in Piazza Traniello
- Palazzo Gioia, già Guastaferri
- Palazzo Guarinelli
- Palazzo Iannitti, già Gesualdo, già Tizzano
- Palazzo Iannitti, già Gaetani, già Spicola
- Palazzo Leboffe
- Palazzo Lopez de Luna
- Palazzo Martinez
- Palazzo Occagna
- Palazzo Oliva, già sede del Sedile di Gaeta
- Palazzo Pecorini, già Santilli-Basta
- Palazzo Porcellati
- Palazzo Tosti, già Contestabile Colonna
- Palazzo Vendittis

#### Palazzi nobiliari scomparsi
- Palazzo Albito Carafa
- Palazzo Baraballo
- Palazzo Boniglia
- Palazzo Della Croce, già Cinquanta de Mane
- Palazzo Ernandes Corneli
- Palazzo Gattola a San Francesco
- Palazzo Guastaferri, già De Sieri
- Palazzo Meloni
- Palazzo Ragosa
- Palazzo Rogano
- Palazzo Spiriti
- Palazzo Squacquera

### Architetture militari

#### Castello Angioino-Aragonese

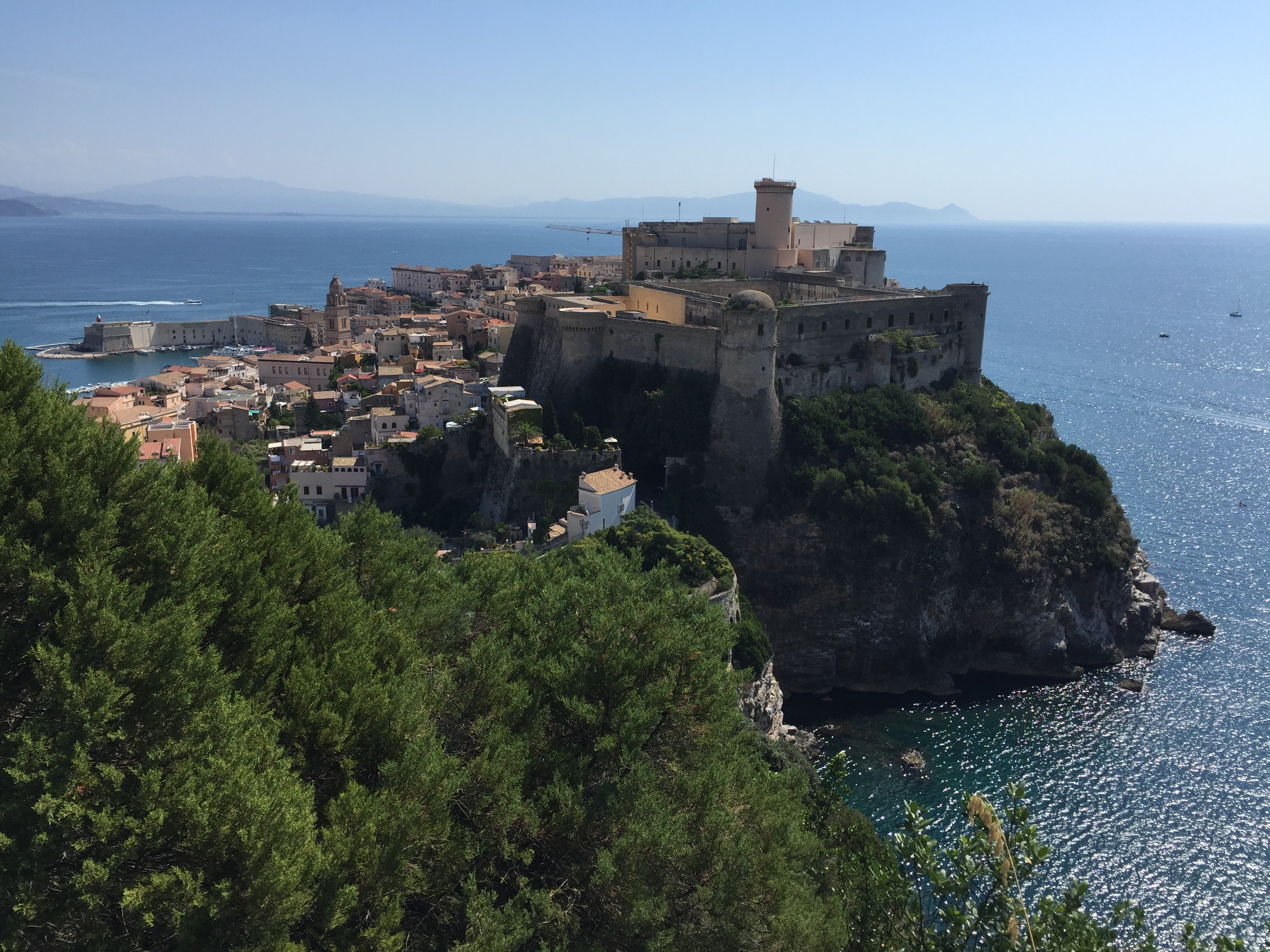
Il castello Angioino-Aragonese visto da Monte Orlando

Sorge nell'area più alta del quartiere medioevale, sulla sommità della collina che domina il porto. Si compone di due edifici adiacenti: il più antico è il castello Angioino (ala occidentale), risalente probabilmente al VI-VII secolo e fatto fortificare da Federico II di Svevia tra il 1222 e il 1234 e ampliare da Carlo II di Napoli nel 1289; sede del carcere militare dal 1862 al 1980, è caratterizzato da una pianta irregolare e dalla presenza di cinque torrioni circolari dei quali, quello coperto con cupola, ospitante la cappella fatta realizzare da Ferdinando II delle Due Sicilie nel 1849. Il castello Aragonese (ala orientale) fu costruito da Carlo V d'Asburgo dopo il 1536 ed è sede delle caserme Cavour e Mazzini della Guardia di Finanza; l'edificio si sviluppa intorno ad un cortile centrale quadrangolare con esternamente quattro torrioni angolari, dei quali quello nord-occidentale (detto torre Alfonsina) più alto rispetto agli altri; la facciata principale, rivolta a nord è caratterizzata da possenti contrafforti e dai resti (nella parte sommitale) del campanile a vela dell'orologio.

#### Mura
La più antica cerchia muraria della città di cui si abbia testimonianza fu costruita dall'imperatore Antonino Pio alla fine del II secolo. Una nuova cerchia venne realizzata probabilmente nel VI secolo includendo l'area afferente alle attuali via Ladislao e via Pio IX. In seguito al rifacimento del IX secolo dell'ipato Docibile I, seguiva la costa dai pressi di punta Stendardo alla chiesa di Santa Maria del Parco inglobando l'antico foro (l'odierna piazza Cavallo) e proseguiva fino all'attuale salita degli Albito, raggiungendo poi il versante meridionale del promontorio ed il castello. Un primo ampliamento lo si ebbe sotto Giovanni I intorno al 920 e sono visibili attualmente alcuni resti in via Docibile, nei pressi della confluenza in via Duomo. Ulteriori lavori furono intrapresi da Federico II di Svevia, mentre Alfonso V d'Aragona fece scavare nel secondo quarto del XV secolo un profondo fossato (successivamente colmato) a ridosso del versante occidentale delle mura. Carlo V d'Asburgo fu l'autore dell'ultimo ampliamento delle mura che inglobarono l'intero attuale centro storico della città seguendo il litorale settentrionale lungo le pendici del monte Orlando, con rifacimenti sotto Carlo III di Spagna e Ferdinando II delle Due Sicilie, delle quali sono visibili ampi brani sul lungomare Caboto, nei pressi del santuario della Santissima Annunziata.
Attualmente rimangono cinque porte:
- la porta Domnica (anche detta Dorica[93]) in piazza Cavallo delle mura di Docibile I;[94]
- la posterola ai piedi della torre Georgia in vicolo Caetani delle mura di Giovanni I;[72]
- la porta di Ferro in piazza Commestibili delle mura di Giovanni I;
- la porta Carlo V in lungomare Caboto nei pressi dei resti della chiesa di San Biagio, fino al 1928 unico accesso da terra alla città, è caratterizzata da un percorso obbligato a L all'interno del quale nel 1660 è stata adibita una cappella dedicata alla Madonna della Solitudine;[95]
- la porta Carlo III, già dell'Avanzata, in lungomare Caboto nei pressi dell'intersezione con via Firenze, risale al 1737; venne ricostruita nel 1811 ed è preceduta da un ponte in muratura.[96]

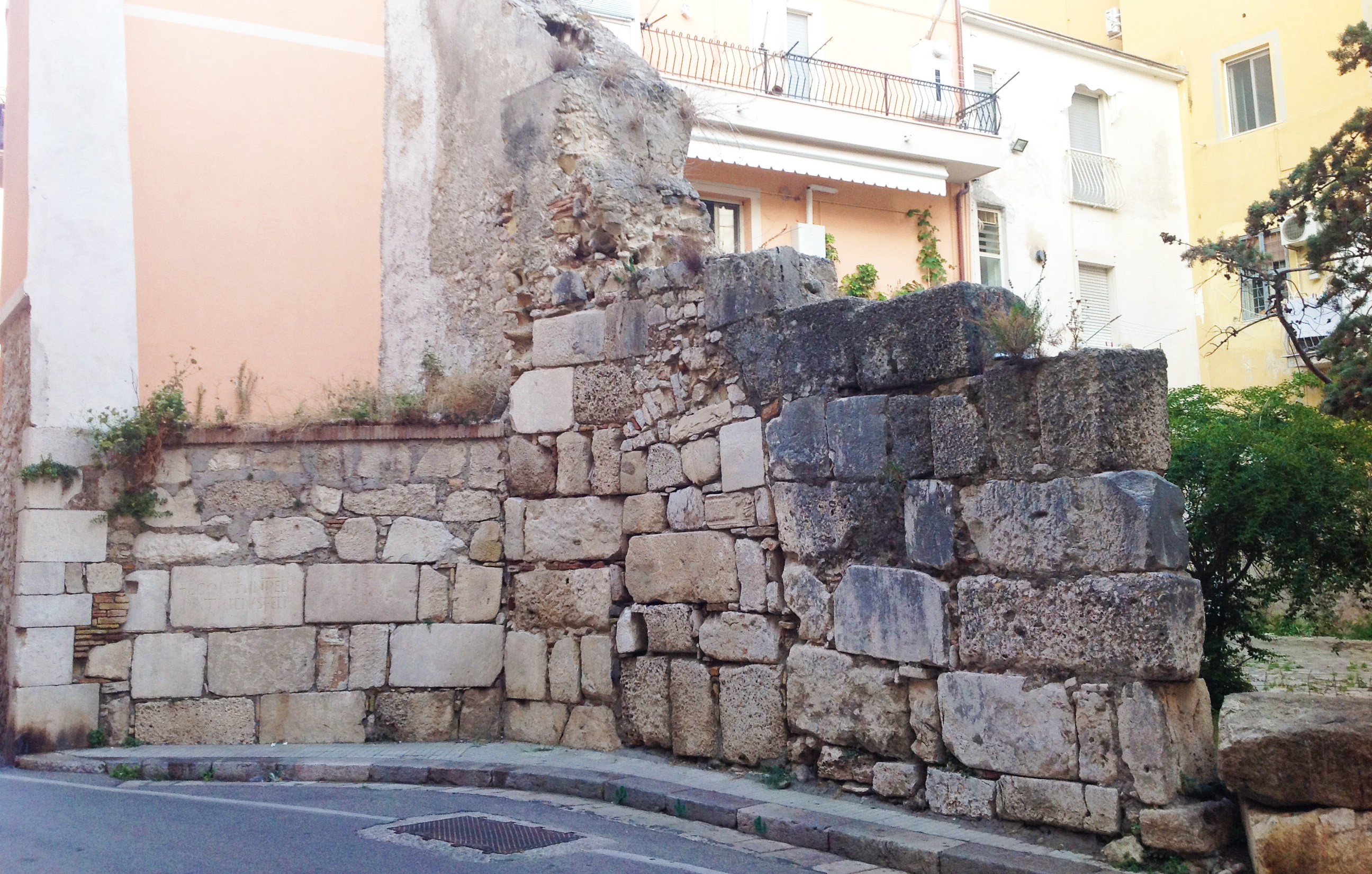
Resti delle mura di Giovanni I in via Docibile
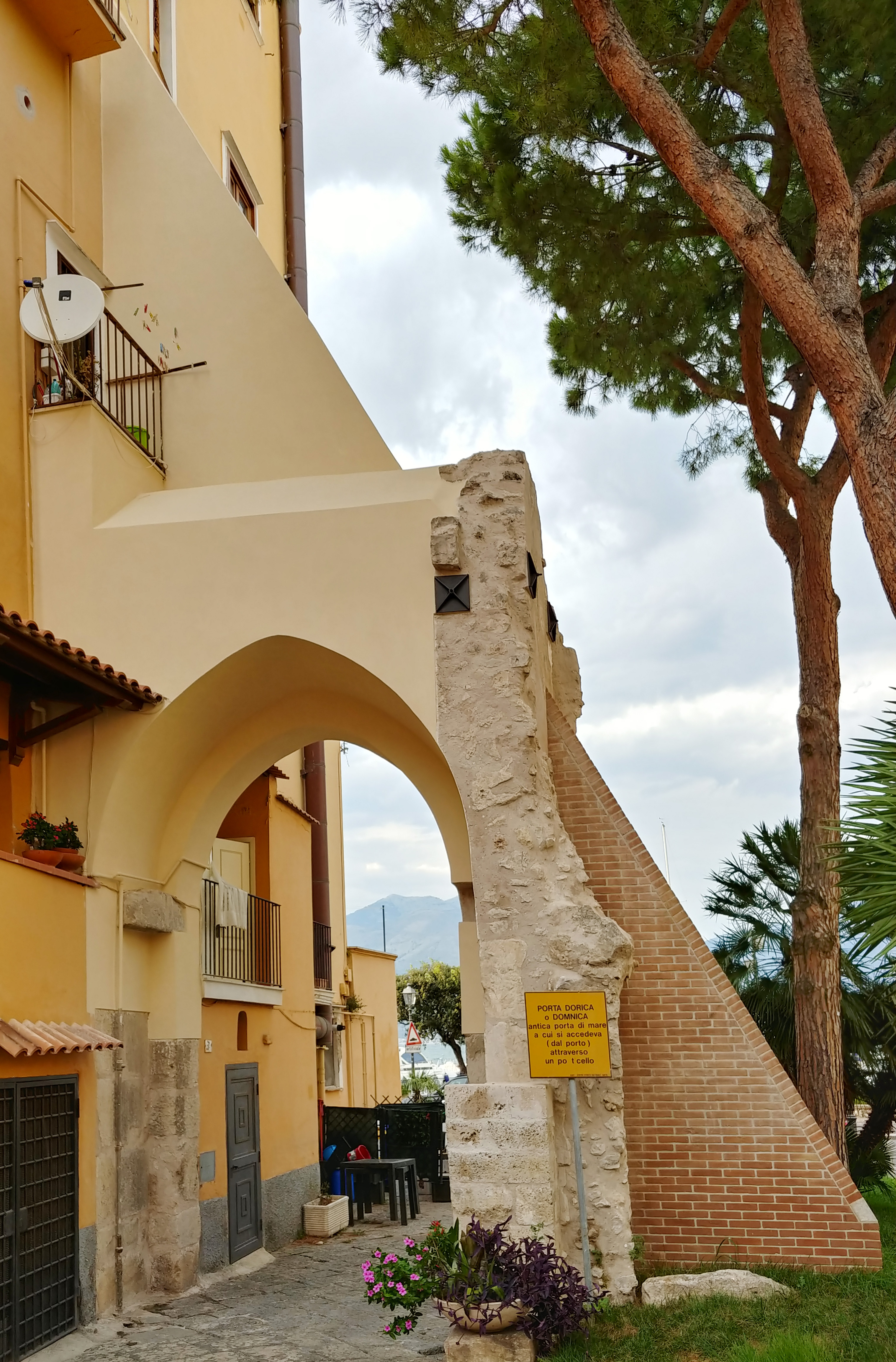
Porta Domnica (interno)
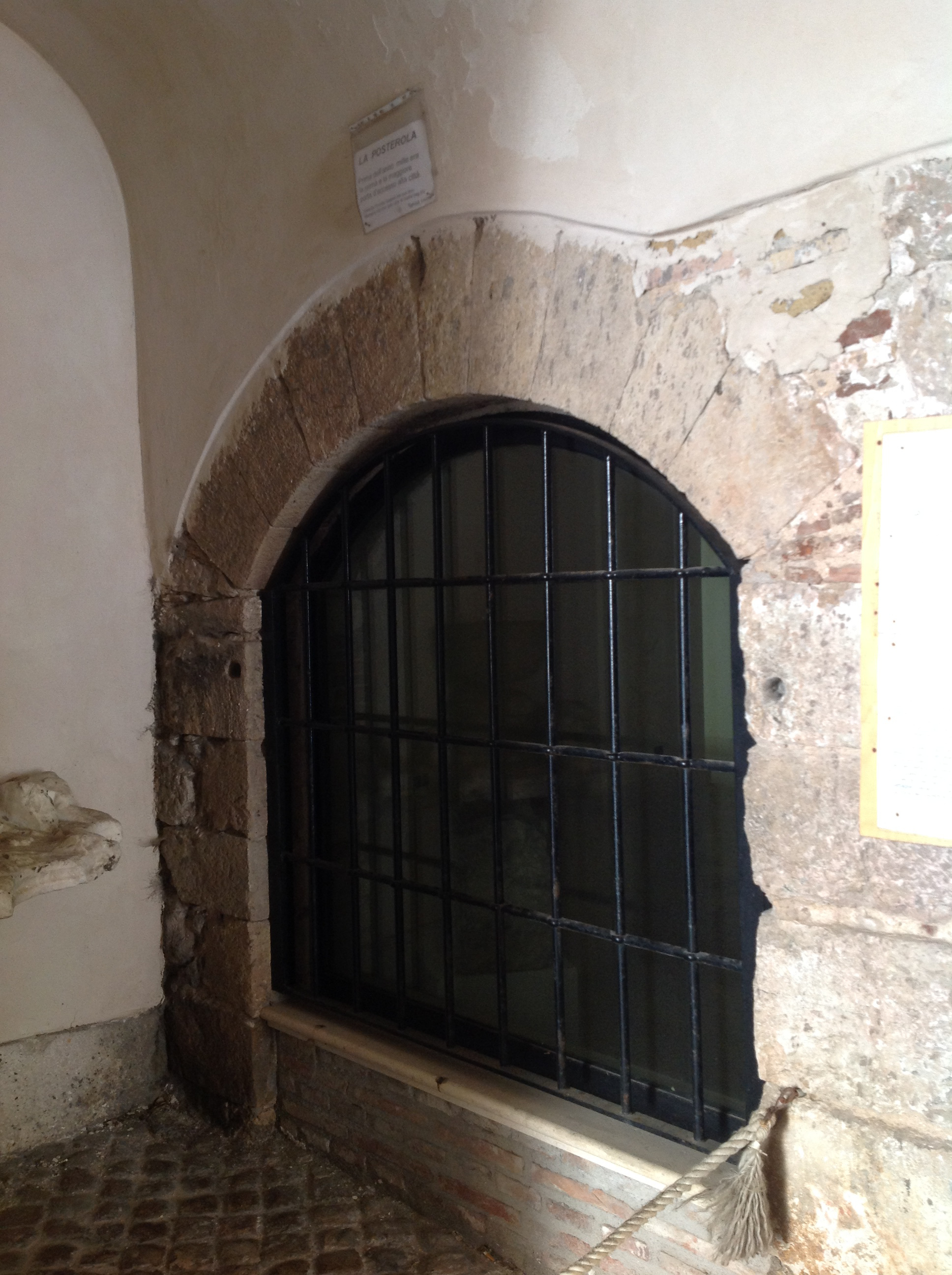
Posterola
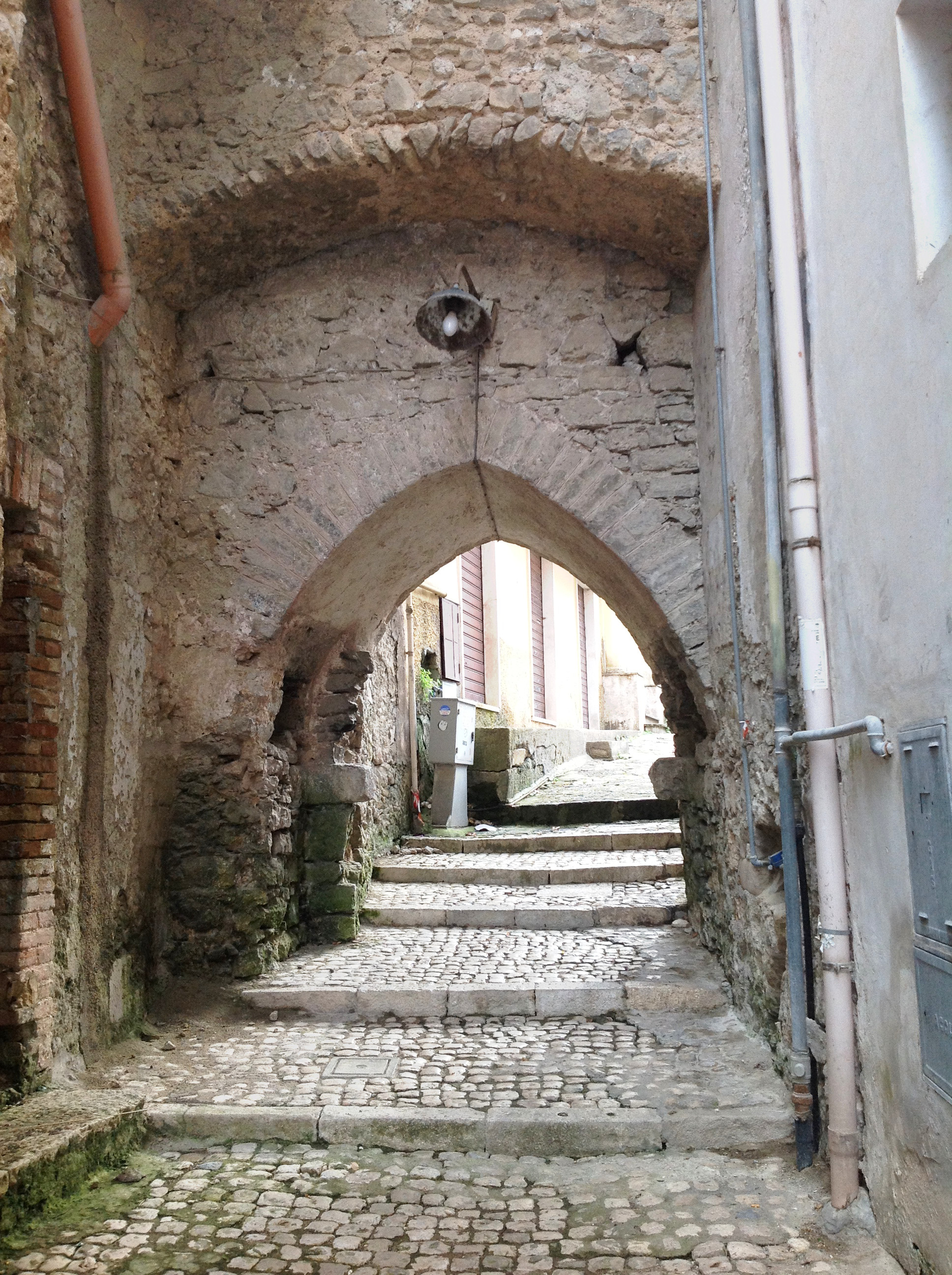
Porta di Ferro (interno)
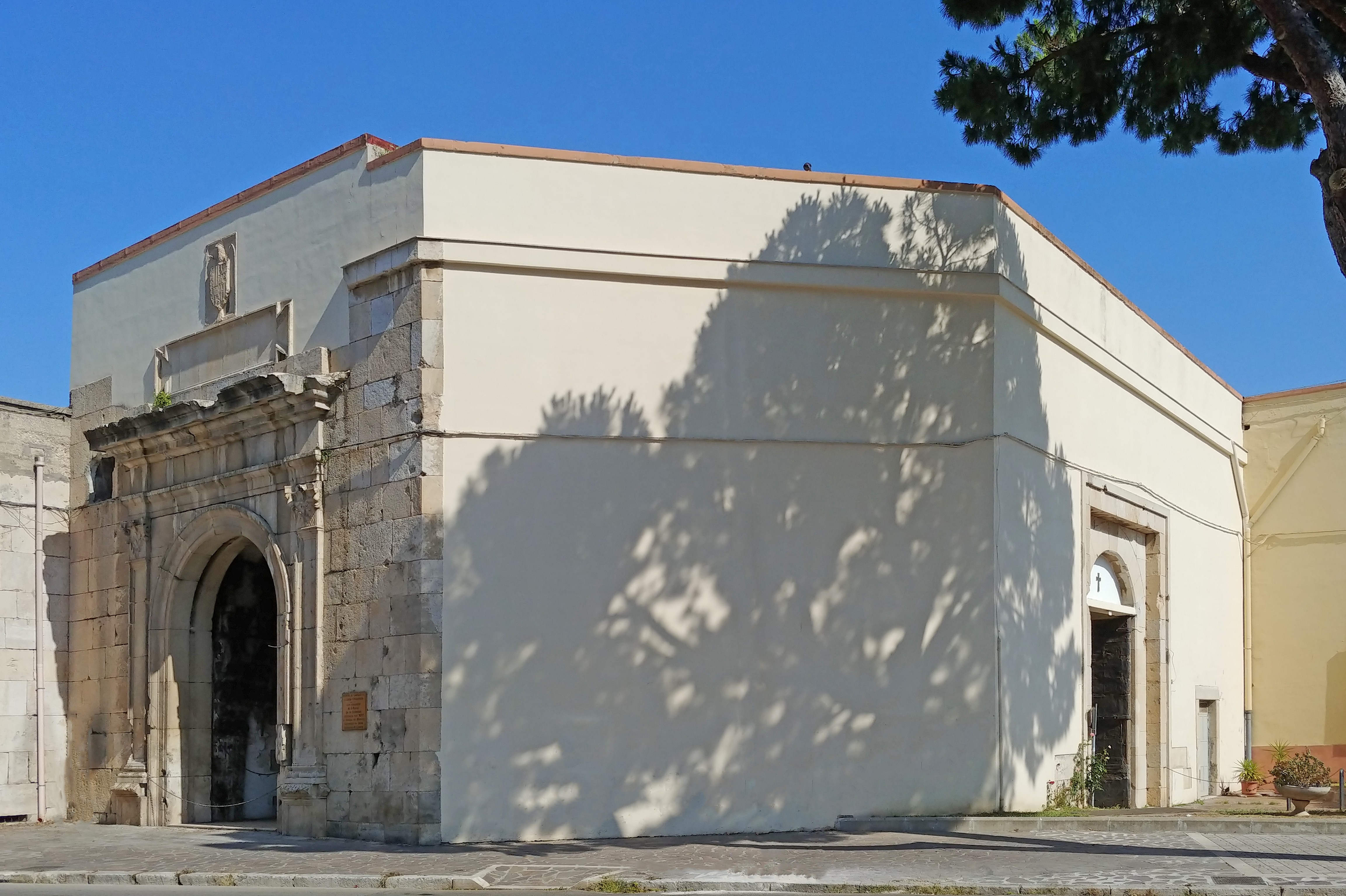
Veduta esterna di porta Carlo V
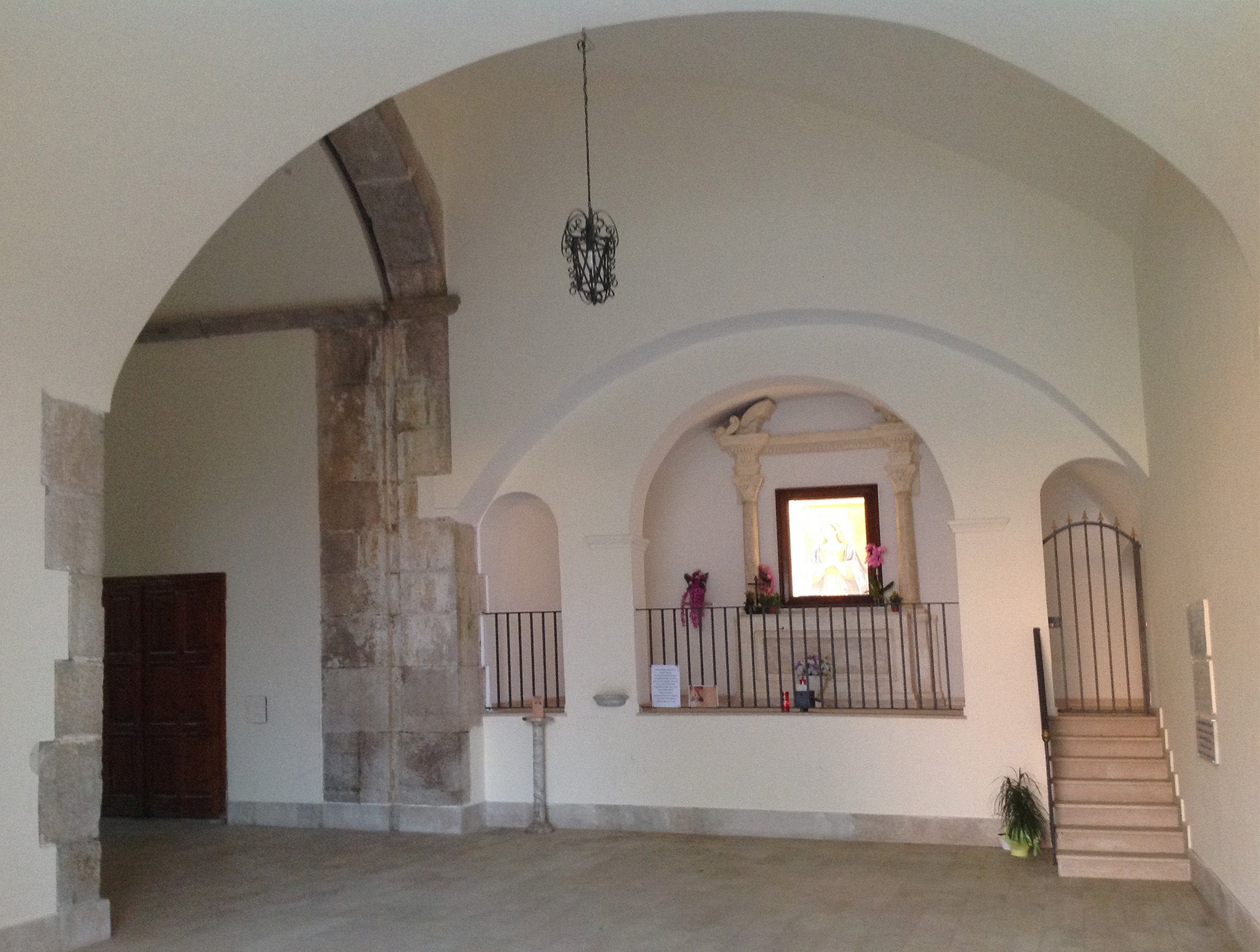
Interno di porta Carlo V
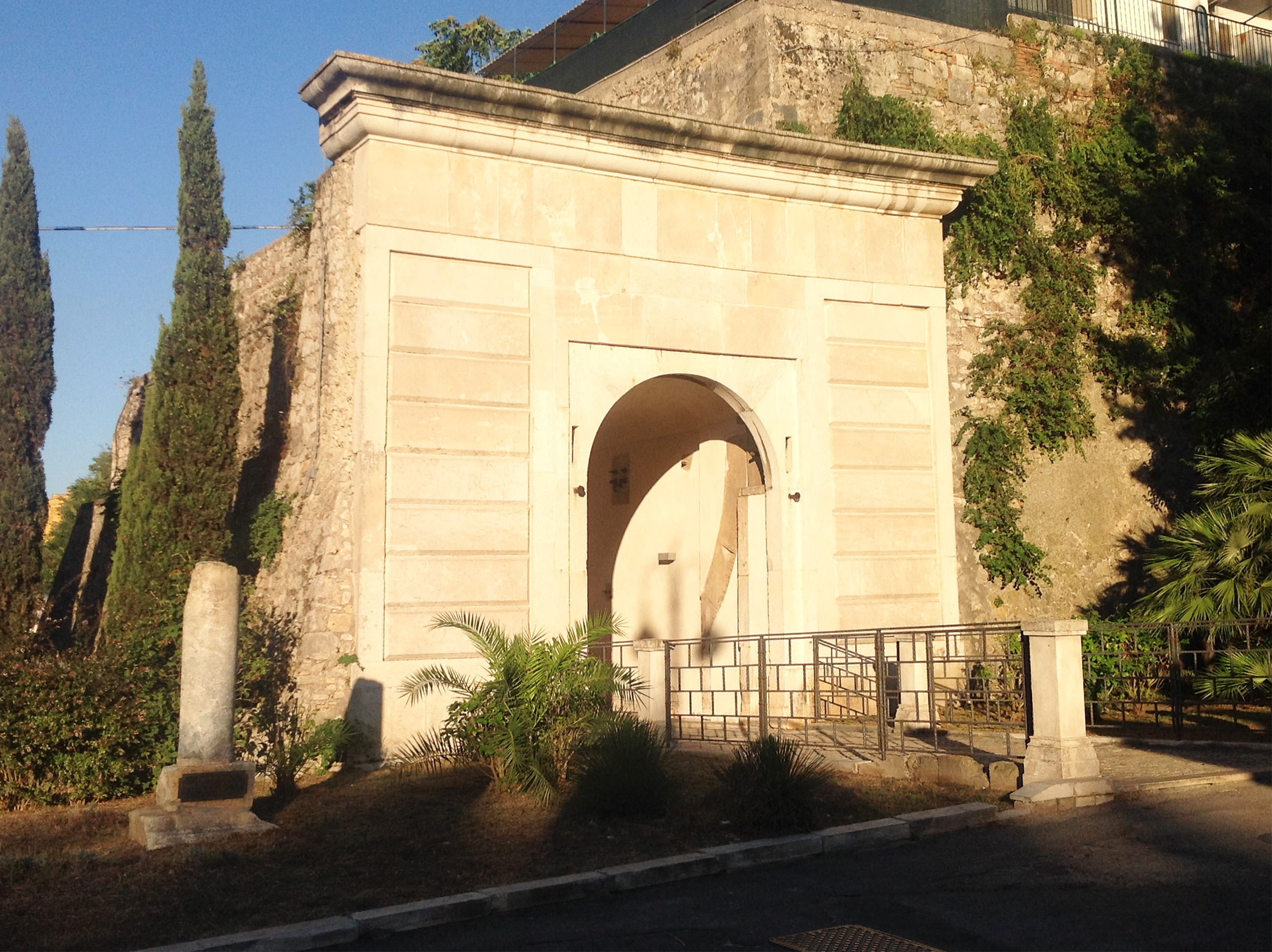
Porta Carlo III

#### Gran Guardia

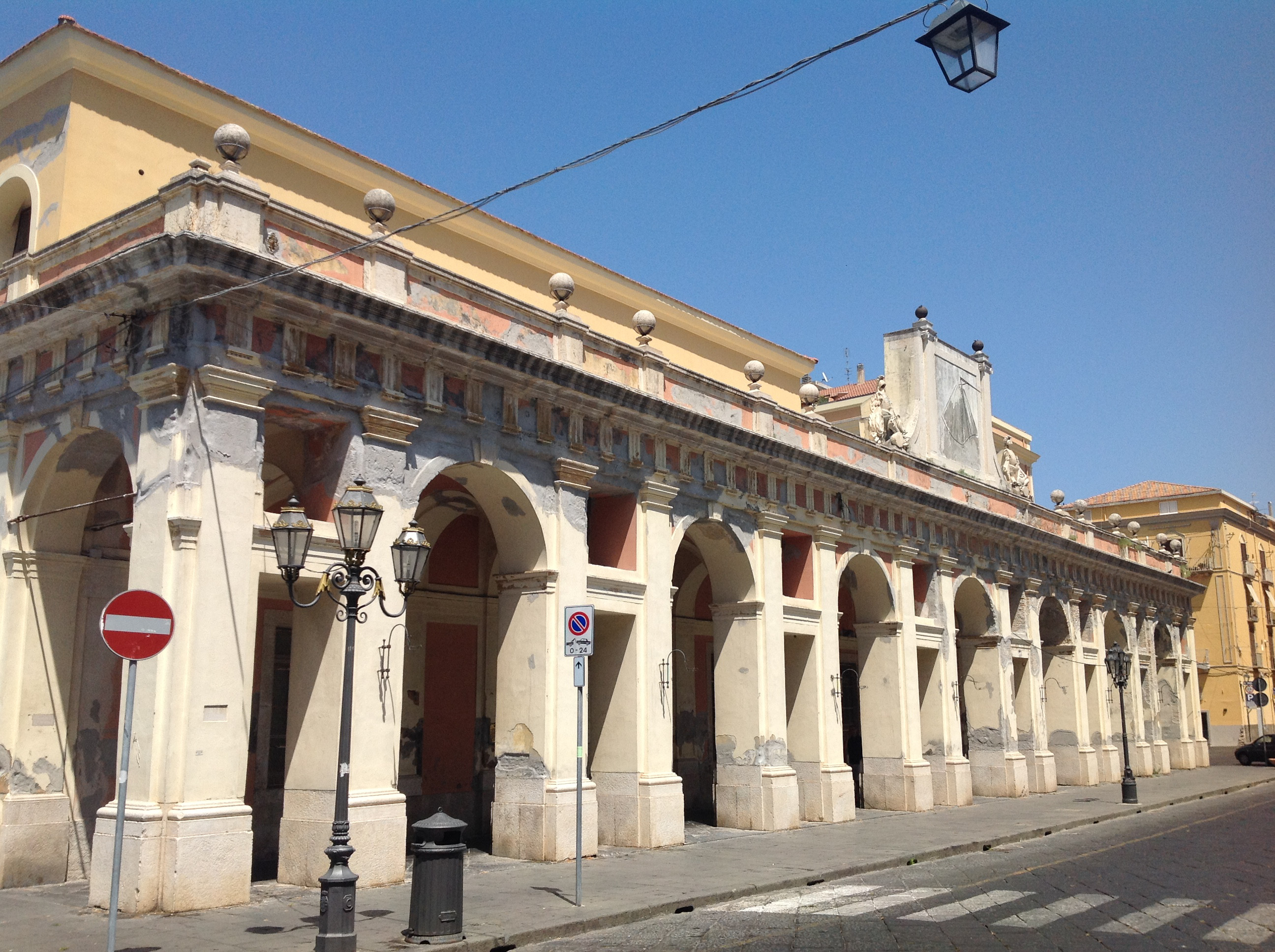
La facciata della Gran Guardia

La Gran Guardia è situata tra piazzale Caboto e piazza Traniello; venne costruita nel 1768 su progetto di Pietro Paolo Ferrara in stile neoclassico come sede del comando della guarnigione di Gaeta e successivamente adibita a circolo ufficiali per poi cadere in disuso. La facciata principale è caratterizzata dalla presenza di un lungo portico sormontato da una meridiana del 1792. La Gran Guardia diverrà, in base ad un protocollo di intesa firmato con il Comune di Gaeta, sede istituzionale dell'Agenzia delle Dogane e dei Monopoli per il Lazio meridionale e Museo dell'Agenzia stessa.

#### Scuola nautica della Guardia di Finanza
La Scuola nautica della Guardia di Finanza venne trasferita a Gaeta nel 1948 ed è preposta alla formazione degli allievi sottufficiali. Ha due sedi, entrambe nel centro storico della città: la caserma Cavour (che ingloba anche la caserma Mazzini, sede della Compagnia Allievi Finanzieri mare) all'interno del castello Aragonese e la caserma Bausan sul promontorio di punta Stendardo.

### Altro

#### Ville comunali

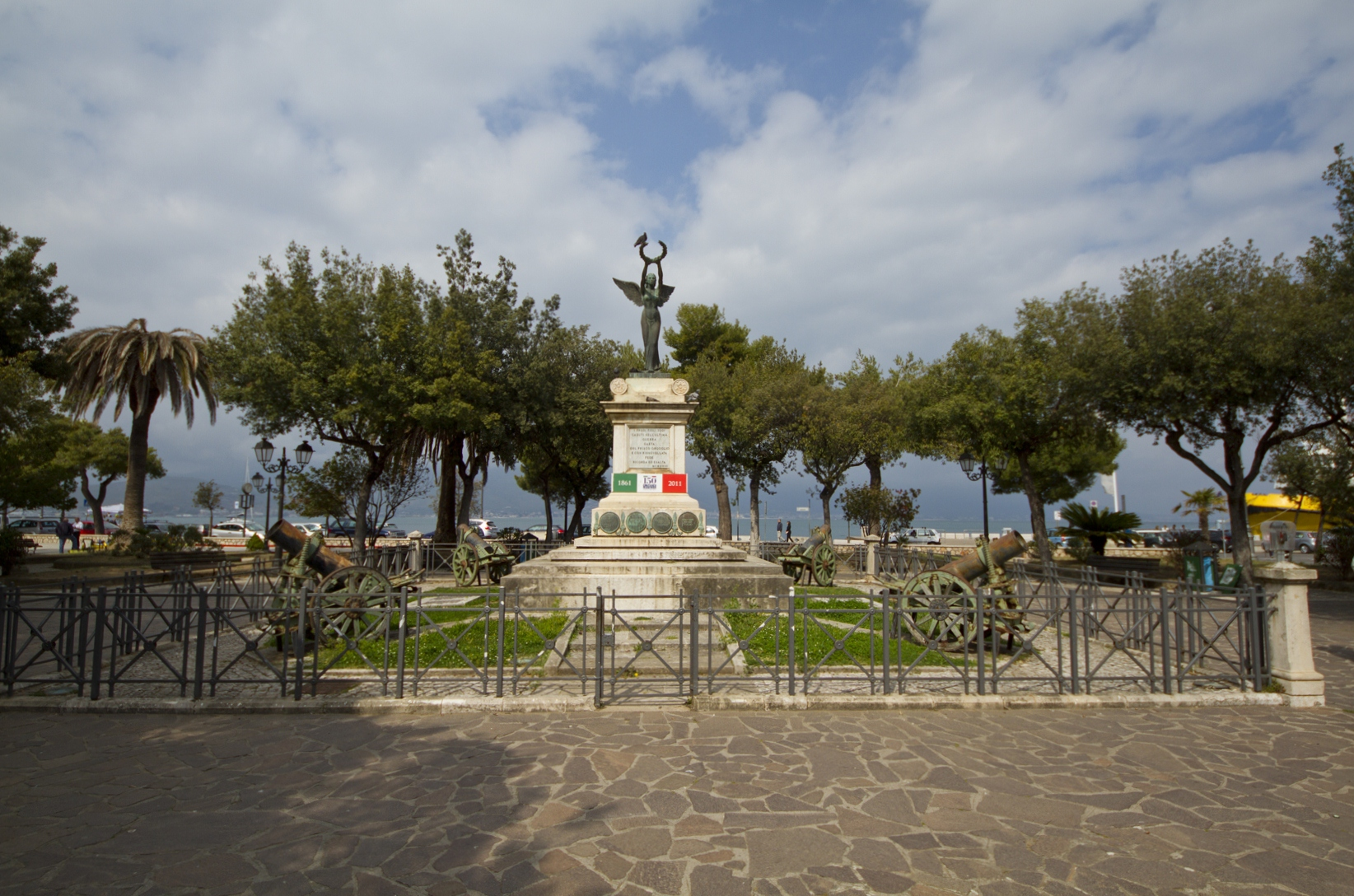
Il monumento ai caduti di Villa Traniello

La villa comunale principale, intitolata al generale Vincenzo Traniello che la volle nel 1919, si trova nell'omonima piazza del quartiere medievale. Al centro dell'area verde vi è il Monumento ai Caduti, costituito da un piedistallo marmoreo circondato da quattro bombarde e da una statua bronzea della Vittoria alata (quest'ultima risale al 1950, è opera di Guido Galletti e sostituisce quella originaria di Aurelio Mistruzzi, fusa nel 1938).
Una seconda villa comunale, Villa delle Sirene, si trova nel quartiere Porto Salvo, sul lungomare Caboto. Venne aperta nel 1924 in luogo di una piccola darsena detta Mandracchio ed ospita anch'essa un Monumento ai Caduti, realizzato su disegno di Torquato Ciacchi e costituito da un cippo frontonato in travertino.
Entrambi sono anche parchi giochi.

#### Via dell'Indipendenza
È lo storico asse viario del quartiere Porto Salvo, antica strada di accesso alla città che si sviluppa lungo la direttrice nord-sud parallela alla costa, dalla zona Piaja (dove, a partire dal quartiere Calegna, fu demolita per l'apertura del lungomare Caboto e sopravvive nel tratto più settentrionale con il nome di via San Giacomo) all'istmo di Montesecco. Via dell'Indipendenza è collegata alla chiesa di Santa Maria di Porto Salvo dalla salita degli Scalzi, monumentale ex voto per la scampata pestilenza del 1656; nel tratto che va dall'estremità meridionale a detta salita, è caratterizzata da un alto numero di attività commerciali.

#### Lungomare Giovanni Caboto

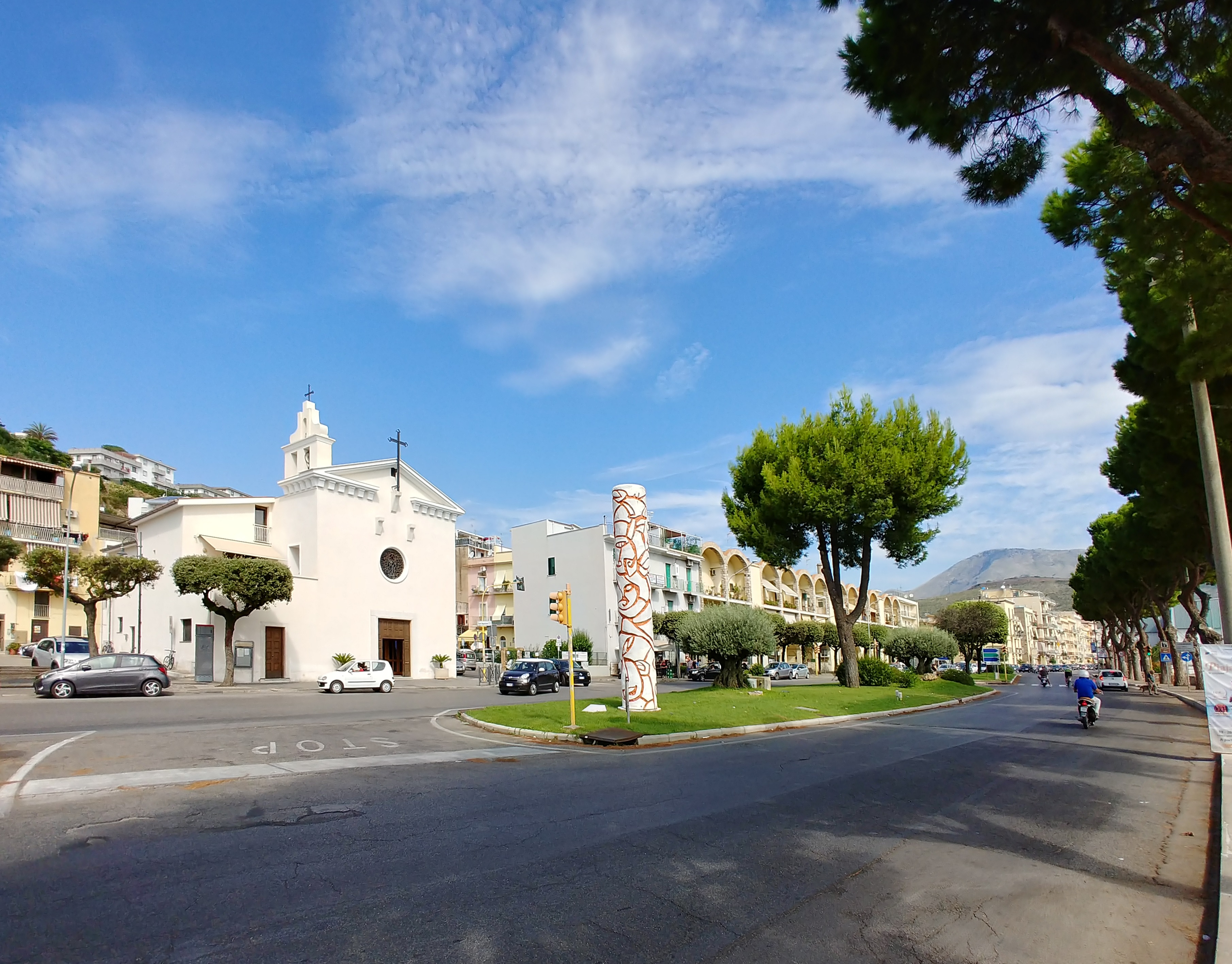
Intersezione del lungomare Giovanni Caboto con la strada statale 213 Via Flacca e via Sant'Agostino nei pressi della chiesa dei Santi Carlo ed Anna

È il principale asse viario costiero della città, che va dal confine con il comune di Formia (dove diventa viale dell'Unità d'Italia) fino a piazzale Giovanni Caboto, nel quartiere medievale, attraversando (da nord a sud) le località Arcella, Conca, Arzano e, nel quartiere di Porto Salvo le contrade Piaja, Calegna, Mare all'Arco e Montesecco. Fu costruito tra il 1956 e il 1962 demolendo i bastioni del fronte di mare ed inglobando corso Attico (realizzato nel 1852 da Ferdinando II delle Due Sicilie) e, al di fuori del centro abitato di Gaeta, il percorso della strada statale 213 Via Flacca. Nei pressi del santuario della Santissima Annunziata vi è il Monumento a Giovanni Caboto (1990), mentre davanti alla porta Carlo V si trova il Monumento nazionale al sommergibilista (2017).

#### Viadotto di Pontone
Il viadotto di Pontone, comunemente chiamato Venticinque ponti, prende il nome dal torrente che scavalca nei pressi del confine con il comune di Itri e fa parte della ferrovia Formia-Gaeta; venne edificato in pietra nel 1890-91 e distrutto dalle truppe tedesche in ritirata nel 1944 ad eccezione delle prime tre arcate lato Formia, ricostruito in muratura nel 1952-54. La struttura si compone di venticinque arcate, ha una lunghezza di 359 metri ed un'altezza massima di 23 m.

### Siti archeologici

#### Mausoleo di Lucio Munazio Planco

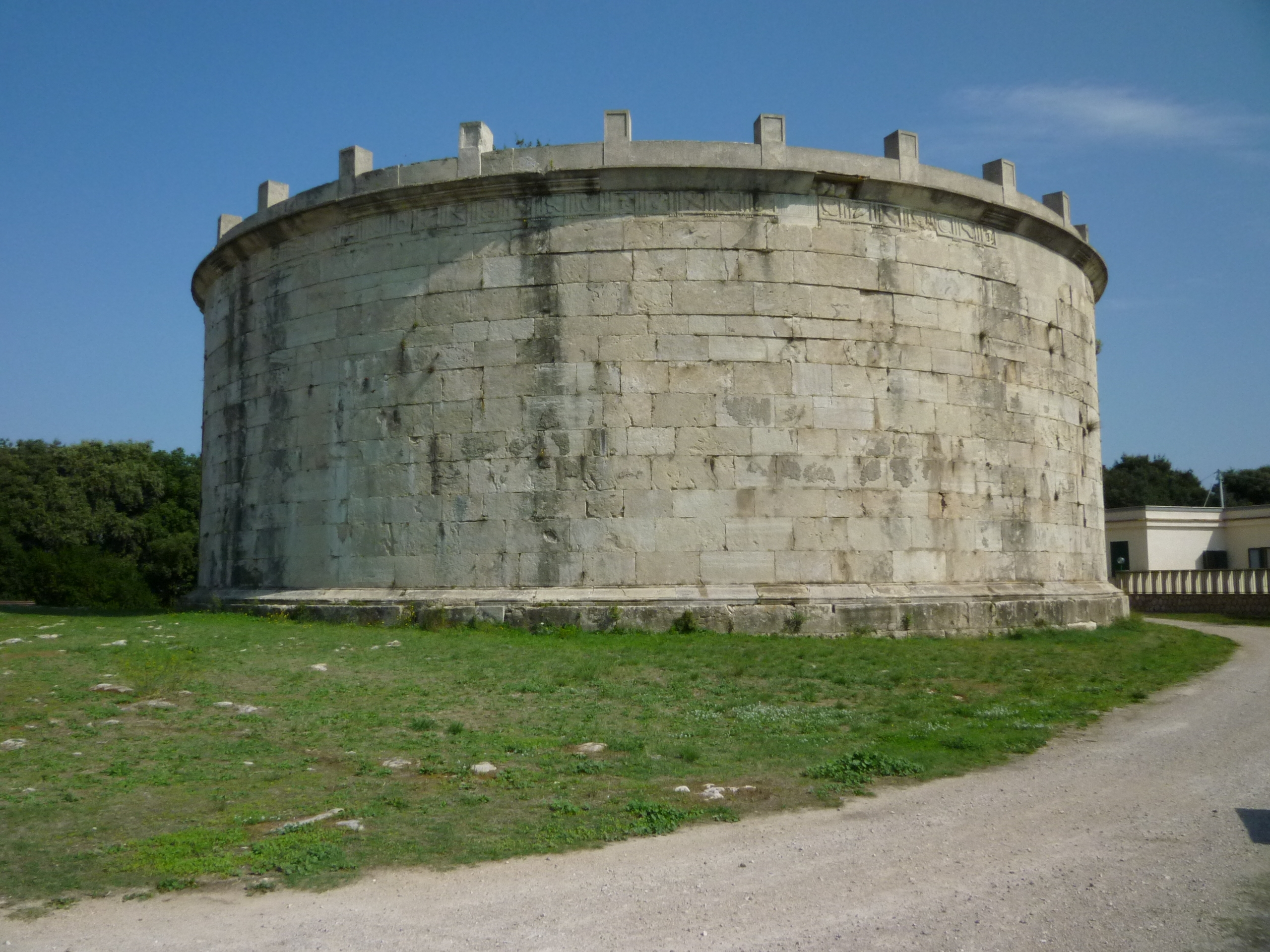
Il mausoleo di Lucio Munazio Planco

Il mausoleo di Lucio Munazio Planco, edificato nel 22 a.C., è in blocchi di pietra ed è situato sulla sommità del Monte Orlando. Al suo interno un corridoio circolare conduce alle quattro camere mortuarie.

#### Mausoleo di Lucio Sempronio Atratino
Il mausoleo di Lucio Sempronio Atratino, posto sulla vetta dell'omonimo colle nella parte alta del quartiere Porto Salvo, è privo del rivestimento esterno in conci lapidei, utilizzati per costruire il basamento del campanile della cattedrale e la scalinata degli Scalzi.

#### Sepolcreto marittimo

Il sepolcreto marittimo

Il cosiddetto "sepolcreto marittimo" sorge sull'attuale zona di Calegna ed è databile intorno al III secolo d.C., sebbene sia stato identificato anche come tomba di Marco Tullio Cicerone o di Scipione l'Africano. La facciata dell'edificio presenta un paramento murario costituito da grandi blocchi squadrati di pietra, con alto stilobate; internamente si articola in due ambienti: il corridoio rettangolare d'ingresso e l'ipogeo seminterrato a pianta a croce greca (sul quale insiste al primo piano un altro ambiente voltato a crociera).

#### Villa di Lucio Marcio Filippo
Presso il confine con il comune di Formia, in località Arcella, si trovano i resti della monumentale villa di Lucio Marcio Filippo, console nel 56 a.C. e patrigno di Cesare Ottaviano Augusto. Nel 1907-1912 vennero inglobati all'interno della villa neoclassica del conte Stenbock-Fermor, poi convertita in struttura ricettiva. Fra i resti vi sono il lungo criptoportico, sul quale si apre una serie di cameroni intercomunicanti fra di loro ed alcune esedre che si aprivano nell'antico muro di recinzione della villa.

### Aree naturali
- Parco regionale urbano Monte Orlando,[118] istituito nel 1986;[119]
- Parco regionale Riviera di Ulisse, ubicato nel lembo meridionale della regione Lazio, si estende lungo la costa del golfo di Gaeta e comprende i territori delle aree protette ricadenti nei comuni di Gaeta, Formia, Minturno e Sperlonga.[120]
- Monte Moneta, sito sulla spiaggia di Sant'Agostino, vi è possibile praticare arrampicata libera tutto l'anno tranne dalla fine di febbraio a inizio aprile in quanto in questo periodo nidifica il falco pellegrino.
- Pozzo del Diavolo o delle Chiavi, una grotta fra la spiaggia di Fontania e dei 40 remi raggiungibile via terra e via mare.

Le spiagge di Gaeta sono 9: Serapo, Fontania (su cui sorge la villa del console romano Gneo Fonteo dal quale deriva il suo nome), Fontanina, Strega Mugliera, 40 Remi (queste raggiungibili via mare), Ariana, Arenauta/300 Gradini, San Vito e Sant'Agostino.

## Società

### Evoluzione demografica
Abitanti prima dell'unità d'Italia.

Abitanti censiti

### Etnie e minoranze straniere
Secondo i dati ISTAT al 31 dicembre 2019 i cittadini stranieri residenti a Gaeta erano 894, corrispondenti al 4,5% della popolazione. Le nazionalità maggiormente rappresentate erano:

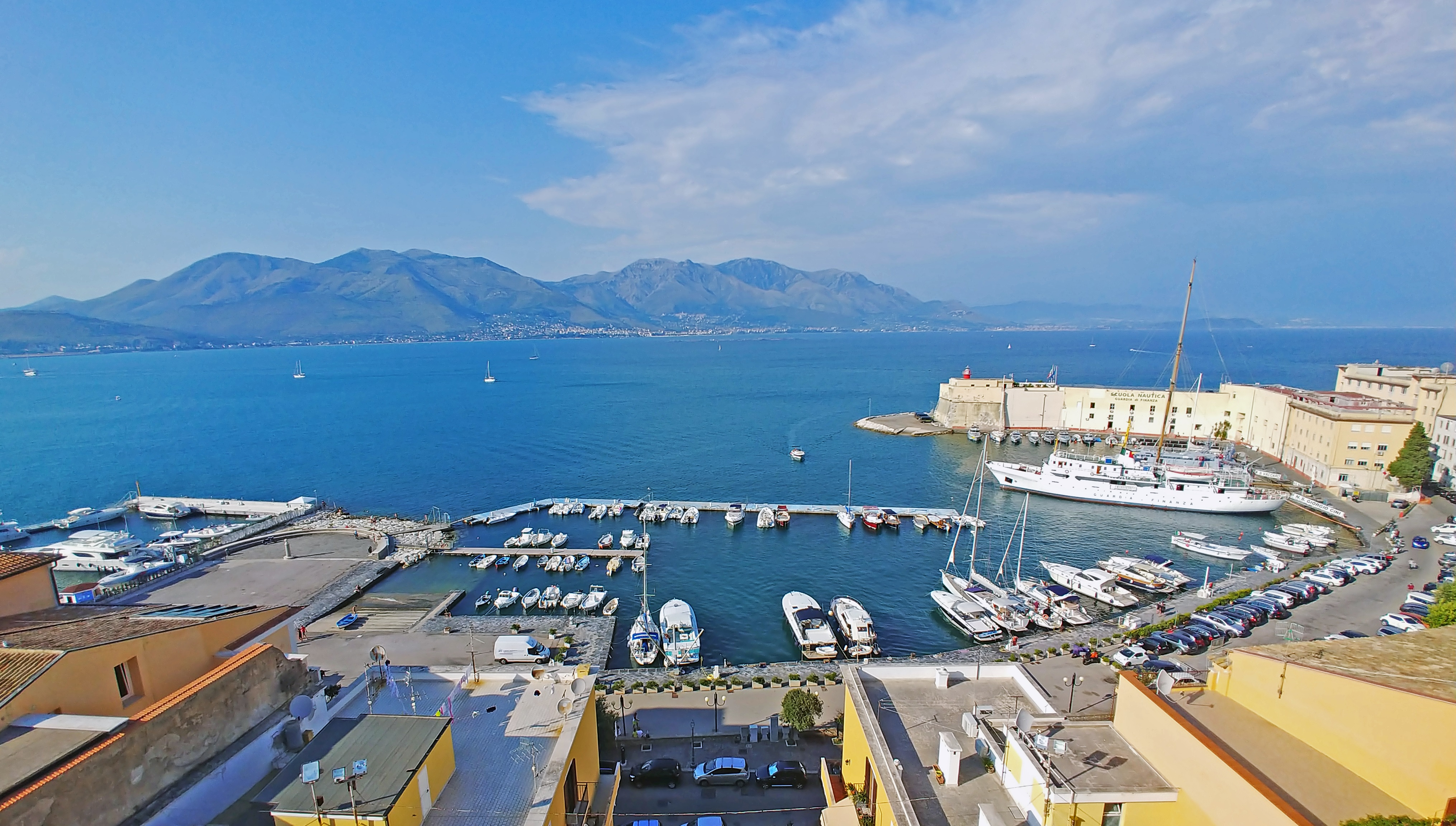
Porto Santa Maria, nel centro storico

- Romania 296 1,4%
- Albania 195 0,9%
- Ucraina 100 0,5%
- Moldova 49 0,2%
- Marocco 26 0,1%

### Lingue e dialetti
Se si esamina il panorama linguistico gaetano si può rilevare una particolarità: infatti vi sono due distinti dialetti. Il primo è marcatamente napoletano ed è parlato nella parte "medievale" della città, il centro storico, comunemente conosciuto con l'appellativo "Gaeta Vecchia"; il secondo, invece, è parlato nel resto della cittadina, in quella zona conosciuta come "Elena", che per circa trenta anni (dal 1897) fu comune autonomo e successivamente reintegrato nel comune di Gaeta. Un'ampia raccolta di vocaboli dei due dialetti, raffrontati e tradotti in italiano, è contenuta in Gaeta in parole: lessico, immagini e suoni di Francesco Sapio, edito dal Comune di Gaeta nel 2006.

### Religione

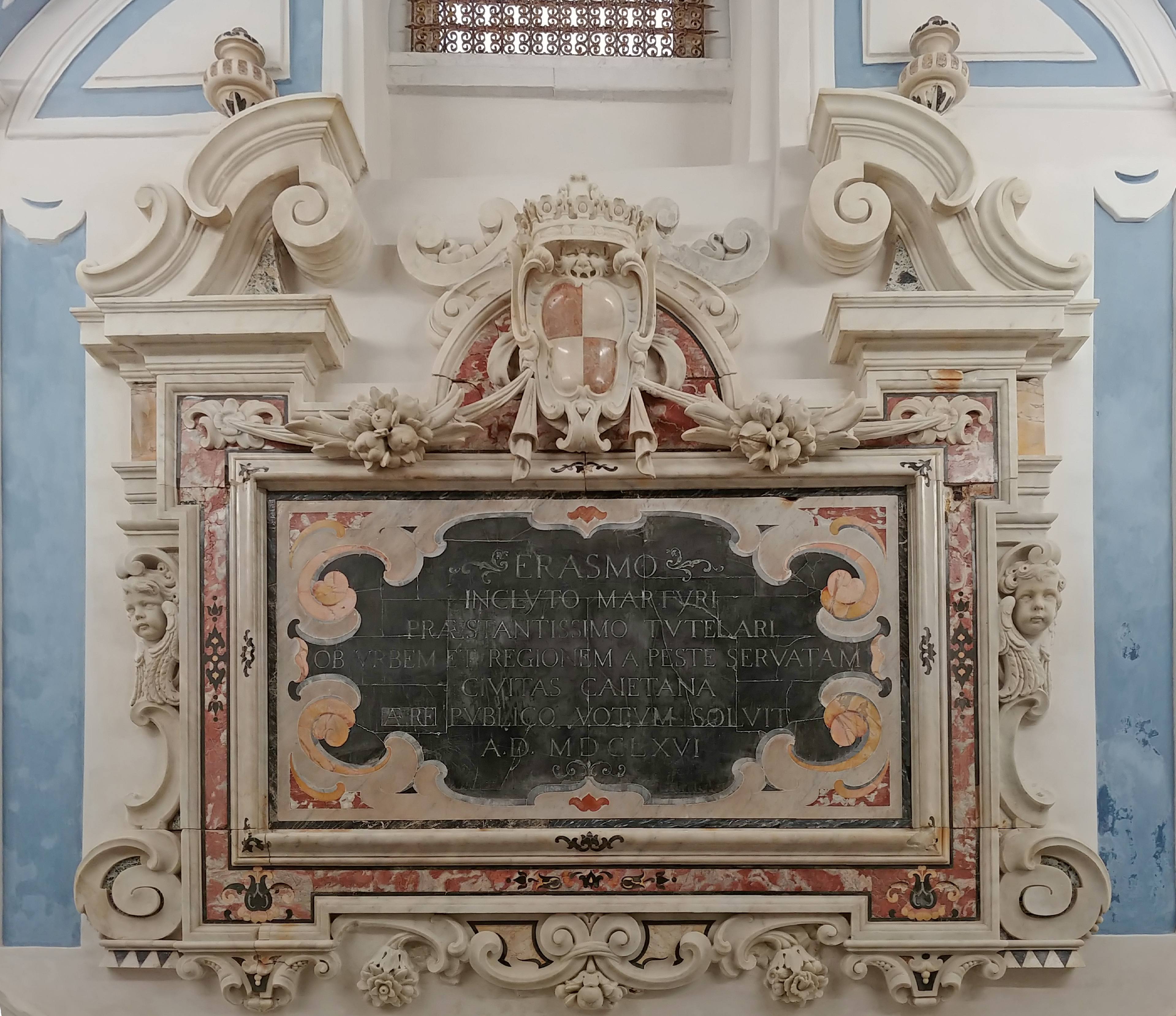
Lapide nel vestibolo del succorpo di Sant'Erasmo nella cattedrale di Gaeta fatta apporre nel 1666 dalla città come ringraziamento per lo scampato pericolo durante l'epidemia di peste di dieci anni prima

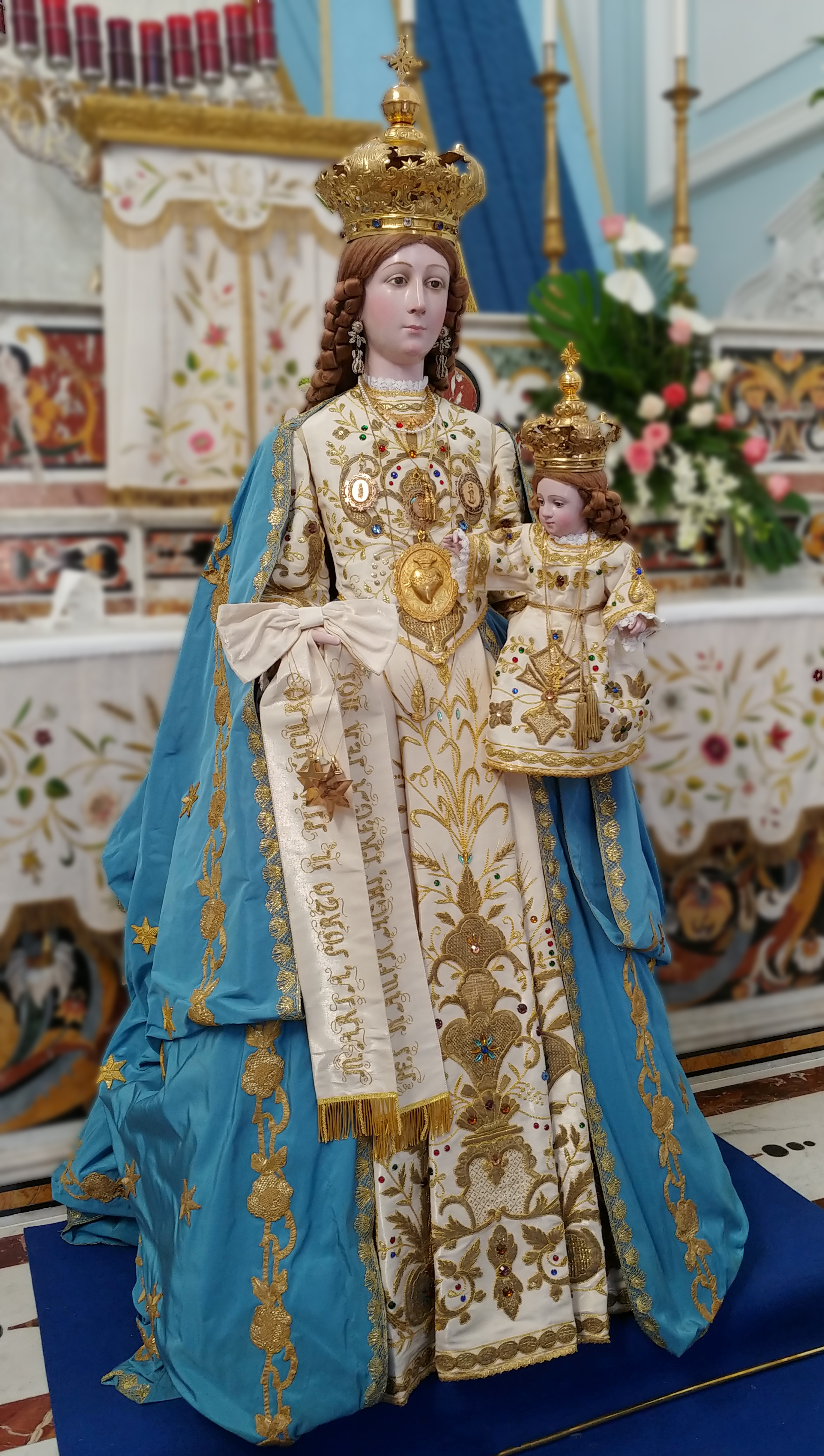
La statua della Madonna di Porto Salvo

È parte dell'arcidiocesi di Gaeta. I patroni principali della città di Gaeta sono i santi Erasmo di Formia e Marciano di Siracusa. Il culto di san Marciano (14 giugno), sebbene sia precedente di circa un secolo a quello di sant'Erasmo (rispettivamente VIII e IX secolo), fu poi da quest'ultimo superato per grandezza e intensità. Le due feste, anticamente distinte, furono riunite nel giorno di Sant'Erasmo (2 giugno) con Decreto della Sacra Congregazione dei Riti del 13 dicembre 1800. Nel corso dei secoli altri santi furono elevati a patroni minori. In particolare: Vincenzo Ferreri (5 aprile), probabilmente consacrato patrono minore durante la dominazione spagnola; Sant'Antonio da Padova (in origine festeggiato nella Domenica in Albis), elevato a protettore della città nel 1658 su richiesta dell'Università; San Montano martire (17 giugno), dichiarato patrono secondario nel 1702, a seguito del ritrovamento delle sue spoglie nel monastero di San Quirico; San Gennaro (19 settembre), divenuto co-patrono perché si riteneva avesse salvato la cittadinanza dallo scoppio della polveriera Trabacco avvenuto il 19 settembre 1760. Oltre ai santi già citati, ve ne sono altri che godevano di un ufficio proprio in quanto protettori minori della città: San Biagio (3 febbraio); Sant'Innocenzo (7 maggio); Santi Casto e Secondino (3 luglio); San Probo Vescovo (14 ottobre); San Teodoro Martire (9 novembre); Santa Lucia (13 dicembre); Sante Eupuria e Albina (16 dicembre). Infine, Gaeta è nota per la sua secolare devozione alla Beata Vergine Maria, tale da meritare l'appellativo di "città di Maria". In suo onore vi sono infatti svariate festività durante l'anno, tra cui: l'Assunzione di Maria (15 agosto), cui è dedicata la Cattedrale; l'Immacolata Concezione (8 dicembre), il cui dogma fu proclamato da papa Pio IX nella cappelletta d'oro in seguito a un'ispirazione avuta durante il suo soggiorno gaetano nel 1848-49; la Madonna di Porto Salvo (seconda domenica di agosto), protettrice del quartiere "Borgo" assieme ai Santi Cosma e Damiano.

### Tradizioni e folklore
- Festa della Madonna di Porto Salvo. Dal 1927,[131] alla seconda domenica di agosto di ogni anno, parte dalla chiesa degli Scalzi una tradizionale processione con le barche sul mare che porta la statua della Madonna di Porto Salvo, protettrice dei pescatori e dei naviganti, su una grande barca in mezzo al mare.[132] Anticamente, la festa era la domenica successiva al 15 agosto e la processione aveva luogo la mattina per le strade del quartiere.[133]
- Una tipica espressione del folklore gaetano sono Glie Sciuscie, dei gruppi musicali caratteristici composti da giovani gaetani che il 31 dicembre di ogni anno girano per le case e i negozi di Gaeta suonando strumenti musicali per lo più auto-costruiti ed intonando canti tipici irriverenti per augurare al padrone o alla padrona di casa o del negozio un felice anno nuovo.[134]

## Cultura

### Istruzione

#### Università
È presente una sede dell'università telematica Pegaso.

#### Biblioteche
Biblioteca comunale Salvatore Mignano, una delle più antiche della provincia di Latina.

#### Musei
- Museo Archeologico di Gaeta[137]
- Museo storico naturalistico Real Ferdinando[138][139]
- Museo del Mare[140]
- Museo di Lucio Munazio Planco e Batteria di Monte Orlando Superiore[141]
- Museo storico del servizio navale e della scuola nautica della Guardia di Finanza[142]
- Museo diocesano[143]
- Castello angioino-aragonese
- Pinacoteca[144]
- Planetario digitale[145]

### Media

#### Televisione
- Golfo TV
- Teleuniverso
- Extra TV
- Lazio TV

#### Radio
- Radio Spazio Blu

#### Stampa
- Latina Oggi

#### Media
- Latina Today
- Tuttogolfo
- Latinatu
- Gaetachannel
- Gaetanews24

### Cucina
- Olive di Gaeta (olive nere)
- Sciuscelle, Mustaccioli, susamelli, roccocò (dolci natalizi gaetani)
- Tiella (pizza rustica con vari ripieni)[146]
- Spaghetti alla Nostromo (spaghetti con pomodoro, cozze, vongole e mazzancolle)
- Broccoletti (cime di rape) con le parnocchie (canocchie)

## Economia
Di seguito la tabella storica elaborata dall'Istat a tema Unità locali, intesa come numero di imprese attive ed addetti, intesi come numero addetti delle unità locali delle imprese attive (valori medi annui).
|        | 2015                  |                              |                            |                |                       |                     | 2014                  |                | 2013                  |                |
| ------ | --------------------- | ---------------------------- | -------------------------- | -------------- | --------------------- | ------------------- | --------------------- | -------------- | --------------------- | -------------- |
|        | Numero imprese attive | % Provinciale Imprese attive | % Regionale Imprese attive | Numero addetti | % Provinciale Addetti | % Regionale Addetti | Numero imprese attive | Numero addetti | Numero imprese attive | Numero addetti |
| Gaeta  | 1.362                 | 3,47%                        | 0,3%                       | 3.814          | 3,12%                 | 0,25%               | 1.373                 | 3.884          | 1.442                 | 3.998          |
| Latina | 39.304                |                              | 8,43%                      | 122.198        |                       | 7,75%               | 39.446                | 120.897        | 39.915                | 123.310        |
| Lazio  | 455.591               |                              |                            | 1.539.359      |                       |                     | 457.686               | 1.510.459      | 464.094               | 1.525.471      |

Nel 2015 le 1.362 imprese operanti nel territorio comunale, che rappresentavano il 3,47% del totale provinciale (39.304 imprese attive), hanno occupato 3.814 addetti, il 3,12% del dato provinciale (122.198 addetti); in media, ogni impresa nel 2015 ha occupato poco meno di tre persone (2,80).
Nel 2025 Gaeta è stata insignita per il dodicesimo anno consecutivo della bandiera blu e per il diciassettesimo di quella verde dalla FEE e per il primo anno della certificazione delle Spighe Verdi.

## Infrastrutture e trasporti

### Base navale NATO
Nel 1967, il porto di base della nave ammiraglia della Sesta Flotta statunitense fu trasferito da Villafranca in Francia a Gaeta. Furono istituite strutture di supporto sul Monte Orlando. Ciò avvenne in seguito al trasferimento delle responsabilità di nazione guida per le Forze Navali NATO nel Mediterraneo dal Regno Unito agli Stati Uniti. La Flotta Britannica del Mediterraneo fu abolita: la sua precedente base a Malta non era più sotto il controllo esclusivo britannico poiché la nazione aveva ottenuto l'indipendenza dal Regno Unito.
Attualmente è utilizzato come porto di base per la nave ammiraglia della Sesta Flotta statunitense. Il comandante della Sesta Flotta, in genere un Vice Ammiraglio a 3 stelle della Marina statunitense, ha il controllo operativo delle task force navali, dei gruppi da battaglia, delle forze anfibie, delle navi di supporto, dei velivoli di sorveglianza terrestri e dei sottomarini nel Mar Mediterraneo. Il ruolo di Gaeta è stato importante fin dall'inizio del XIX secolo per l'impegno della Marina statunitense nella presenza avanzata. Papa Pio IX e Re Ferdinando II del Regno delle Due Sicilie visitarono la USS Constitution durante la loro permanenza a Gaeta nel 1849. Nove navi sono state di stanza a Gaeta con la missione principale di servire come nave ammiraglia del comandante della Sesta Flotta. La prima fu la USS Little Rock (CG-4). Altre navi ammiraglie della Sesta Flotta furono la USS Springfield (CLG-7), la USS Albany (CG-10), la USS Puget Sound (AD-38), la USS Coronado (AGF-11), la USS Belknap (CG-26) e la USS La Salle (AGF-3). L'attuale nave ammiraglia è la USS Mount Whitney (LCC-20).
La città ospita le famiglie degli equipaggi che lavorano sulla nave. Vi erano una scuola del Dipartimento della Difesa per bambini americani e la US Naval Support Activity, Gaeta, che forniva assistenza sanitaria e altri servizi fino alla sua chiusura nel 2005. La base NATO stessa si trovava sul Monte Orlando che si affaccia sul Golfo di Gaeta. Di recente è stato trasferito in una struttura a terra dove opera anche la Commander Sixth Fleet.

### Ferrovie
La città è servita dalla stazione di Formia-Gaeta situata a Formia e posta sulla Roma-Formia-Napoli; fino al 1966 era in funzione anche la Formia-Gaeta delle FS che collegava i due centri urbani con servizio passeggeri (fino al 1981 per il traffico merci) e la città aveva la sua stazione ferroviaria.

### Strade
La città è servita dalla Strada statale 213 Via Flacca, che la collega a Formia, Itri e Sperlonga.
Porto
Porto turistico e commerciale

## Amministrazione

Il gonfalone comunale

Fino al 1927 faceva parte della provincia di Terra di Lavoro (che aveva come capoluogo prima Capua e, dal 1818, Caserta), regione storica sorta sotto il Regno di Sicilia (poi Regno di Napoli e Regno delle Due Sicilie). In questa zona della Provincia era il caposaldo militare e amministrativo dell'area (Circondario di Gaeta).
Sindaci dall'età napoleonica alla fine del Regno delle Due Sicilie:
| Periodo | Periodo | Primo cittadino                | Partito | Carica  | Note |
| ------- | ------- | ------------------------------ | ------- | ------- | ---- |
| 1806    | 1810    | Camillo De Vio                 |         | sindaco |      |
| 1810    | 1813    | Francesco De Mattheis          |         | sindaco |      |
| 1813    | 1815    | Andrea Migiarra                |         | sindaco |      |
| 1815    | 1816    | Domenico Monetti               |         | sindaco |      |
| 1816    | 1819    | Vincenzo Cappelli              |         | sindaco |      |
| 1819    | 1822    | Niccolò Oliva                  |         | sindaco |      |
| 1822    | 1825    | Nicola Ernandes                |         | sindaco |      |
| 1825    | 1828    | Gaetano Albani                 |         | sindaco |      |
| 1828    | 1829    | Giuseppe Gaetani di Castelmola |         | sindaco |      |
| 1829    | 1831    | Domenico Boniglia              |         | sindaco |      |
| 1831    | 1835    | Pietro Conca                   |         | sindaco |      |
| 1835    | 1838    | Giacomo Cicconardi             |         | sindaco |      |
| 1838    | 1840    | Francesco Pecorini             |         | sindaco |      |
| 1840    | 1843    | Saverio Tucci                  |         | sindaco |      |
| 1843    | 1846    | Paolo Albani                   |         | sindaco |      |
| 1846    | 1853    | Pasquale Monetti               |         | sindaco |      |
| 1853    | 1861    | Raffaele Ianni                 |         | sindaco |      |

Sindaci, commissari e podestà dall'Unità d'Italia alla fine dell'occupazione nazifascista (sono esclusi i sindaci e i commissari di Elena, comune autonomo dal 1897 al 1927):
| Periodo           | Periodo           | Primo cittadino               | Partito                    | Carica                    | Note |
| ----------------- | ----------------- | ----------------------------- | -------------------------- | ------------------------- | ---- |
| 22 maggio 1861    | 1870              | Domenico Vellucci             |                            | sindaco                   |      |
| 1870              | 5 settembre 1875  | Onorato Gaetani di Castelmola |                            | sindaco                   |      |
| 9 ottobre 1875    | 1880              | Modesto De Gaudio             |                            | sindaco                   |      |
| 1880              | 11 maggio 1883    | Carlo Boscoli                 |                            | sindaco                   |      |
| 12 maggio 1883    | 10 settembre 1883 | Saverio Favatà                |                            | commissario straordinario |      |
| 1884              | dicembre 1889     | Filippo Matarazzo             |                            | sindaco                   |      |
| dicembre 1889     | novembre 1893     | Antonio Di Macco              |                            | sindaco                   |      |
| novembre 1893     | 1895              | Giuseppe Orlando              |                            | sindaco                   |      |
| 1º settembre 1895 | 15 marzo 1896     | Antonio Di Macco              |                            | sindaco                   |      |
| 16 marzo 1895     | 14 luglio 1896    | Vittorio Menzinger            |                            | commissario straordinario |      |
| 15 luglio 1896    | 13 settembre 1896 | Paolo Lavazzeri               |                            | commissario straordinario |      |
| 14 settembre 1896 | 15 maggio 1897    | Alessandro Cozzi              |                            | commissario straordinario |      |
| 15 maggio 1897    | 30 marzo 1903     | Giuseppe Orlando              |                            | sindaco                   |      |
| 31 marzo 1903     | 12 maggio 1904    | Gennaro Migiarra              |                            | sindaco                   |      |
| 13 maggio 1904    | 4 luglio 1905     | Giuseppe Orlando              |                            | sindaco                   |      |
| 21 luglio 1905    | 31 gennaio 1906   | Enrico Pennella               |                            | commissario straordinario |      |
| 1º febbraio 1906  | 9 aprile 1909     | Domenico Gonzales             |                            | sindaco                   |      |
| 10 aprile 1909    | 19 marzo 1911     | Vincenzo Poccia               |                            | commissario straordinario |      |
| 20 marzo 1911     | 14 marzo 1916     | Gennaro Migiarra              |                            | sindaco                   |      |
| 15 marzo 1916     | 11 giugno 1925    | Elia Riccio                   |                            | sindaco                   |      |
| 12 giugno 1925    | 9 agosto 1925     | Giovanni Iacobelli            | Partito Nazionale Fascista | commissario straordinario |      |
| 10 agosto 1925    | 18 luglio 1926    | Antonio Omaggio               | Partito Nazionale Fascista | commissario straordinario |      |
| 19 luglio 1926    | 10 marzo 1927     | Guido Lucarelli               | Partito Nazionale Fascista | commissario straordinario |      |
| 11 marzo 1927     | 30 giugno 1929    | Antonio Galli                 | Partito Nazionale Fascista | commissario straordinario |      |
| 1º luglio 1929    | 20 febbraio 1930  | Claudio De Mohr               | Partito Nazionale Fascista | commissario straordinario |      |
| 21 febbraio 1930  | 13 aprile 1930    | Luigi Cinquanta De Mane       | Partito Nazionale Fascista | commissario straordinario |      |
| 14 aprile 1930    | 5 gennaio 1934    | Enrico Mazzoccolo             | Partito Nazionale Fascista | podestà                   |      |
| agosto 1934       | agosto 1935       | Enrico Trinchieri             | Partito Nazionale Fascista | commissario straordinario |      |
| agosto 1935       | giugno 1940       | Francesco Calise              | Partito Nazionale Fascista | podestà                   |      |
| giugno 1940       | dicembre 1940     | Stanislao Migliorini          | Partito Nazionale Fascista | commissario straordinario |      |
| dicembre 1940     | 25 luglio 1943    | Gabriele Maltempo             | Partito Nazionale Fascista | podestà                   |      |
| 26 luglio 1943    | 8 settembre 1943  | Gaetano Di Macco              | Partito Nazionale Fascista | commissario straordinario |      |
| 9 settembre 1943  | 19 maggio 1944    | Gabriele Maltempo             | Partito Nazionale Fascista | commissario straordinario |      |

Sindaci e commissari dalla Liberazione di Gaeta:
| Periodo           | Periodo           | Primo cittadino         | Partito                              | Carica                    | Note    |
| ----------------- | ----------------- | ----------------------- | ------------------------------------ | ------------------------- | ------- |
| 20 maggio 1944    | 9 settembre 1944  | Francesco Paolo Cardi   |                                      | sindaco                   |         |
| 10 settembre 1944 | 15 dicembre 1944  | Gaetano Di Macco        |                                      | sindaco                   |         |
| 16 dicembre 1944  | 19 maggio 1945    | Plinio Angela           |                                      | commissario straordinario |         |
| 20 maggio 1945    | 14 agosto 1945    | Erasmo Di Fonzo         |                                      | sindaco                   |         |
| 15 agosto 1945    | 9 dicembre 1945   | Archita Denaro          | Partito Socialista Italiano          | sindaco                   |         |
| 10 dicembre 1945  | 15 marzo 1946     | Vincenzo Giordano       |                                      | commissario straordinario |         |
| 16 marzo 1946     | 27 settembre 1948 | Giovanni Cesarale       | Democrazia Cristiana                 | sindaco                   |         |
| 28 settembre 1948 | 26 luglio 1949    | Giovanni Cessari        |                                      | commissario straordinario |         |
| 27 luglio 1949    | 7 luglio 1964     | Pasquale Corbo          | Democrazia Cristiana                 | sindaco                   |         |
| 23 luglio 1964    | 14 agosto 1964    | Angelo Barattolo        | Democrazia Cristiana                 | sindaco                   |         |
| 15 agosto 1964    | 12 febbraio 1966  | Aurelio Grasso          |                                      | commissario straordinario |         |
| 13 febbraio 1966  | 4 gennaio 1971    | Giuseppe Calise         | Democrazia Cristiana                 | sindaco                   |         |
| 5 gennaio 1971    | 21 dicembre 1981  | Giuseppe Damiano Uttaro | Democrazia Cristiana                 | sindaco                   |         |
| 22 dicembre 1981  | 23 giugno 1982    | Antonio Fronzuto        | Democrazia Cristiana                 | sindaco                   |         |
| 24 giugno 1982    | 30 luglio 1985    | Quirino Leccese         | Democrazia Cristiana                 | sindaco                   |         |
| 31 luglio 1985    | 22 febbraio 1987  | Angelo Insalaco         | Democrazia Cristiana                 | sindaco                   |         |
| 25 febbraio 1987  | 12 giugno 1988    | Quirino Leccese         | Democrazia Cristiana                 | sindaco                   |         |
| 13 giugno 1988    | 23 dicembre 1989  | Damiano Tallini         | Democrazia Cristiana                 | sindaco                   |         |
| 23 dicembre 1989  | 22 giugno 1990    | Sergio Tuccilli         | Partito Repubblicano Italiano        | sindaco                   |         |
| 22 giugno 1990    | 26 febbraio 1991  | Candeloro Mignano       | Democrazia Cristiana                 | sindaco                   |         |
| 26 febbraio 1991  | 19 settembre 1991 | Giuseppe Renzelli       | Democrazia Cristiana                 | sindaco                   |         |
| 19 settembre 1991 | 4 agosto 1992     | Erasmo Di Nitto         | Democrazia Cristiana                 | sindaco                   |         |
| 4 agosto 1992     | 11 maggio 1993    | Giuseppe Matarazzo      | Democrazia Cristiana                 | sindaco                   |         |
| 11 maggio 1993    | 23 dicembre 1993  | Salvatore Di Maggio     | Partito Socialista Italiano          | sindaco                   |         |
| 23 dicembre 1993  | 12 giugno 1994    | Antonio Reppucci        |                                      | commissario straordinario |         |
| 12 giugno 1994    | 24 maggio 1998    | Silvio D'Amante         | Partito Democratico della Sinistra   | sindaco                   |         |
| 24 maggio 1998    | 27 maggio 2002    | Silvio D'Amante         | Democratici di Sinistra              | sindaco                   |         |
| 27 maggio 2002    | 14 novembre 2006  | Massimo Magliozzi       | Forza Italia                         | sindaco                   | [ 154 ] |
| 14 novembre 2006  | 28 maggio 2007    | Bruno Frattasi          |                                      | commissario straordinario |         |
| 28 maggio 2007    | 7 maggio 2012     | Antonio Raimondi        | lista civica                         | sindaco                   |         |
| 7 maggio 2012     | 11 giugno 2017    | Cosmo Mitrano           | Il Popolo della Libertà Forza Italia | sindaco                   |         |
| 11 giugno 2017    | 13 giugno 2022    | Cosmo Mitrano           | Forza Italia                         | sindaco                   |         |
| 13 giugno 2022    | in carica         | Cristian Leccese        | centro-destra                        | sindaco                   |         |

### Gemellaggi
Gaeta è gemellata con:
| - Frontignan - Cambridge - Somerville - Mobile - Cettigne - Babolsar |

### Altre informazioni amministrative
- Fa parte della XVII Comunità montana dei Monti Aurunci[158] e del Parco regionale Riviera di Ulisse.[159]

## Sport

### Basket
- Serapo Basket 85, militante nel campionato Divisione Regionale I.[160][161]

### Calcio
- A.S.D. Gaeta 2010 (Ex Mistral Gaeta) che dal campionato 2022-23 milita nel campionato maschile di Eccellenza.[162]
- P.G.S. Don Bosco Gaeta (Calcio), militante nel campionato di Prima categoria.
- A.S.D. Vindex Gaeta (Calcio), militante nel campionato di Seconda Categoria.
- Polisportiva Gaeta 1931, militante nel campionato di Prima categoria.

### Pallamano
- Sporting Club Gaeta che dal 2019-2020 milita nel campionato maschile di serie A Gold.[163]
- Gaeta Handball '84, squadra di pallamano maschile.

### Pallanuoto
- Serapo Sport Gaeta (Pallanuoto), militante nel campionato di serie A/2 femminile e C maschile.

### Pallavolo
- Serapo Volley Gaeta che nel 2019-2020 milita nel campionato maschile di Serie C[164] e in quello della 1ª divisione femminile.[senza fonte]

### Tennis
- Circolo Tennis Gaeta fondato nel 1967.